# Hamburg-Harburg
Harburg ist ein Stadtteil im Süden Hamburgs und das Zentrum des Bezirkes Harburg.
Der an der Süderelbe gelegene Stadtteil ist der Kern der ehemaligen Stadt Harburg (auch als „Harburg an der Elbe“ oder Harburg/Elbe bezeichnet) und der späteren Großstadt Harburg-Wilhelmsburg sowie ehemaliger Verwaltungssitz des Landkreises Harburg.
Quartiere im Stadtteil sind das Phoenix-Viertel und der Harburger Binnenhafen.
An Harburg grenzen die Stadtteile Neuland, Gut Moor und Rönneburg im Osten, Wilstorf im Süden, Eißendorf und Heimfeld im Westen und Wilhelmsburg auf der anderen Seite der Süderelbe im Norden.

## Geschichte
Funde in der Umgebung lassen auf eine Besiedlung der Gegend seit der Jungsteinzeit schließen. Namensgeber und Ausgangspunkt von Harburg war die Horeburg (Hore = Sumpf/Moor). Diese stand spätestens seit dem Jahr 1000 (Scherbenfunde) auf einer trockenen Talsandinsel in der sumpfigen Niederung der Elbe an der Stelle des heutigen Harburger Schlosses und war mit der Geest nur über einen Damm verbunden, der im Verlauf der heutigen Harburger Schloßstraße entsprach. Die 1133–37 erstmals urkundlich erwähnte Burg wurde vermutlich von den Grafen von Stade als Grenzfestung errichtet. 1257 gelangte sie in den Besitz der Welfen. Die Siedlung, die sich zunächst entlang des Dammes vor der Burg entwickelte, erhielt 1288 das Recht einer freien Gemeinde, 1297 schließlich das Stadtrecht. In der Folgezeit wurde Harburg zum wirtschaftlichen Zentrum der Vogtei Harburg. Eine wichtige Existenzgrundlage der Stadt blieb bis in das 19. Jahrhundert hinein der Fährverkehr nach Hamburg und das damit verbundene Speditions- und Logiergewerbe.

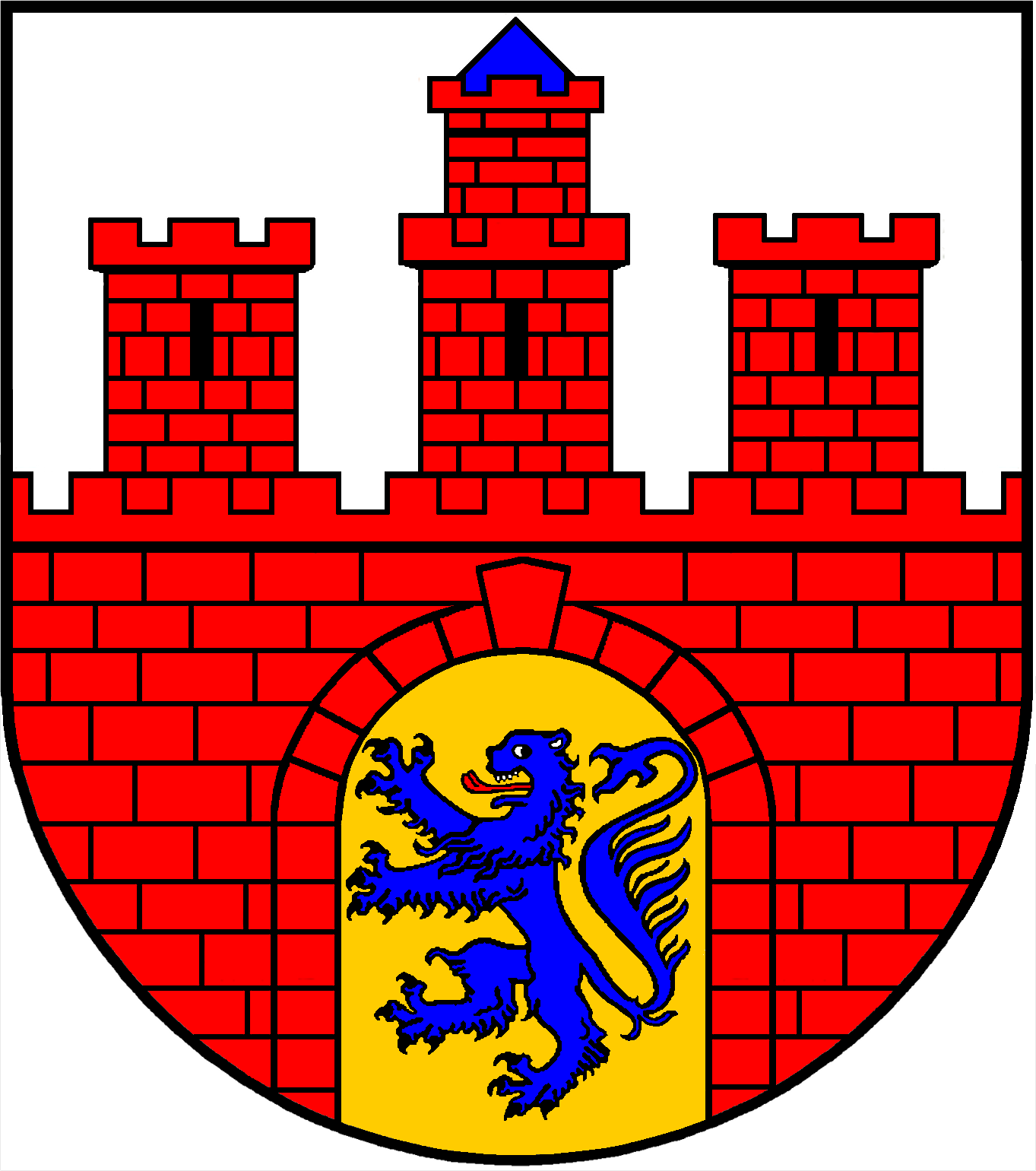
Wappen der Stadt Harburg

Harburg war 1527 bis 1642 Residenz einer Nebenlinie des Hauses Braunschweig-Lüneburg. 1528 wurde die Harburger Schützengilde gegründet. 1642 fiel das Amt Harburg an die Celler Hauptlinie der Welfen zurück und die Burg, die mittlerweile zu einem Residenzschloss ausgebaut war, wurde zu einer von Wasser umschlossenen Zitadelle erweitert. Dies erforderte den Abriss des ältesten Teils der Stadt, einschließlich der Marienkirche. Die Siedlung wurde daraufhin nach Süden erweitert und die Dreifaltigkeitskirche als Ersatz errichtet.

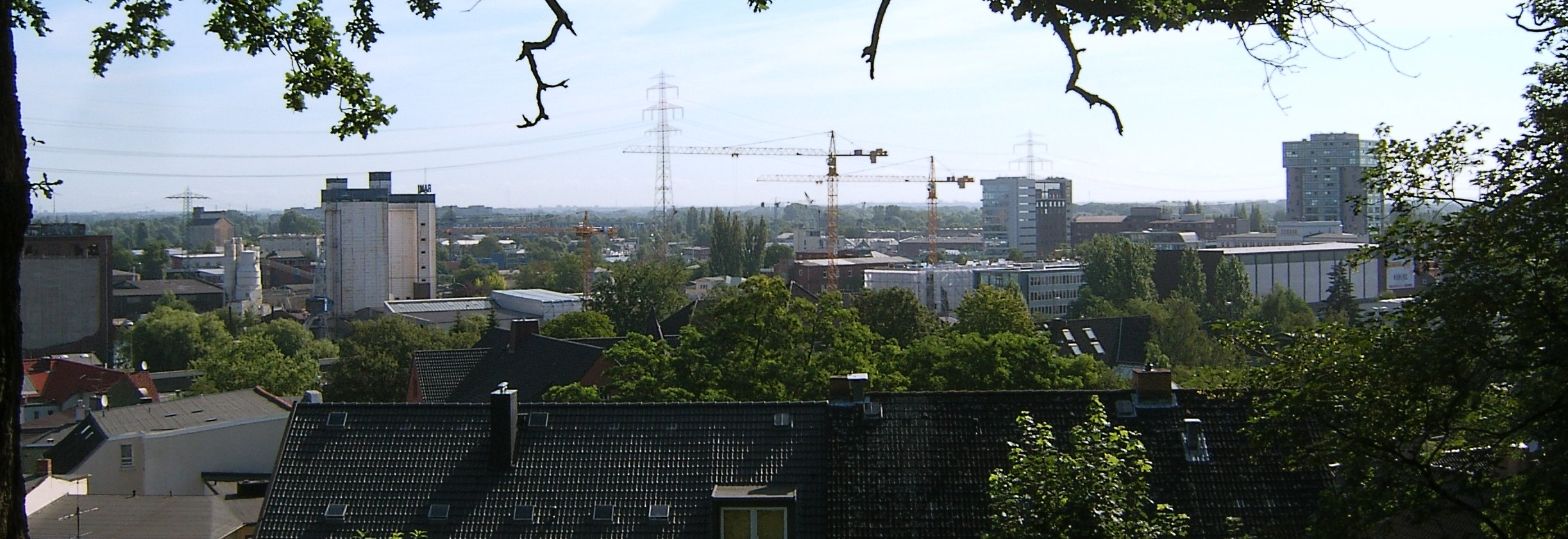
Blick vom Schwarzenberg

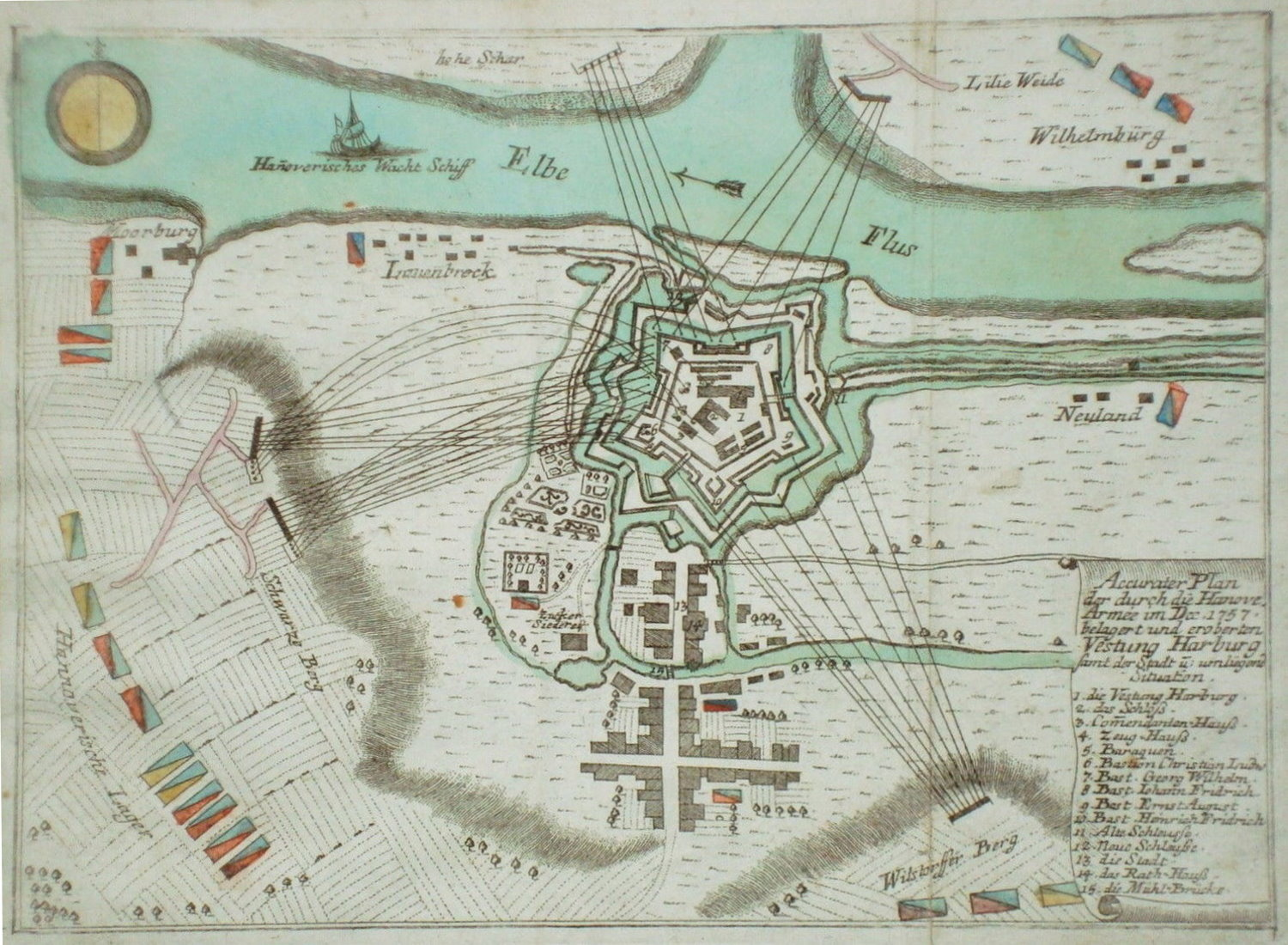
Harburg von 1757

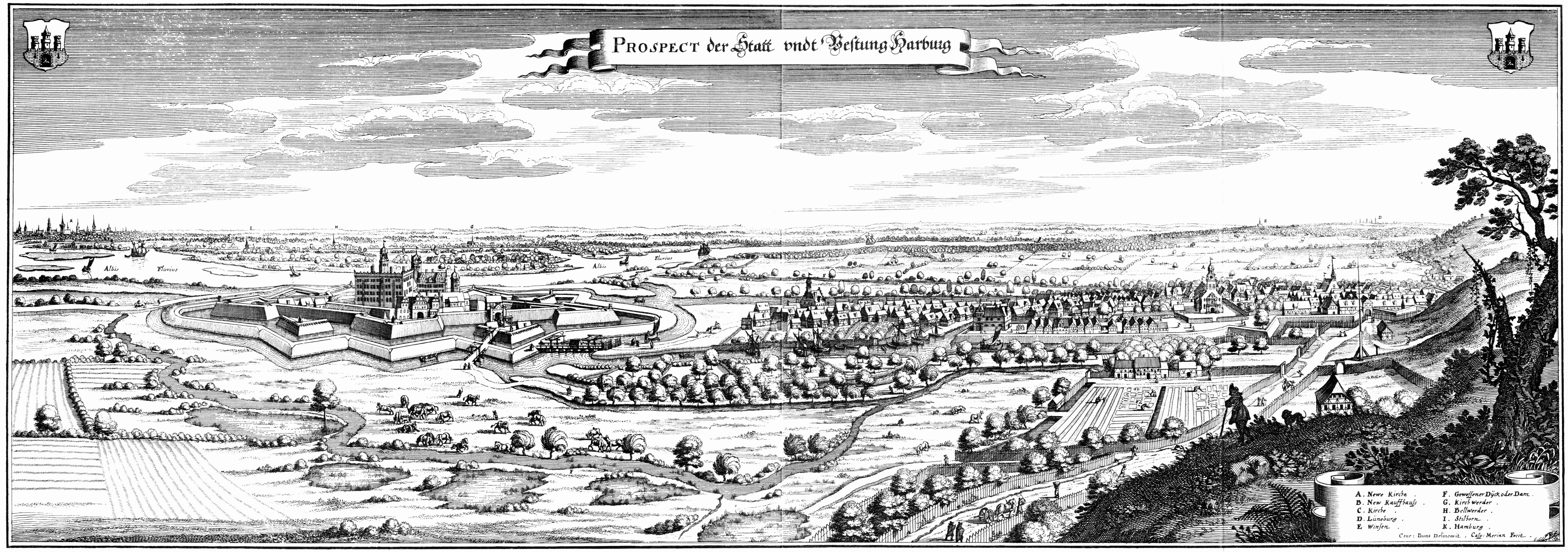
Panorama vom Schwarzenberg 1654

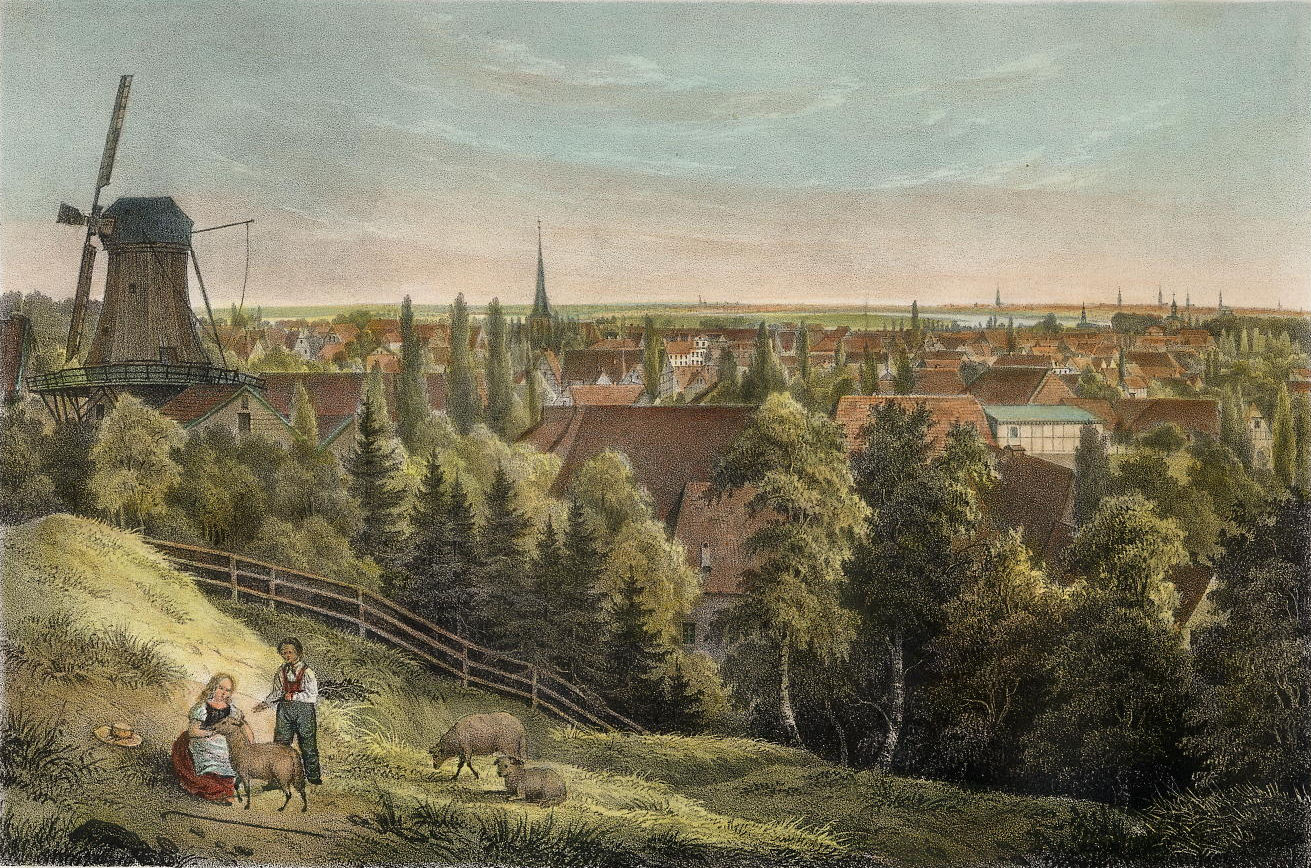
Harburg im 19. Jahrhundert

Seit 1705 gehörte die Stadt zum Kurfürstentum Braunschweig-Lüneburg und späteren Königreich Hannover. Im Siebenjährigen Krieg wurde Harburg 1757 von französischen Soldaten ohne große Gegenwehr aus der Festung eingenommen. Nach Reorganisation der hannoverschen Truppen bei Stade wurde die Festung (u. a. vom Schwarzenberg aus) dann einige Wochen später unter schweres Kanonenfeuer genommen, unter dem auch die Zivilbevölkerung leiden musste. Nach vierwöchigem Beschuss kapitulierten die Franzosen am 31. Dezember. Von 1803 bis 1805 besetzten erneut französische Truppen Harburg, nachdem Hannover gegenüber Napoleon kapituliert hatte. Aufgrund des Pariser Vertrags vom 15. Februar 1806 zwischen Preußen und Frankreich wurde Hannover gegen Abtretung des Herzogtums Cleve und des Markgraftums Ansbach durch Preußen in Besitz genommen und daraufhin Harburg 1806 von preußischen Truppen besetzt. Im gleichen Jahr begann auch die Besatzungszeit Hamburgs durch Frankreich zur Durchsetzung der Kontinentalsperre. Nach einem kurzen Zwischenspiel als Teil des Königreichs Westphalen gehörte Harburg von 1811 bis zum Befreiungskrieg unmittelbar zum französischen Kaiserreich als Teil des Elbmündungsdepartements. In dieser Zeit wurde die Bremer Straße als Heerstraße angelegt. 1813/1814 wurde eine erste durchgängige Elbquerung durch die Franzosen errichtet, deren hölzernen Brücken durch Eisgang bis 1817 wieder zerstört wurde. 1814 nach den Befreiungskriegen gehörte Harburg wieder zum Königreich Hannover.
1829 wurde eine regelmäßige Dampfschiffs-Verbindung zwischen Harburg und Hamburg eingerichtet und zwischen 1845 und 1849 der Binnenhafen (als Dockhafen durch eine Schleuse von der Elbe getrennt) erheblich erweitert. 1847 wurde die Eisenbahnstrecke Lehrte–Harburg eröffnet. Der Kopfbahnhof am Hafen östlich der Altstadt ermöglichte den direkten Güterumschlag. Zudem hatte Harburg 1848 das Freihafen-Privileg bis zum Beitritt Hannovers zum Deutschen Zollverein 1854 (ab 1857 Errichtung eines zollfreien Speichers). Harburg wurde zu einem rasch wachsenden und für Hannover wichtigen Hafen- und Industriestandort, vor allem im Bereich der Verarbeitung von Kautschuk und Ölsaaten. 1856 war das „Explosionsjahr der Industrie“ in Harburg, vor allem mit der Eröffnung der in Europa ersten Fabrik für Hartgummi, der heutigen Phoenix AG. Im Jahr 1908 waren mehr als 70 Fabriken, Werften und großgewerbliche Unternehmen ansässig geworden. Harburg war endgültig vom Ort des Umschlaghandels zum Produktionsort geworden. Im Hafen schlug das Herz der Harburger Industrie. Ab 1866 gehörte Harburg als Teil der Provinz Hannover zu Preußen. Neben der Industrie spielte die Garnison eine wichtige Rolle in der Stadt. Eine feste Verbindung nach Wilhelmsburg bzw. Hamburg bestand seit Fertigstellung der Eisenbahn-Elbbrücken 1872.
Die angrenzenden Ortschaften Wilstorf und Heimfeld wurden 1888 in den Stadtkreis eingemeindet, um der Ausweitung der Stadt und der im Rahmen der Industrialisierung stark gewachsenen Bevölkerungszahl gerecht zu werden. Es folgten 1893 Teile von Neuland, 1906 Lauenbruch und 1910 Eißendorf. Wohnviertel für Fabrikarbeiter, wie das Phoenixviertel, entstanden. Während der nördliche Teil der Altstadt an Schloss und Binnenhafen zunehmend gewerblich genutzt wurde, gab sich Harburg mit dem Neubau eines Rathauses (1890–92) und anschließender Verwaltungsbauten, einem Stadttheater (Harburger Theater 1894) sowie dem neuen Harburger Hauptbahnhof (1897) ein städtisches Gesicht. Seit 1899 gab es mit der Harburger Elbbrücke eine durchgehende Straßenverbindung nach Hamburg, über die auch die 1902 eingeführte Straßenbahn verkehrte (die letzte Harburger Linie wurde 1971 eingestellt) und 1904 begann der Bau von zunächst drei großen Seehafenbecken an Stelle des dafür abgerissenen Ortes Lauenbruch.
1920 kam es im Rahmen des Kapp-Putsches zu schweren Auseinandersetzungen zwischen regierungstreuen Harburgern und gegen die Demokratie putschenden, aufständischen Truppen aus Kreisen der alten kaiserlichen Armee mit 25 Toten (siehe Rudolf Berthold).
In den 1920er Jahren entstanden in Harburg zunehmend gemeinnützige Wohnsiedlungen, der Harburger Stadtpark in Wilstorf, das Stadtbad und eine Stadthalle (Friedrich-Ebert-Halle) mit zwei Schulgebäuden in Heimfeld.
1927 wurden der Stadtkreis Harburg und der Stadtkreis Wilhelmsburg zur Großstadt Harburg-Wilhelmsburg vereinigt. 1937 wurde die Stadt im Rahmen des Groß-Hamburg-Gesetzes, ebenso wie einige Orte des umliegenden Landkreises Harburg, vom Land Preußen an Hamburg übertragen. Die Stadt verlor ein Jahr später, am 1. April 1938, ihre Selbstständigkeit.
Im Zweiten Weltkrieg blieb die Innenstadt von Harburg bis Ende 1944 nahezu verschont von alliierten Luftangriffen. Das Industrie- und Seehafengebiet war jedoch ab 1940 Ziel schwerer Angriffe und Zerstörungen. Ab Mitte 1944 konzentrierten sich die Angriffe auf die Mineralölindustrie sowie Eisenbahnanlagen und infolgedessen war auch die Innenstadt von Fehlwürfen betroffen.
Davon betroffen waren das alte Rathaus von 1722, Teile des neuen Rathauses (vereinfacht aufgebaut), die Dreifaltigkeitskirche, die Garnisonskirche St. Johannis und auch die in Harburg verbliebene Kreisverwaltung für den Landkreis Harburg, die 1944 dann endgültig nach Winsen (Luhe) verlegt wurde.

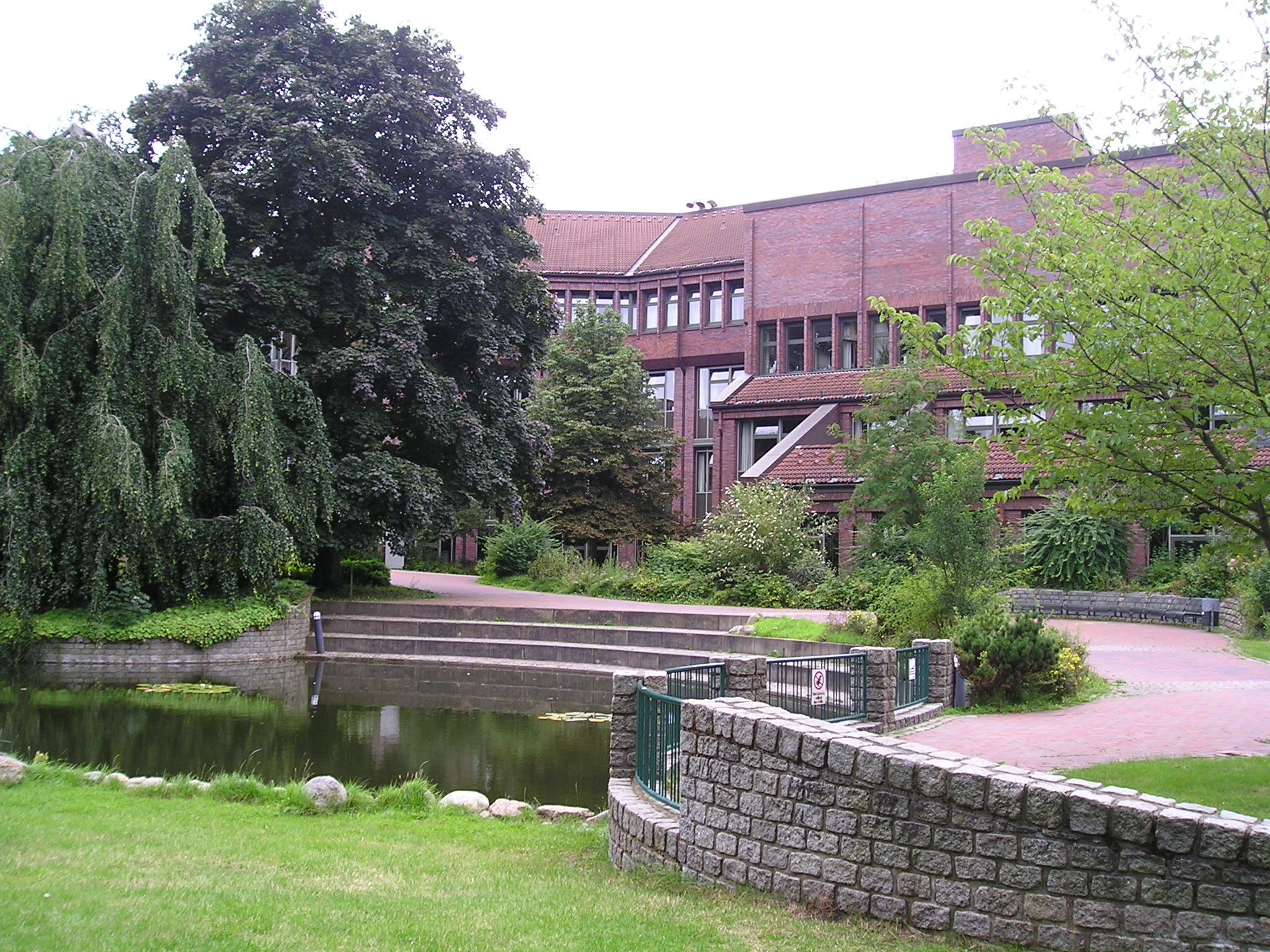
Teich auf dem Gelände der TUHH

Es folgten Jahre des Wiederaufbaus der Stadt, die nochmals erheblich ihr Gesicht durch neue Bauprojekte veränderten. So wurden für den Bau der 1983 eröffneten S-Bahn durch Harburg ganze Straßen neu geschaffen. Ein Straßenring schließt sich jetzt um die zur Fußgängerzone umgestaltete Lüneburger Straße. 1978 wurde die Technische Universität Hamburg-Harburg (TUHH) gegründet. Im Juni 2018 wurde mit einer Namensänderung der Universität die Stadtteilbezeichnung fallen gelassen.
Im März 2016 wurde die Harburger Innenstadt in die Liste der Fördergebiete für die soziale Stadtteilentwicklung aufgenommen. Bis Ende 2019 wird das „Rahmenprogramm Integrierte Stadtentwicklung (RISE)“ mit Fördergeldern in Höhe von 5 Mio. Euro, die sich Harburg mit Eidelstedt teilt, wie schon in Hamburg-Neugraben-Fischbek von der steg Stadterneuerungs- und Stadtentwicklungsgesellschaft Hamburg mbH verwaltet. Mittelfristig soll sich die Wohnsituation und die Attraktivität für Gastronomie steigern. Im Januar 2016 wurde Harburgs Stadtkern im Sozialmonitoring-Bericht für das Jahr 2015 der Behörde für Stadtentwicklung und Wohnen als Schwerpunktraum identifiziert.
Seit den 1980er Jahren wird der Harburger Binnenhafen vermehrt zum attraktiven Standort für Dienstleistungsgewerbe und hochwertige Wohnungen ausgebaut.

### Jüdische Gemeinde und Synagoge
Es gab in Harburg eine jüdische Gemeinde. Sie baute 1862/1863 an der Eißendorfer Straße ihre Synagoge mit etwa 100 Plätzen. Die Gemeinde hatte um 1900 etwa 300 Mitglieder. Die Harburger Synagoge wurde am Abend des 10. November 1938 (also einen Tag nach der Reichspogromnacht) vollständig geplündert und teilweise angezündet.

## Persönlichkeiten

### Ehrenbürger
Nach dem Jahr der Ernennung:
- 1849: Johann Heinrich Blohm, Wasserbaudirektor
- 1859: Eberhard Christian Compe, Oberamtmann
- 1868: Christian Ernst Jochheim, Kaufmann
- 1868: Georg Friedrich Steinike, Rechnungsrat
- 1876: Adolf Göschen, Generalsuperintendent
- 1897: Friedrich Ludwig Weusthoff, Kaufmann
- 1897: Ludwig Heinrich Bernhard Bornemann, Gerichtsrat
- 1897: Rudolf von Bennigsen, Oberpräsident der Provinz Hannover
- 1899: Julius Ludowieg, Oberbürgermeister 1885–1899
- 1924: Heinrich Denicke, Oberbürgermeister 1899–1924
- 1926: Hermann Maul, Senator
- 1926: Theodor Nöldeke, Orientalist
- 1926: Eduard Weinlig, Senator
- 1927: Friedrich Thörl, Kommerzienrat
- 1934: Wilhelm Weber, Kommerzienrat
- 1934: Otto Telschow, Gauleiter von Ost-Hannover(1)

(1) im Oktober 1945 auf Senatsbeschluss aberkannt

### Söhne und Töchter
Persönlichkeiten finden sich im Abschnitt Geschichte des Artikels über → den Bezirk Harburg.

## Statistik
(Quelle: )
- Anteil der unter 18-Jährigen: 15,7 % [Hamburger Durchschnitt: 16,8 % (2023)]
- Anteil der über 64-Jährigen: 10,0 % [Hamburger Durchschnitt: 17,8 % (2023)]
- Ausländeranteil: 48,5 % [Hamburger Durchschnitt: 20,7 % (2023)]
- Arbeitslosenquote: 8,2 % [Hamburger Durchschnitt: 6,2 % (2023)]

Das durchschnittliche Einkommen je Steuerpflichtigem beträgt in Harburg 26.488 Euro jährlich (2020), der Hamburger Gesamtdurchschnitt liegt bei 48.035 Euro.

## Politik und Verwaltung

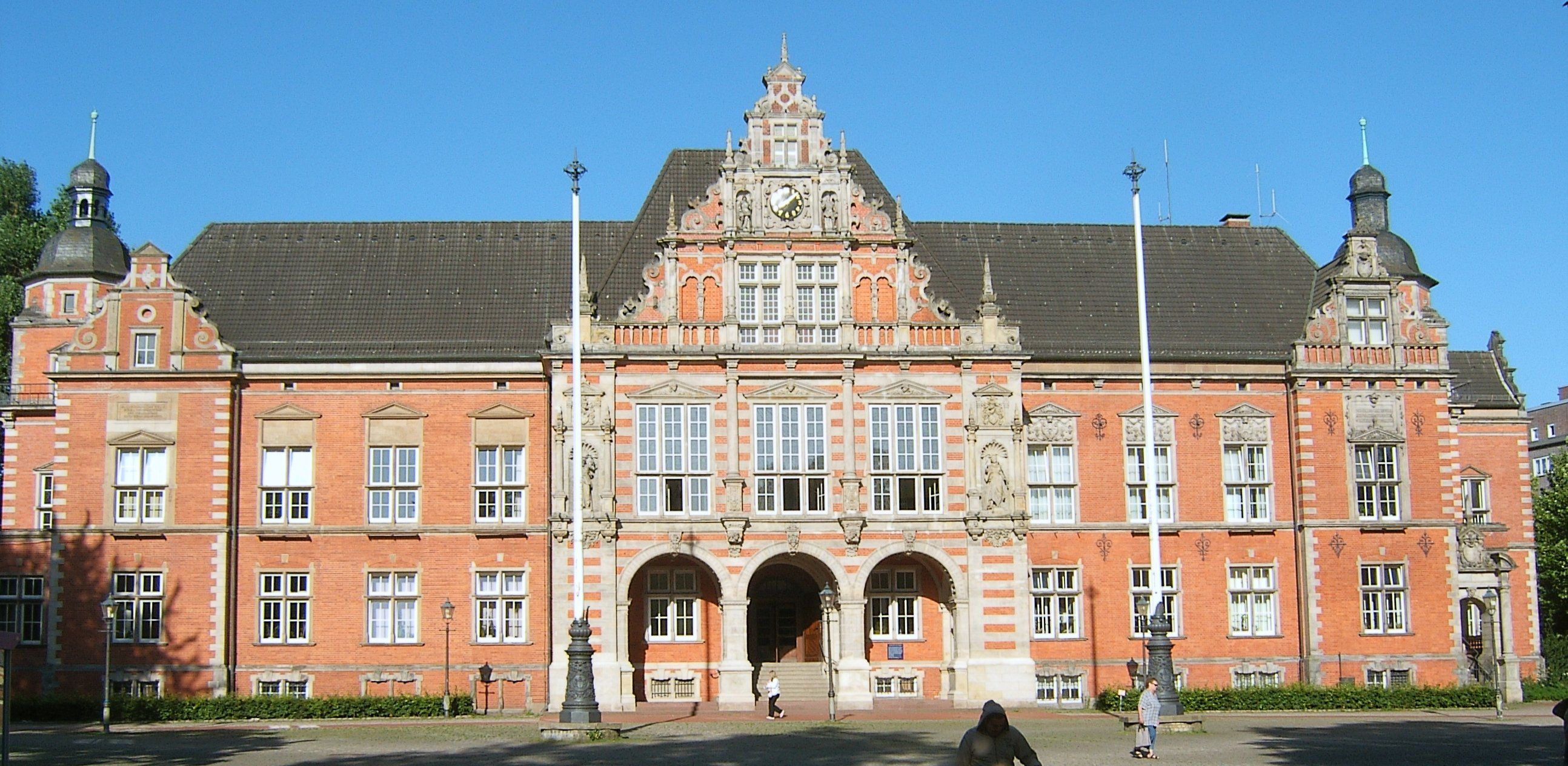
Rathaus Harburg

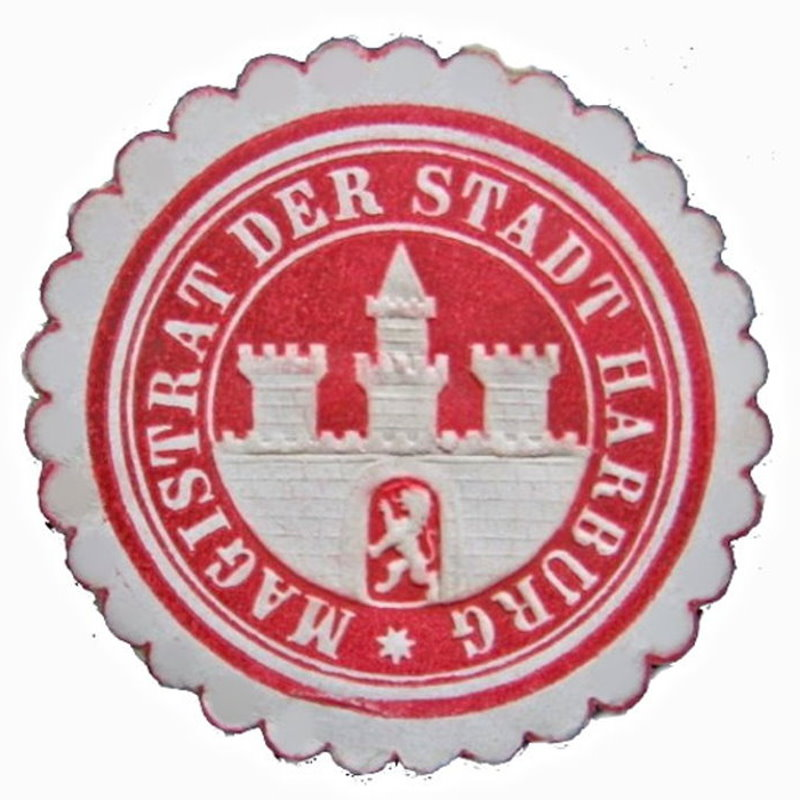
Siegelmarke des Harburger Magistrats; ~ 1850–1945

Das Harburger Rathaus ist Sitzungsort der Bezirksversammlung für den Bezirk Harburg. Hier und in den umliegenden Gebäuden sitzt auch das Bezirksamt und die weiteren für den Bezirk zuständigen Verwaltungsbehörden. Im Stadtteil liegen auch das Amtsgericht Hamburg-Harburg, die Bundesagentur für Arbeit und das Finanzamt Harburg.

### Wahlergebnisse
Für die Wahl zur Hamburgischen Bürgerschaft gehört Harburg zum Wahlkreis Harburg, der neben dem namensgebenden Stadtteil auch die übrigen Stadtteile im Osten des Bezirks Harburg umfasst.
| Bürgerschaftswahl | SPD    | Grüne1) | Linke2) | AfD    | CDU    | FDP    | Übrige   |
| ----------------- | ------ | ------- | ------- | ------ | ------ | ------ | -------- |
| 2020              | 32,9 % | 25,0 %  | 14,5 %  | 07,8 % | 06,6 % | 03,3 % | 09,9 %   |
| 2015              | 42,0 % | 12,4 %  | 13,6 %  | 09,5 % | 10,2 % | 04,3 % | 08,0 %   |
| 2011              | 49,2 % | 11,4 %  | 10,5 %  | –      | 15,2 % | 03,3 % | 10,4 %   |
| 2008              | 40,0 % | 09,0 %  | 08,9 %  | –      | 33,3 % | 03,5 % | 05,2 %   |
| 2004              | 34,8 % | 10,6 %  | –       | –      | 40,4 % | 02,2 % | 12,0 %3) |
| 2001              | 38,3 % | 07,8 %  | 00,6 %  | –      | 19,7 % | 03,2 % | 30,4 %4) |
| 1997              | 40,9 % | 12,4 %  | 00,8 %  | –      | 24,9 % | 02,0 % | 19,0 %5) |
| 1993              | 47,3 % | 11,6 %  | –       | –      | 20,4 % | 02,4 % | 18,3 %6) |
| 1991              | 57,3 % | 05,3 %  | 00,7 %  | –      | 28,5 % | 02,5 % | 05,7 %   |
| 1987              | 53,5 % | 05,9 %  | –       | –      | 35,7 % | 03,4 % | 01,5 %   |
| 1986              | 50,0 % | 08,6 %  | –       | –      | 37,0 % | 02,8 % | 01,6 %   |
| Dez. 1982         | 60,8 % | 05,4 %  | –       | –      | 31,8 % | 01,2 % | 00,8 %   |
| Juni 1982         | 51,9 % | 06,5 %  | –       | –      | 36,3 % | 03,1 % | 02,2 %   |
| 1978              | 60,0 % | 03,9 %  | –       | –      | 31,7 % | 02,9 % | 01,5 %   |
| 1974              | 53,1 % | –       | –       | –      | 34,5 % | 08,3 % | 04,1 %   |
| 1970              | 60,8 % | –       | –       | –      | 29,0 % | 04,5 % | 05,7 %   |
| 1966              | 64,8 % | –       | –       | –      | 25,5 % | 05,5 % | 04,2 %   |

1) 1978 als Bunte Liste – Wehrt Euch, 1982 bis 2011 als Grüne/GAL

2) 1991 und 1997 als PDS/Linke Liste, 2001 als PDS

3) darunter 5,9 % für ProDM/Schill

4) darunter 25,9 % für die Schill-Partei

5) darunter 7,5 % für die DVU

6) darunter 5,4 % für Die Republikaner
Für die Bundestagswahl gehört Harburg zum Wahlkreis Hamburg-Bergedorf – Harburg. Bei den Bezirksversammlungswahlen zählt der Stadtteil zum Wahlkreis Harburg, Neuland, Gut Moor.

### Bürgermeister/Oberbürgermeister der Stadt Harburg
- 1827–1835: Johann Gottlieb Hansing
- 1835–1855: August Bahr
- 1855–1883: August Grumbrecht
- 1883–1885: Wilhelm Schorcht
- 1885–1899: Julius Ludowieg
- 1899–1924: Heinrich Denicke
- 1925–1927: Walter Dudek

Oberbürgermeister der Stadt Harburg-Wilhelmsburg
- 1927–1933: Walter Dudek
- 1933–1938: Ludwig Bartels

Kreisleiter (Kreis 8)
- 1938–1945: Wilhelm Drescher

## Harburger Binnenhafen
Der Harburger Binnenhafen ist durch eine Schleuse von den Gezeiten der Elbe geschützt. Seit Mitte des 19. Jahrhunderts war er der Eisenbahn-/Schiffs-Umschlagplatz für eine europaweit bedeutende Pflanzenöl- und Gummi-Industrie. An den alten, durch eine Schleuse von der Süderelbe abgetrennten Hafenbecken im Harburger Binnenhafen entstanden seit Mitte der 1980er Jahre um den Entstehungskern der Stadt Harburg, das Harburger Schloss, moderne Bürohäuser (Channel Hamburg), zum Teil auch hinter alten Speicher- und Fabrikfassaden.
An der Kaimauer des Veritaskai existierte bis Ende 2015 ein Beachclub. Auf dem Gelände soll ein 65 Meter hoher Neubau für ein Vier-Sterne-Hotel entstehen. Im September 2016 gab die Wissenschaftssenatorin Katharina Fegebank (Bündnis 90/Die Grünen) die Pläne für einen Forschungs- und Innovationspark im Harburger Binnenhafen bekannt. Der „Hamburg Innovation Port“, dessen Bau 150 bis 200 Mio. Euro kosten und 2017 beginnen soll, soll 70.000 Quadratmeter neue Nutzfläche schaffen. Den Architekturwettbewerb, in dessen Jury unter anderem Hamburgs Oberbaudirektor Jörn Walter saß, gewannen das Architektenbüro MVRDV aus den Niederlanden und Hadi Teherani Architects aus Hamburg.
Laut Immobilienatlas der Landesbausparkasse Schleswig-Holstein ist der Harburger Binnenhafen die einzige Lage südlich der Elbe auf Hamburger Staatsgebiet, in der die Kaufpreise pro Quadratmeter bei über 3000 Euro liegt. Das IBA-Areal auf der Schlossinsel sowie die Flächen bisherigen Hafenbetriebe sollen in den 2010er Jahren mit Wohnungen bebaut werden.
2016 wurde die Klappbrücke über den Östlichen Bahnhofskanal grundsaniert. Ihre Klappfunktion wurde aufgegeben, das Klappwerk wurde im Rahmen des Denkmalschutzes behalten. In den 2010er Jahren führte das Archäologische Museum Hamburg Grabungen an der Schlossstraße im Binnenhafen durch. Bei der größten Stadtkerngrabung Hamburgs wurden Gebäudeteile sowie Gebrauchsgegenstände aus dem 15. und 16. Jahrhundert konserviert.

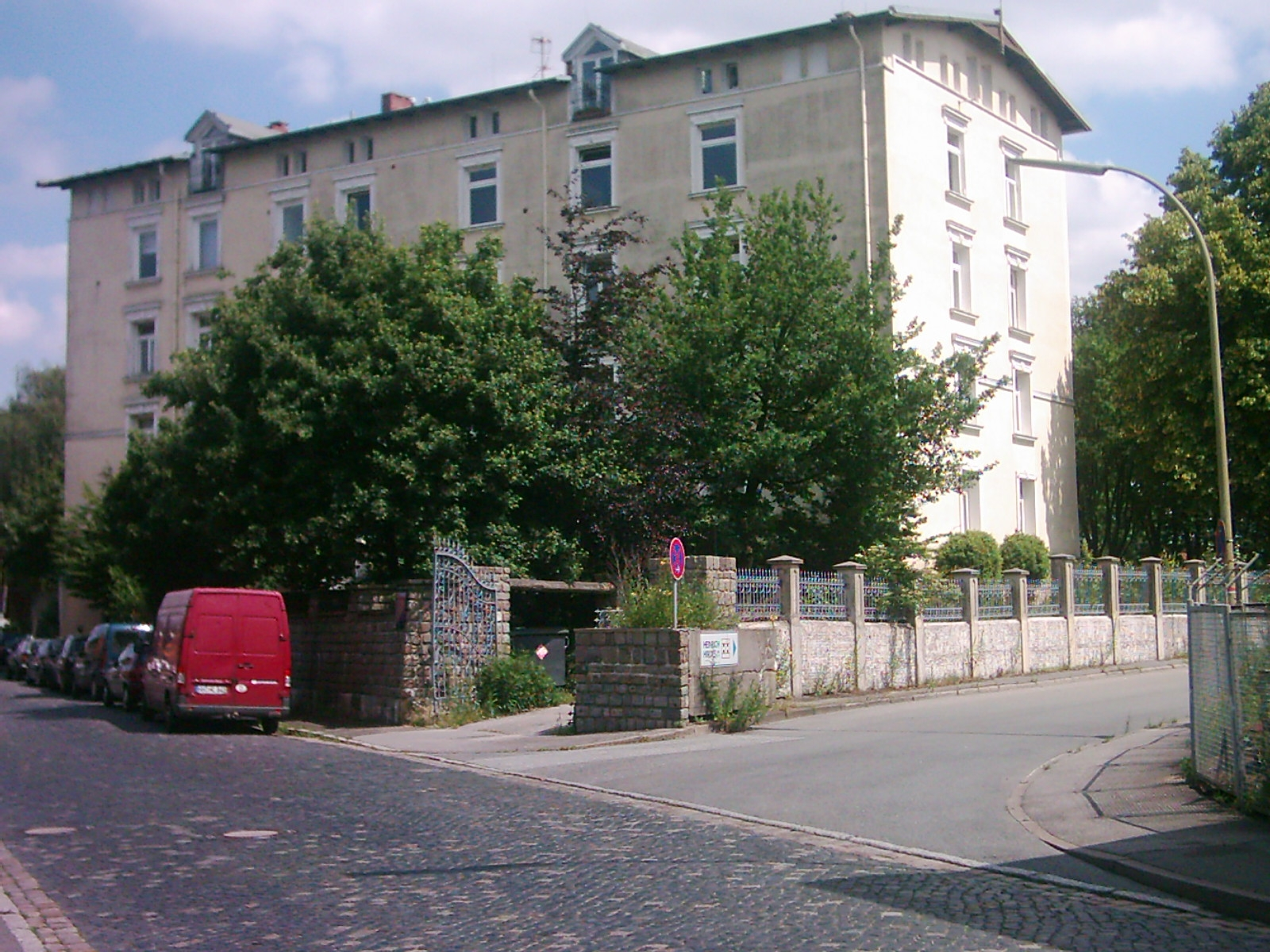
Das Harburger Schloss
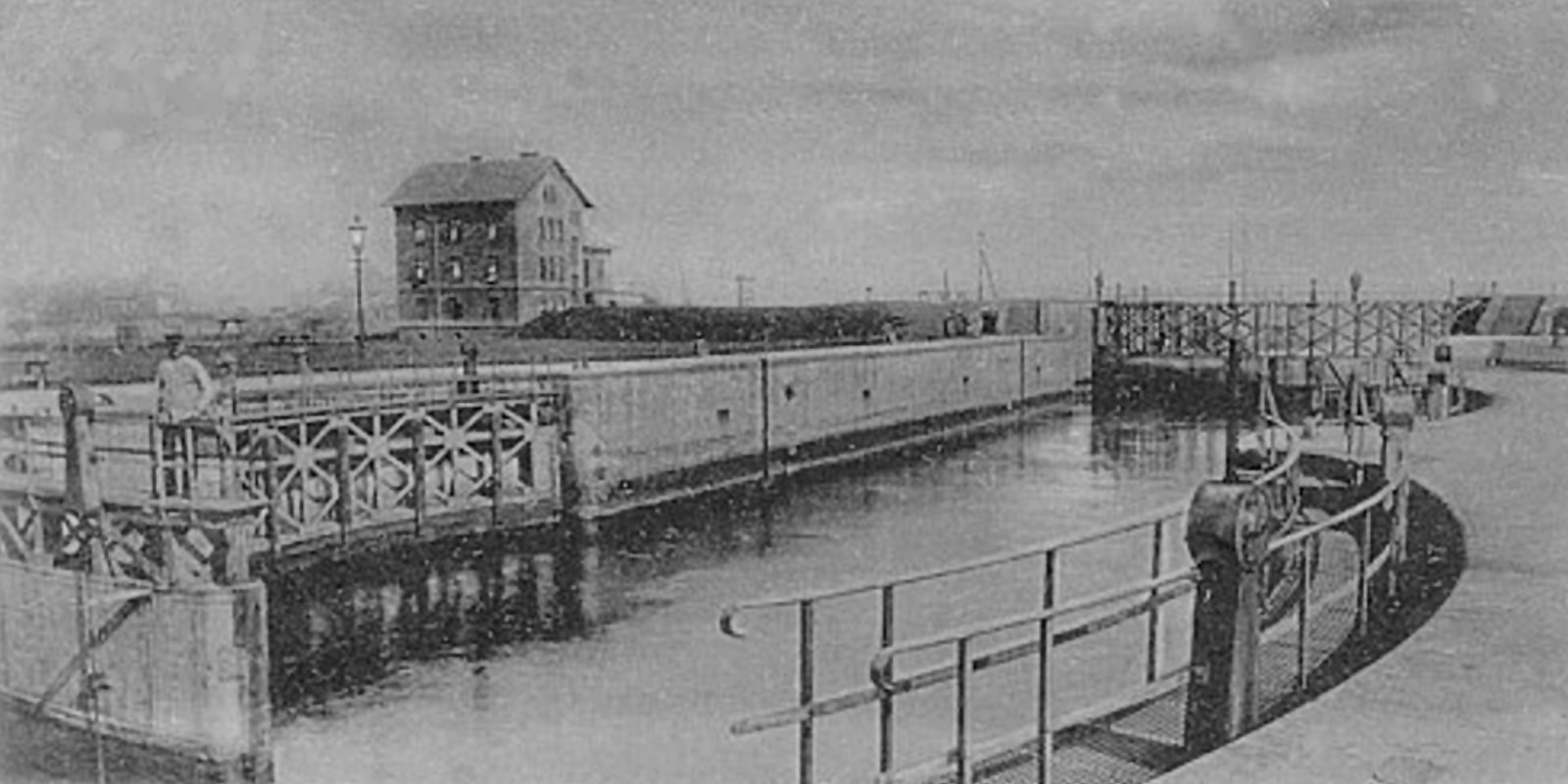
Harburger Neue Schleuse (1899)
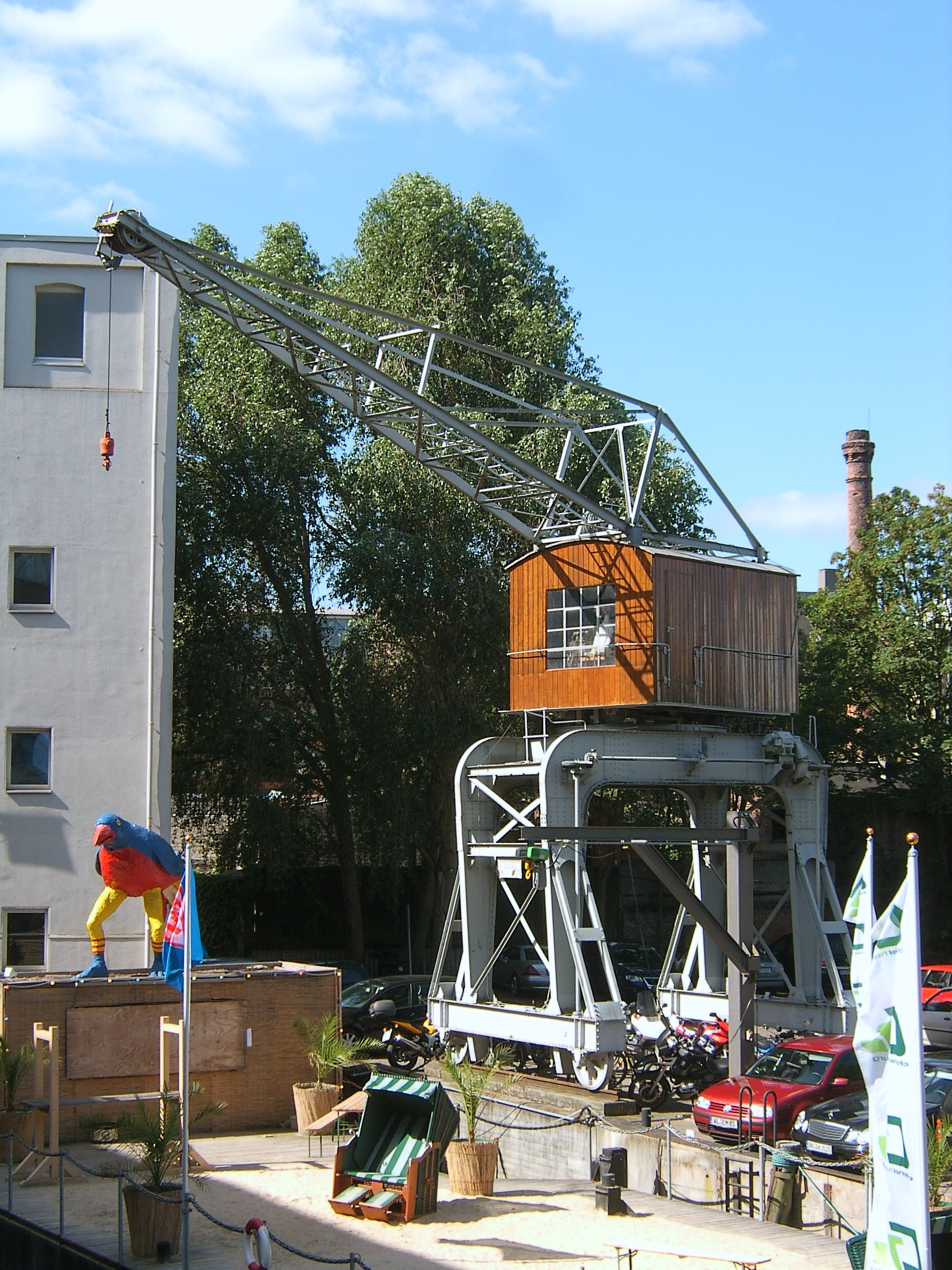
Historischer Kran im Binnenhafen: Benrather Maschinenfabrik Baujahr 1910, Tragkraft 3000 kg
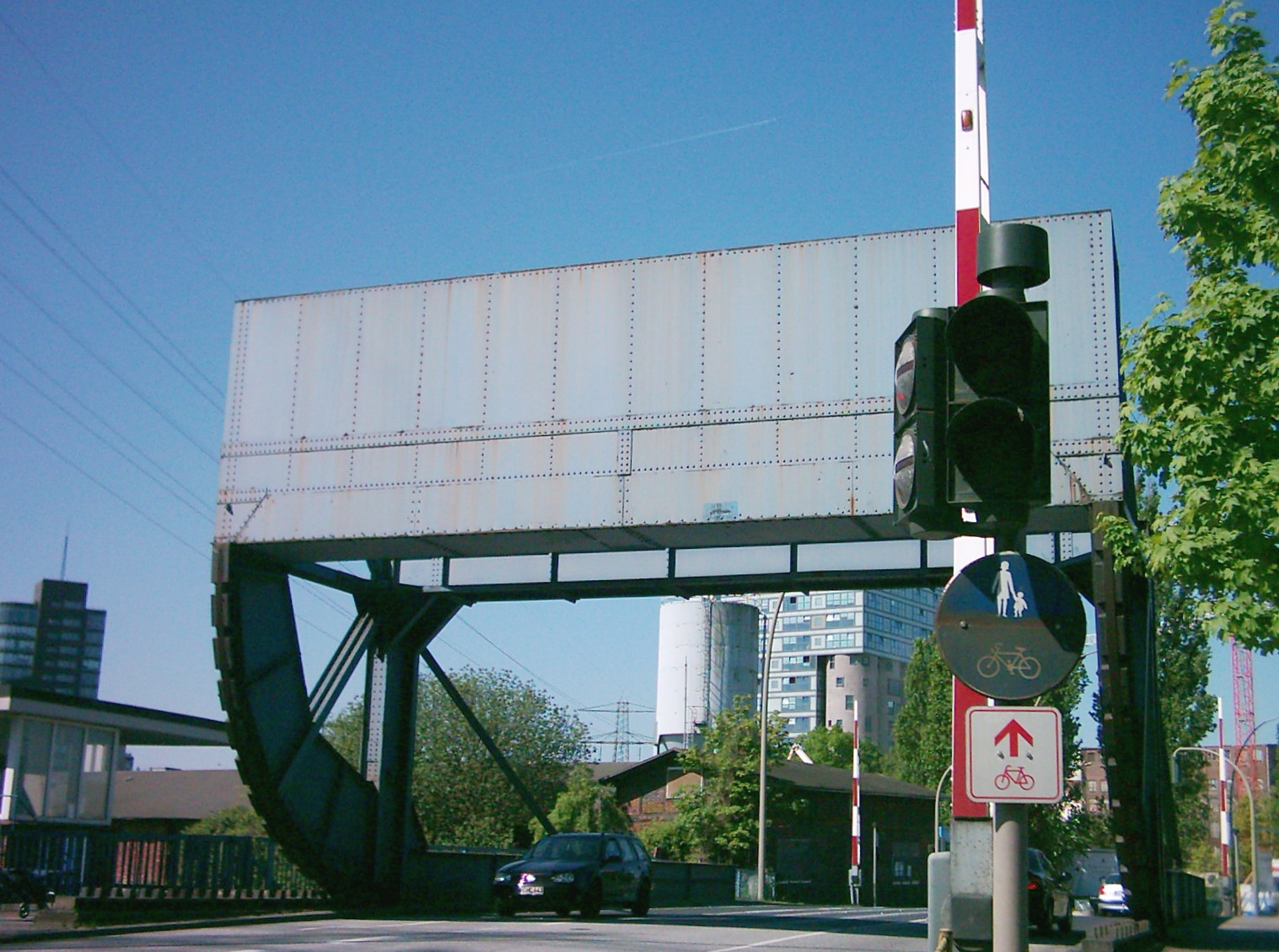
Die östliche Bahnhofs- kanal-Klappbrücke am Veritaskai
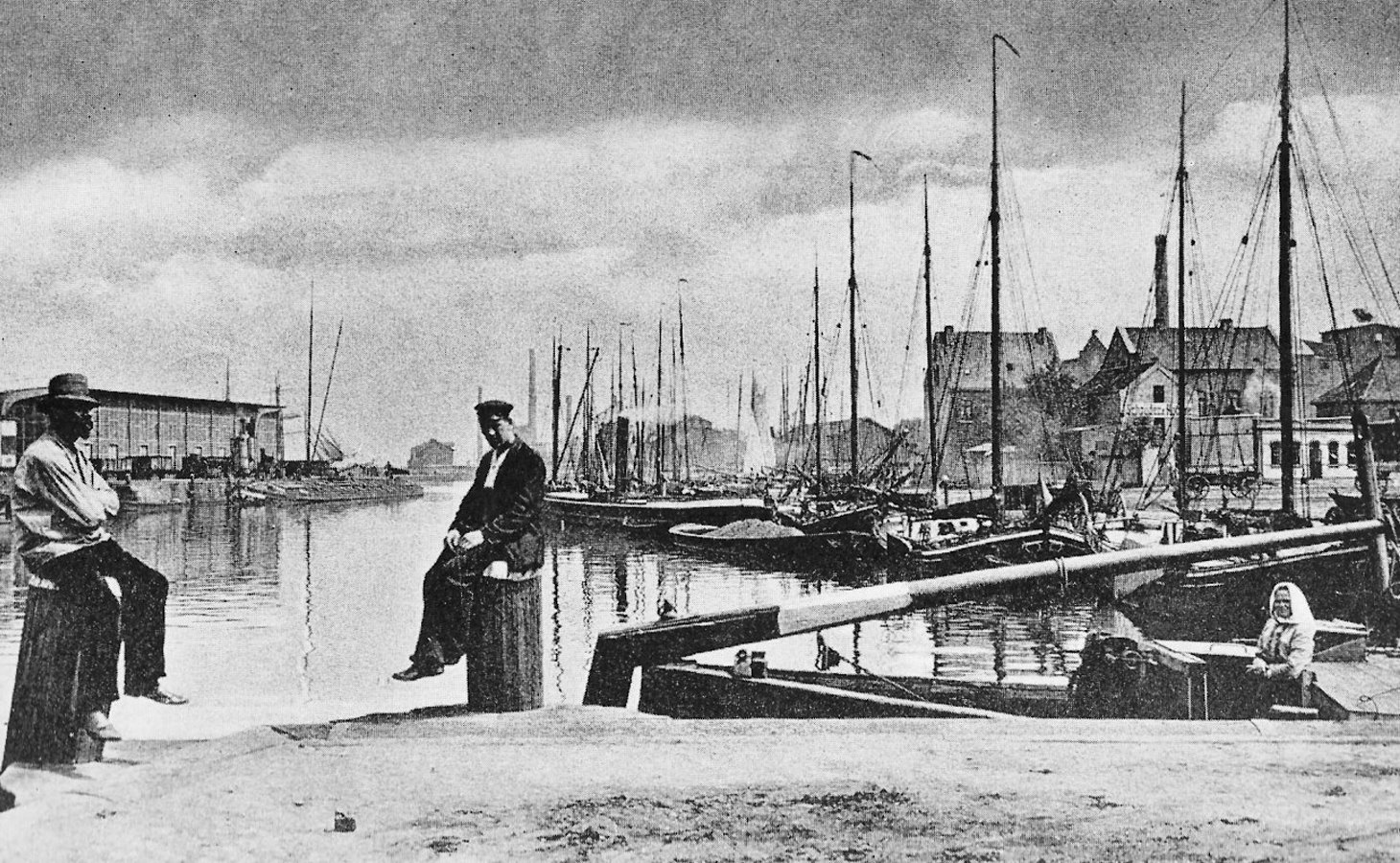
Lotsekanal im Harburger Binnenhafen 1910
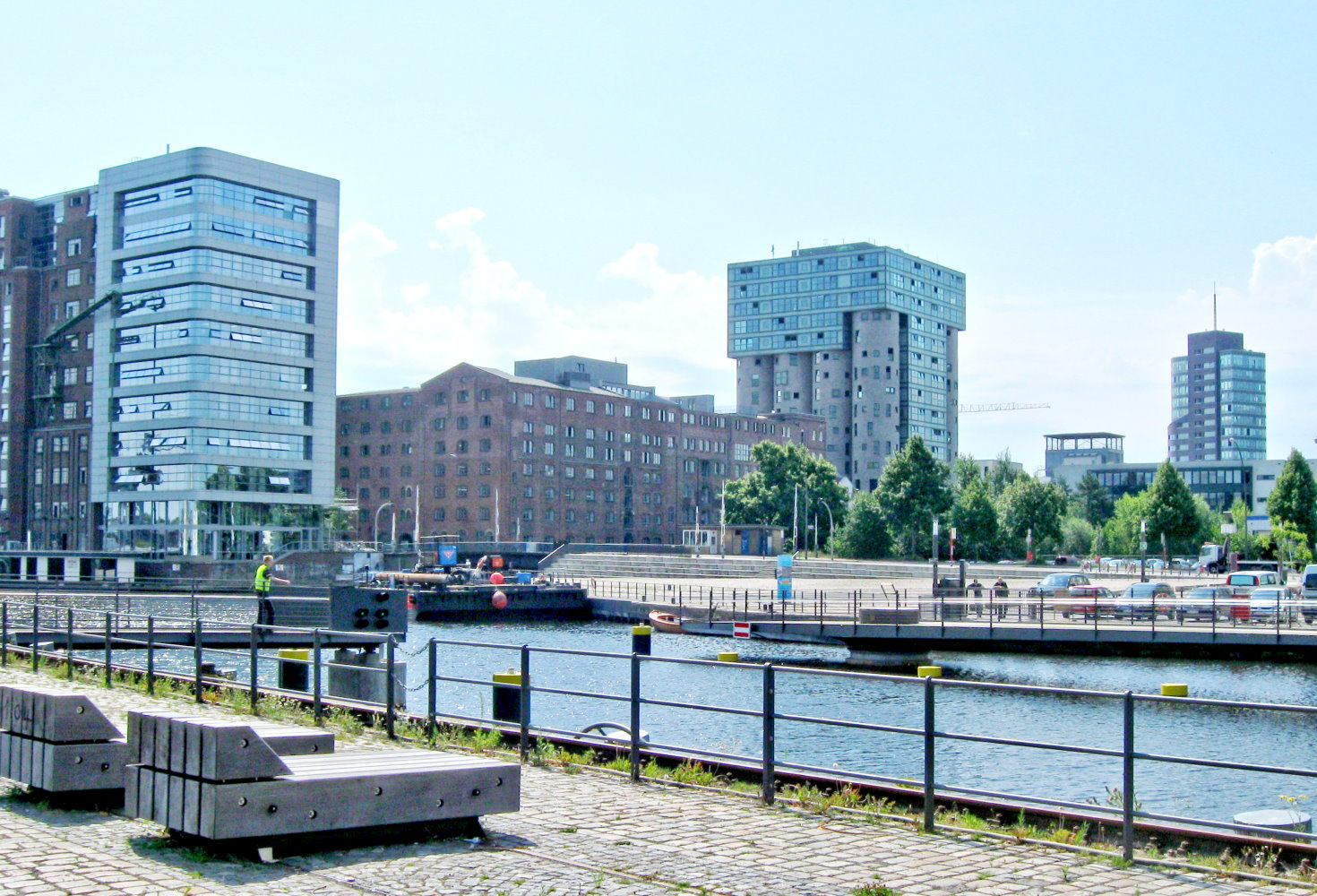
Lotsekanal im Harburger Binnenhafen 2016
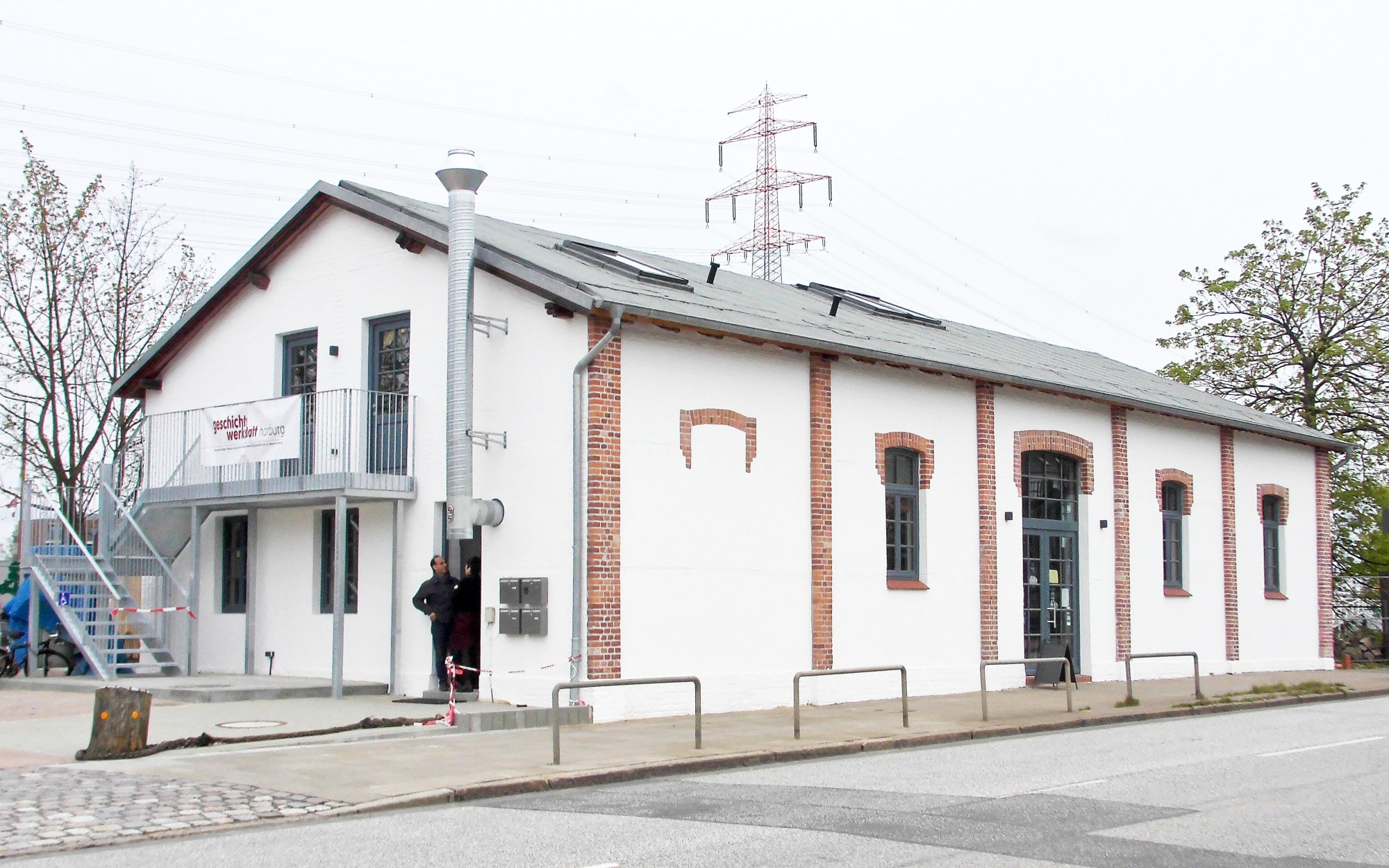
Kulturzentrum im Harburger Binnenhafen (Alte Fischhalle) 2017
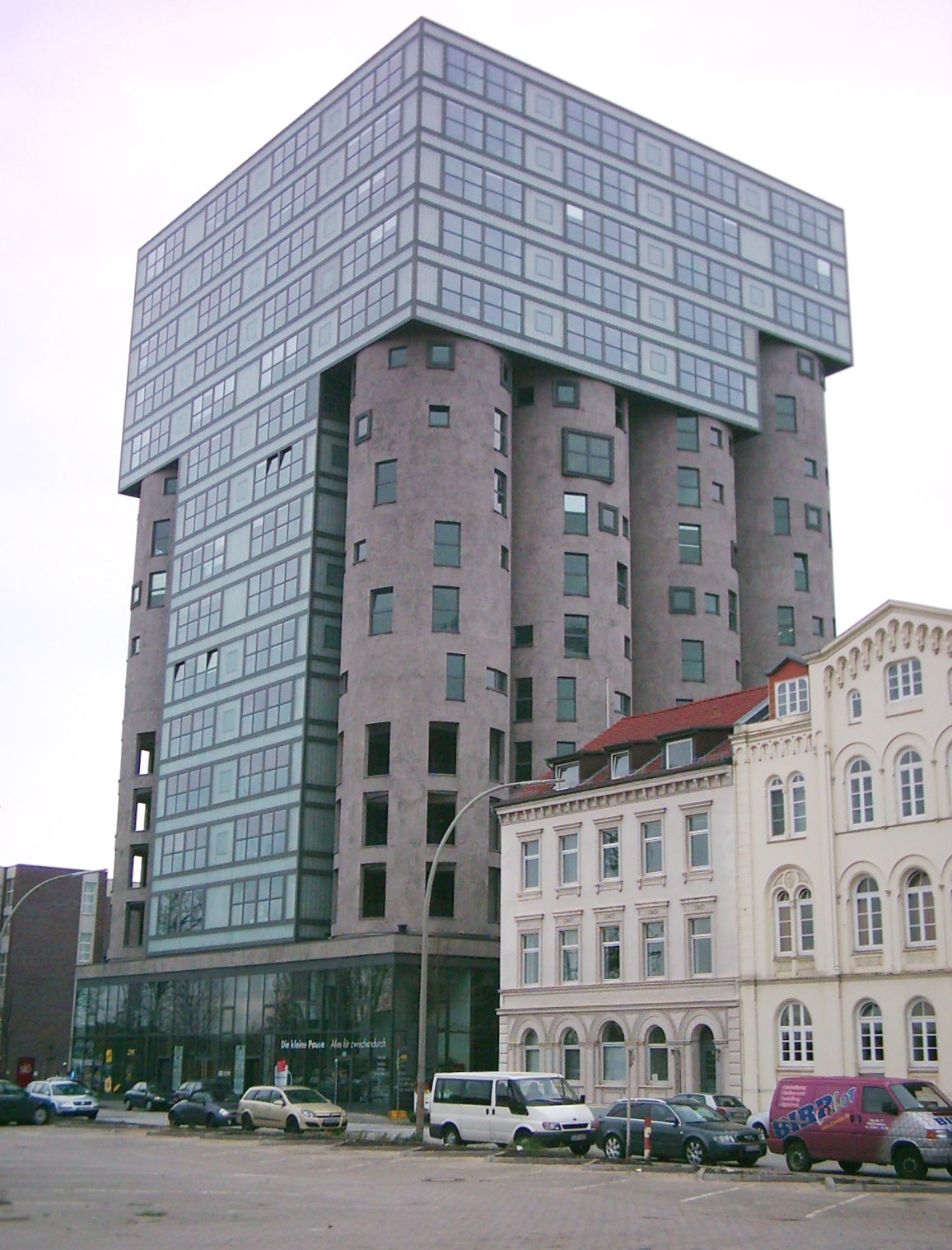
Das Silo, Bürohaus in ehemaligem Getreidespeicher am Schellerdamm
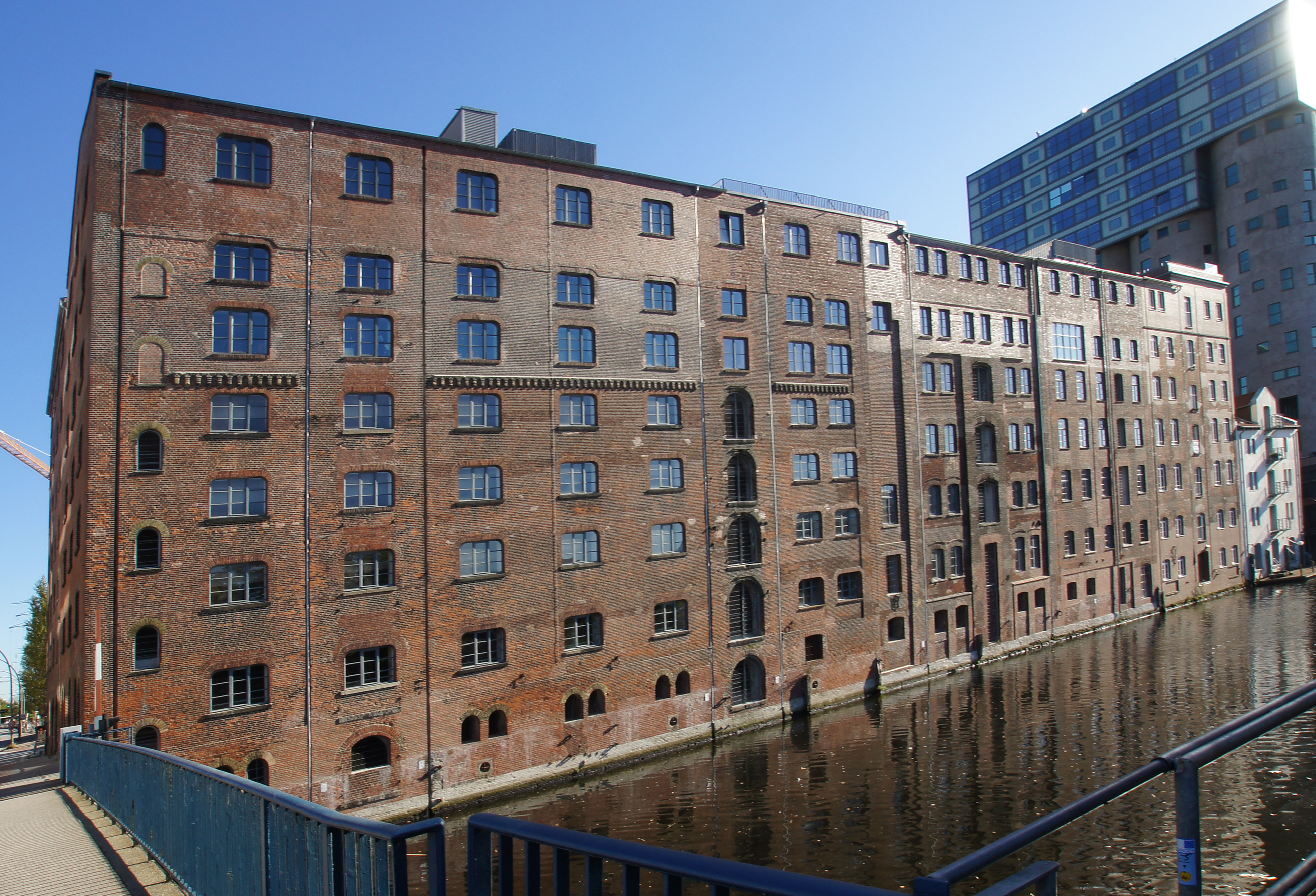
Speicher am Westlichen Bahnhofskanal
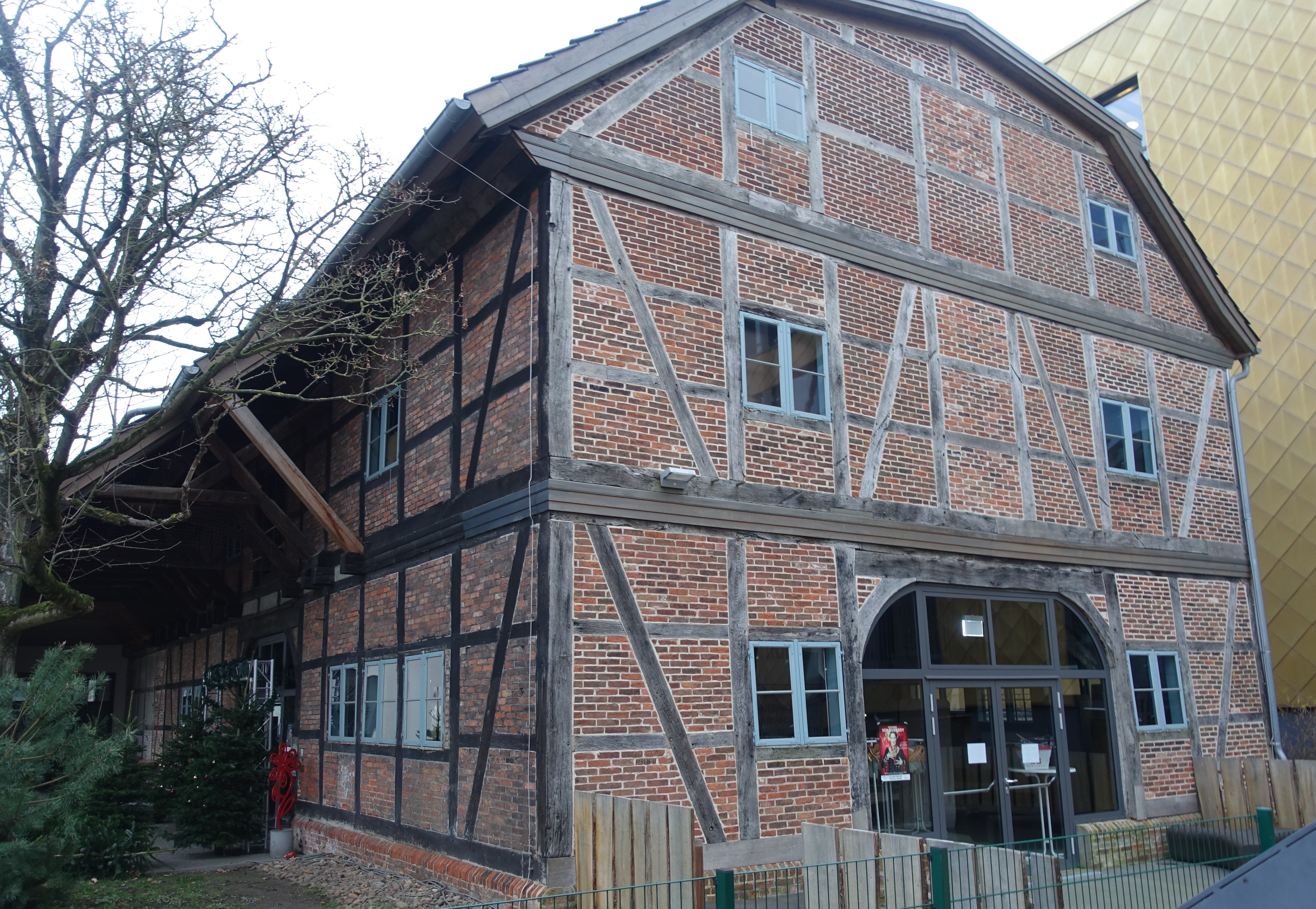
Speicher von 1827 am Kaufhauskanal
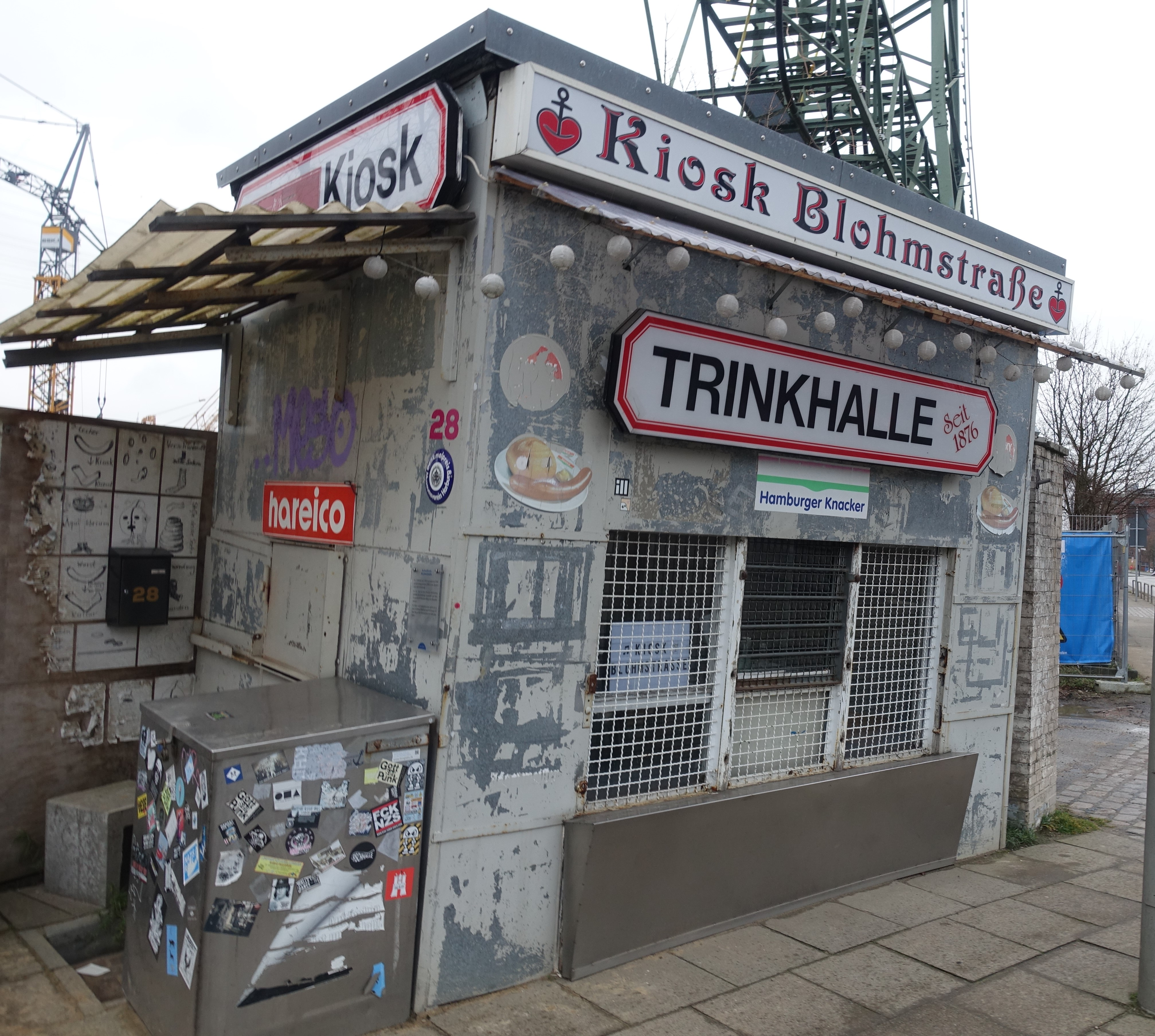
Trinkhalle seit 1876 – heute Kulturkiosk Blohmstraße
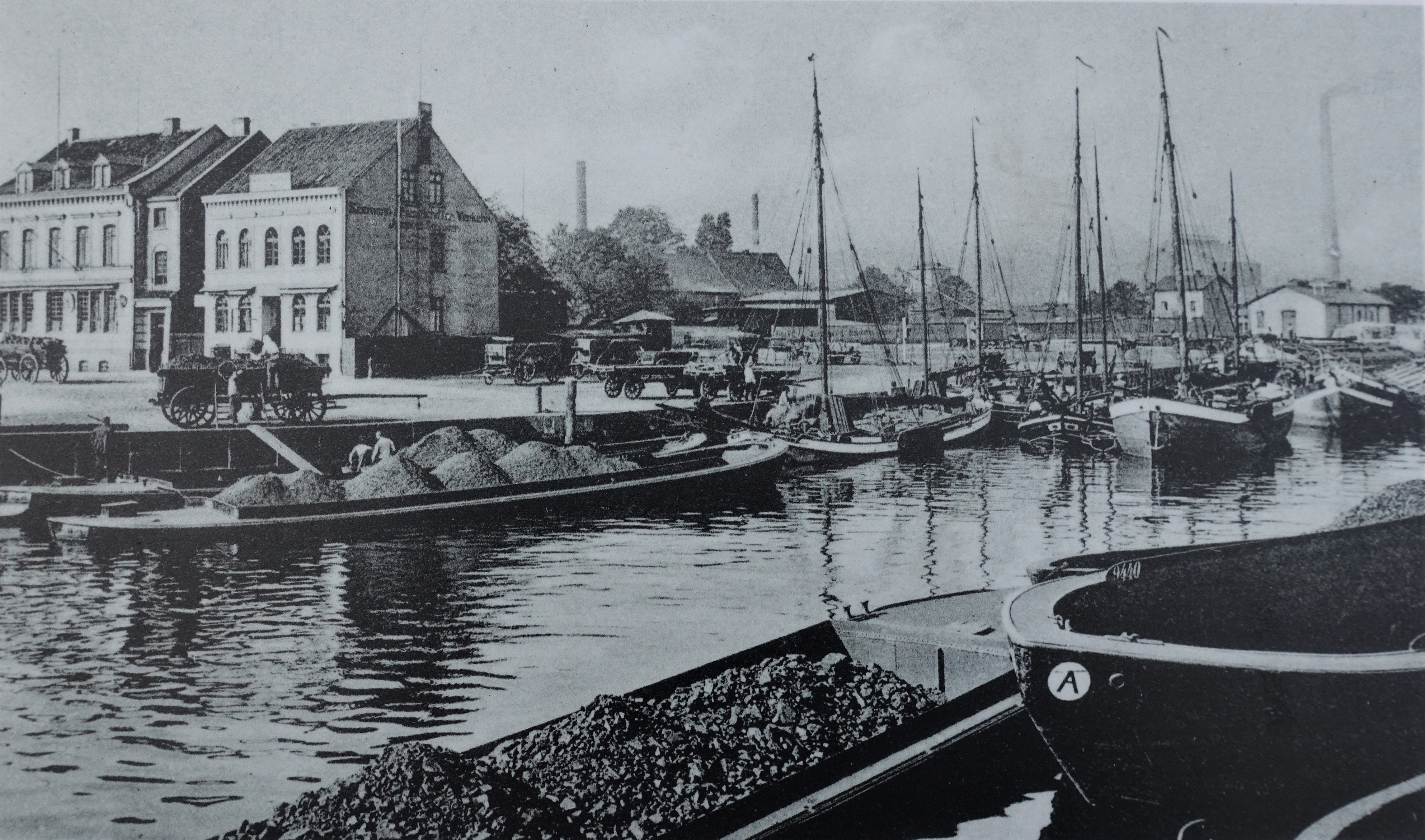
Kohleverladung im Harburger Binnenhafen um 1900
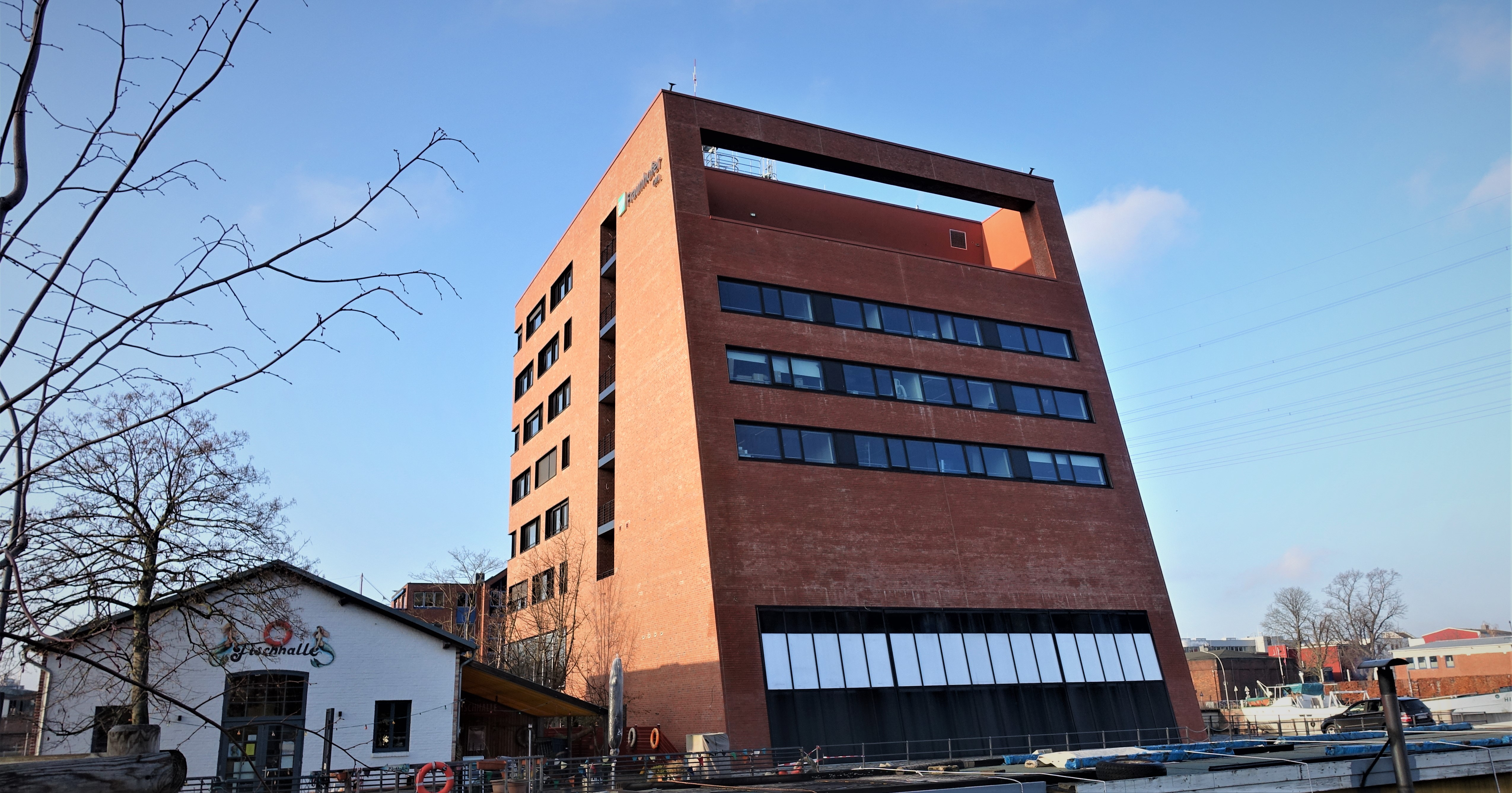
Fraunhofer-Center für Maritime Logistik und Dienstleistungen im Binnenhafen (2022)

## Bauwerke
- Harburger Schloss
- Archäologisches Museum Hamburg
- S-Bahnhof Harburg Rathaus

Der 1883 errichtete Palmspeicher befindet sich im Zentrum des aufstrebenden und von Neubauten gekennzeichneten Channel Hamburg. Auf dem Bild ist die während der Sanierung vorgeblendete neue (hellrote) Fassade zu erkennen.

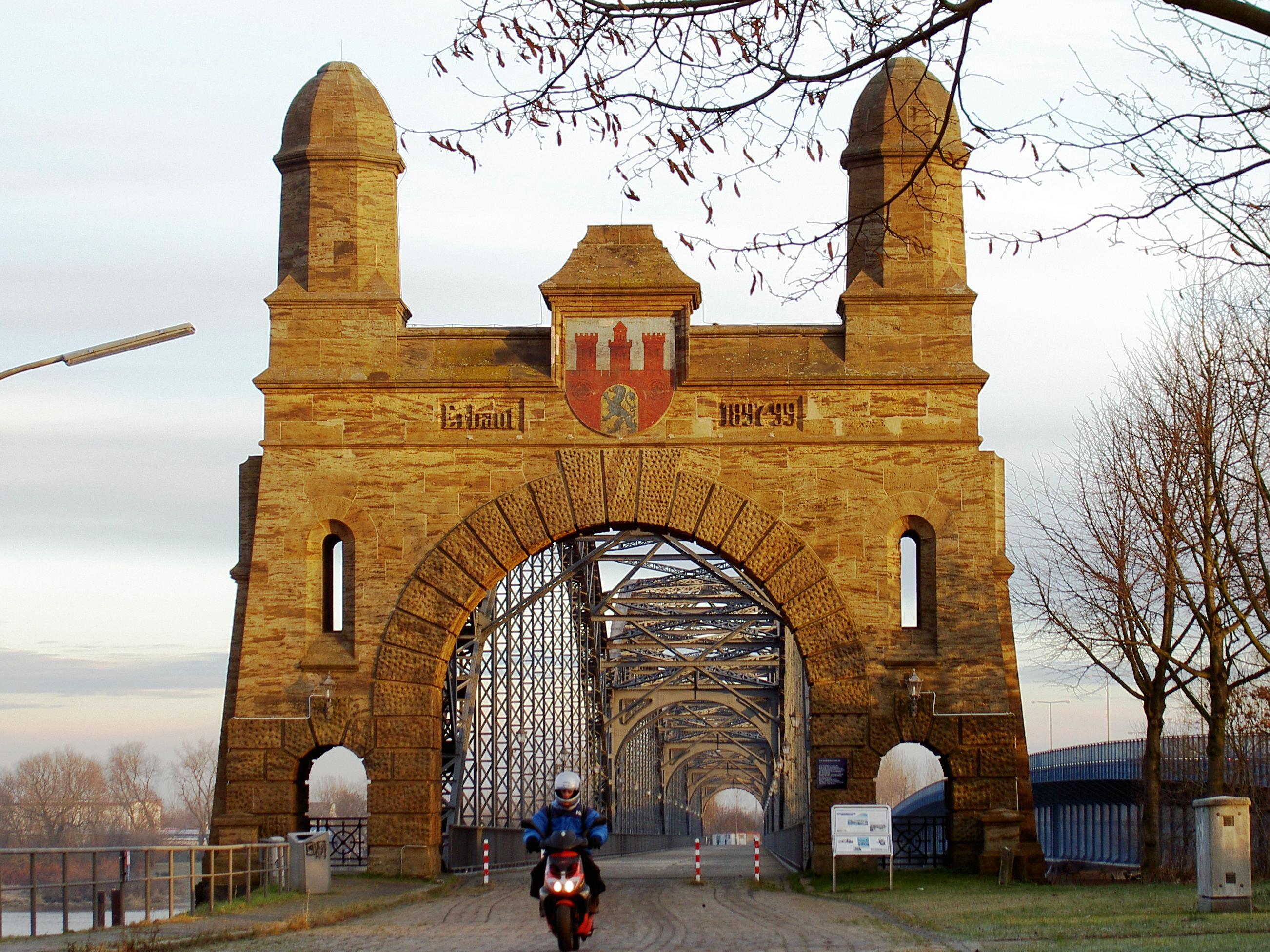
Alte Harburger Elbbrücke
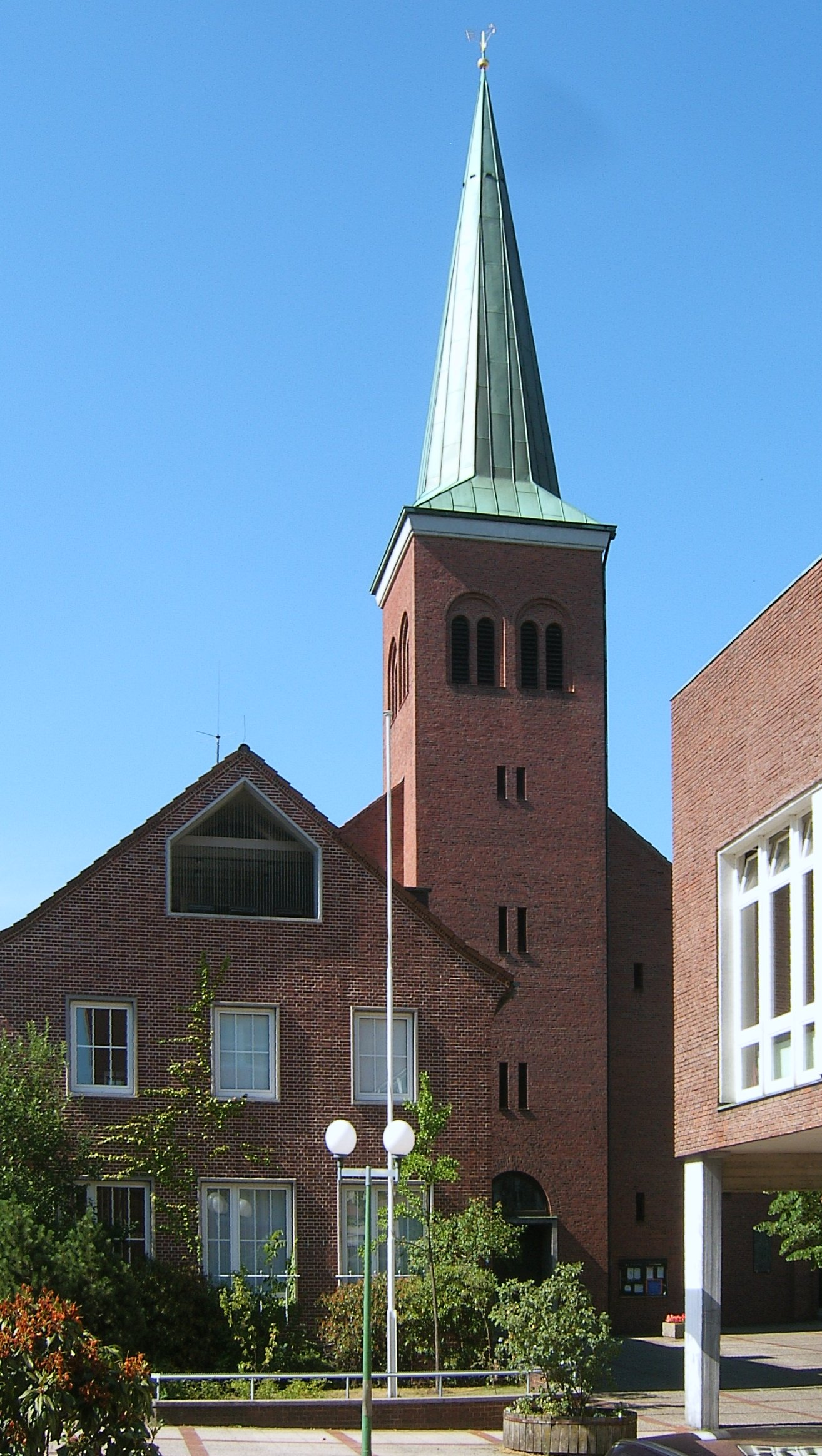
kath. Kirche St. Maria
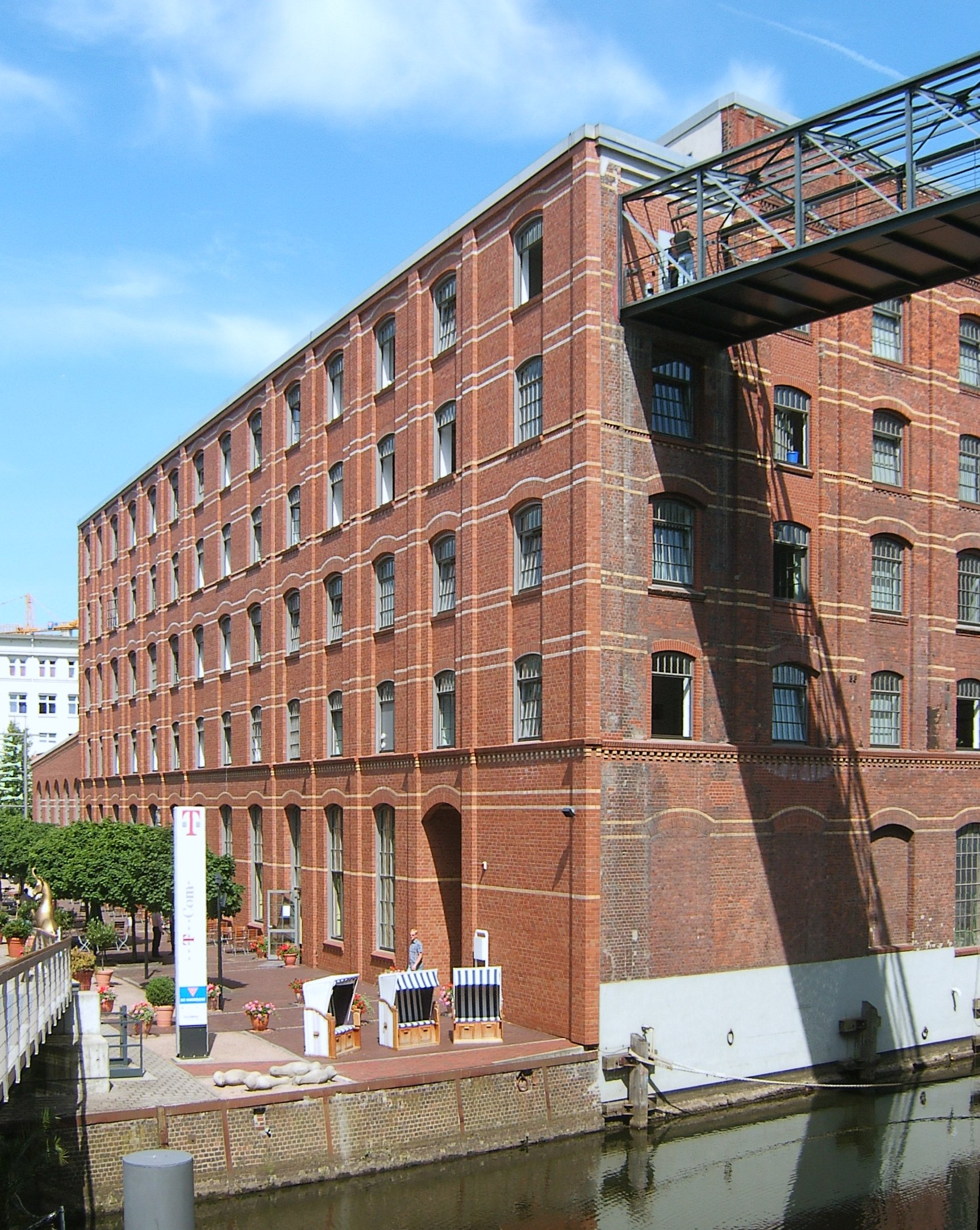
Palmspeicher
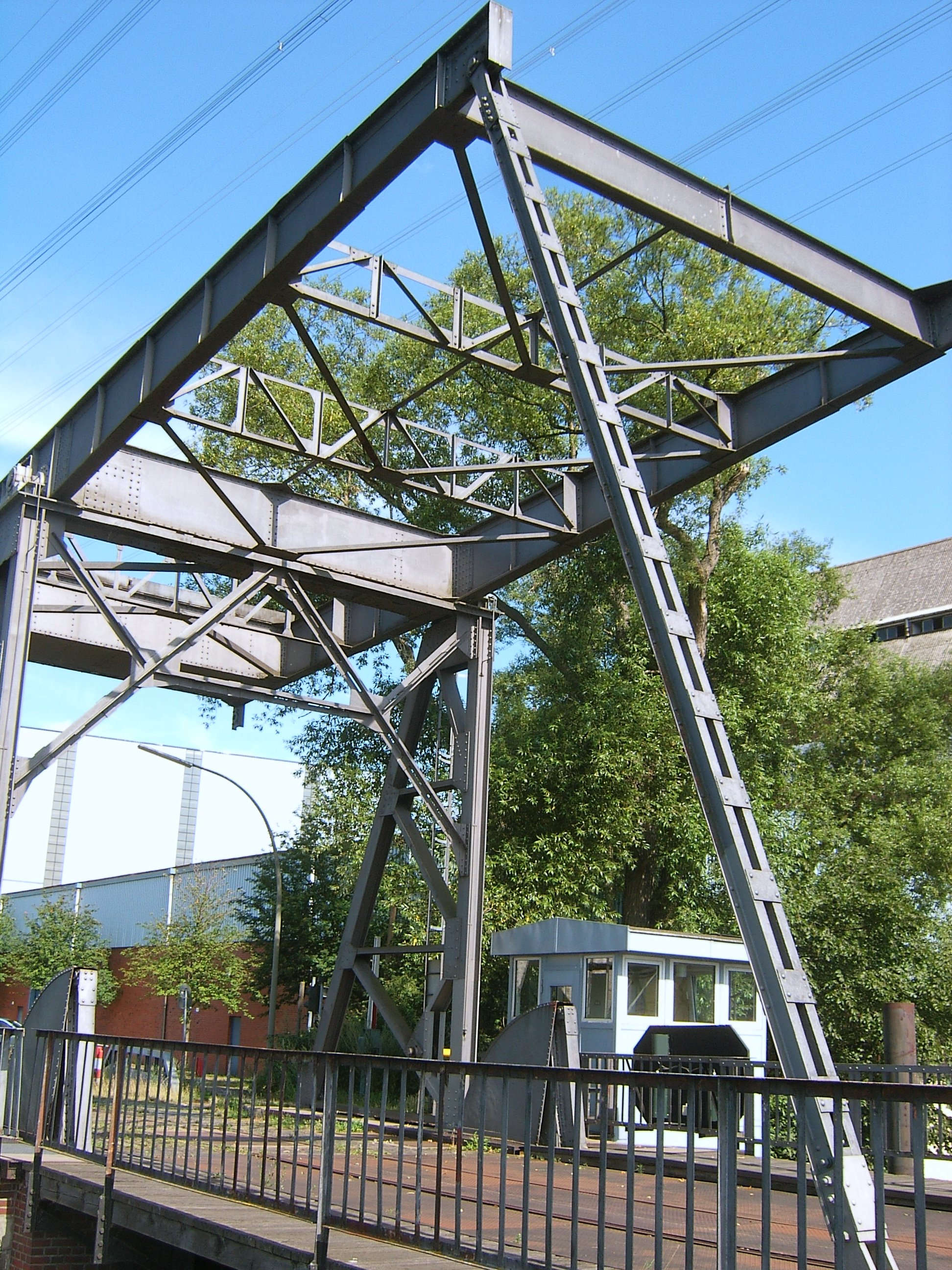
Klappbrücke
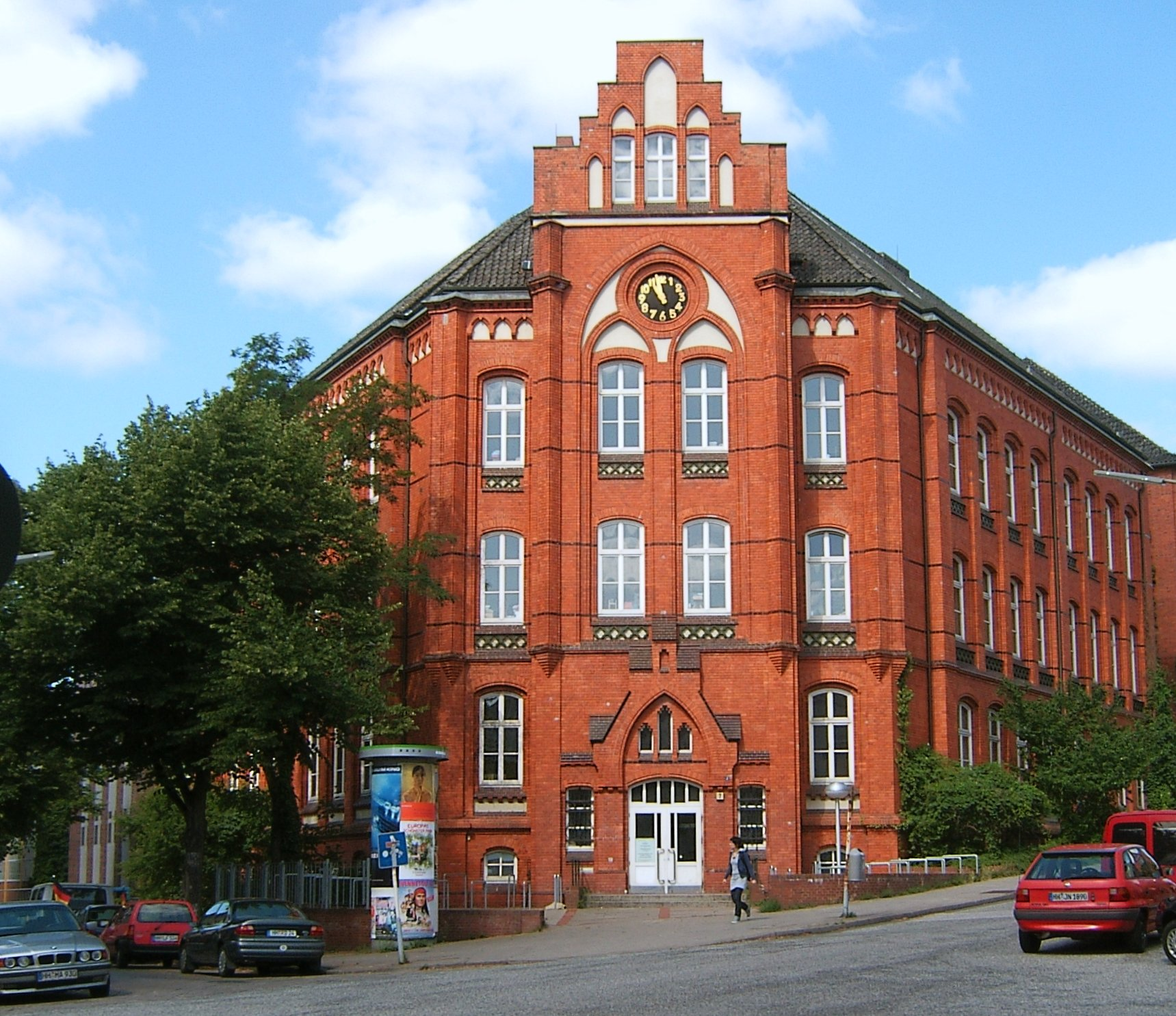
Ehemalige Handels- und Gewerbeschule der Stadt Harburg, heute durch die Goethe-Schule Harburg genutzt
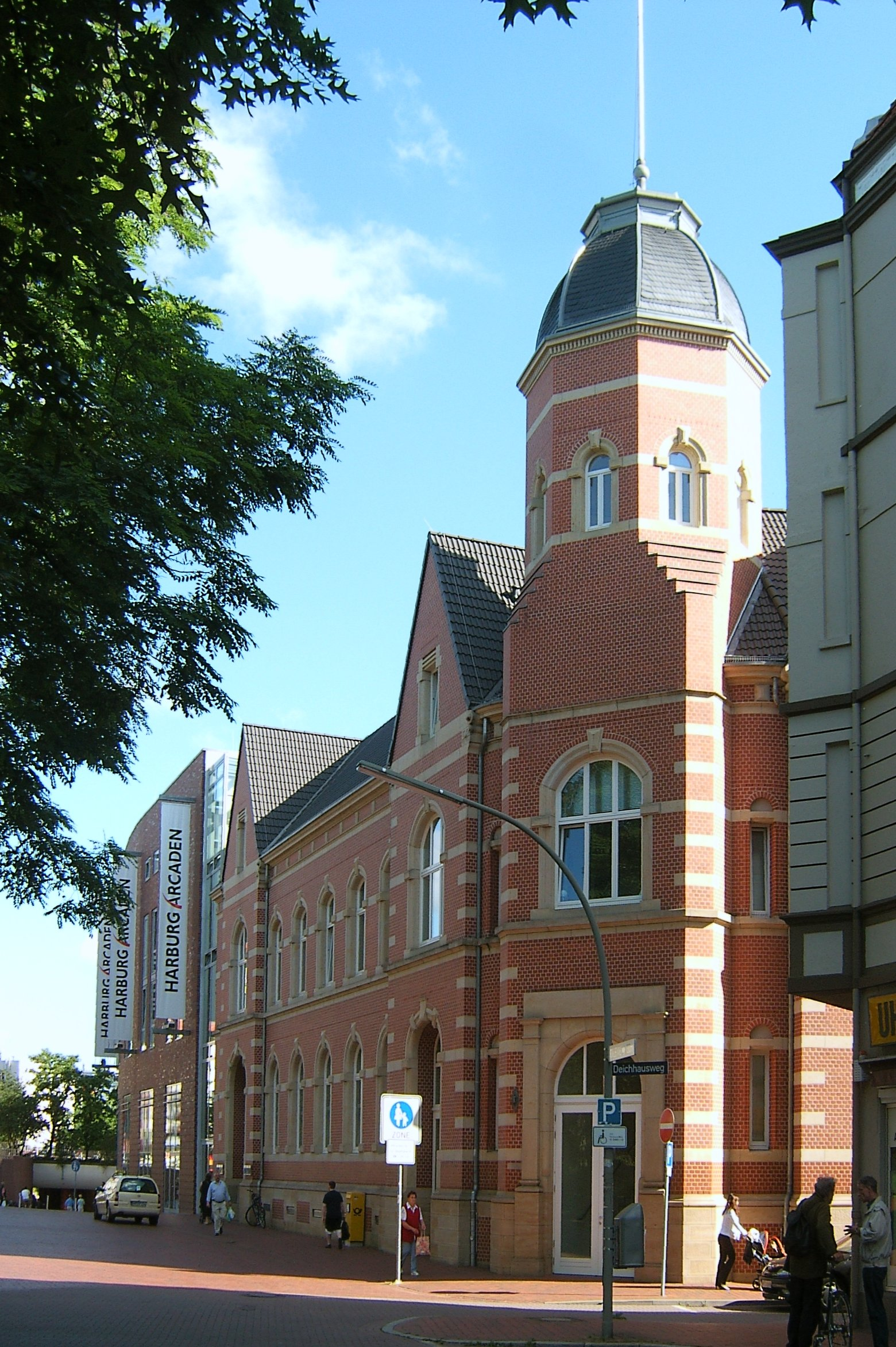
Ehemaliges Postamt Harburg, Fassade nach Abriss 2001 in alter Form neu erbaut als Teil der Harburg Arcaden
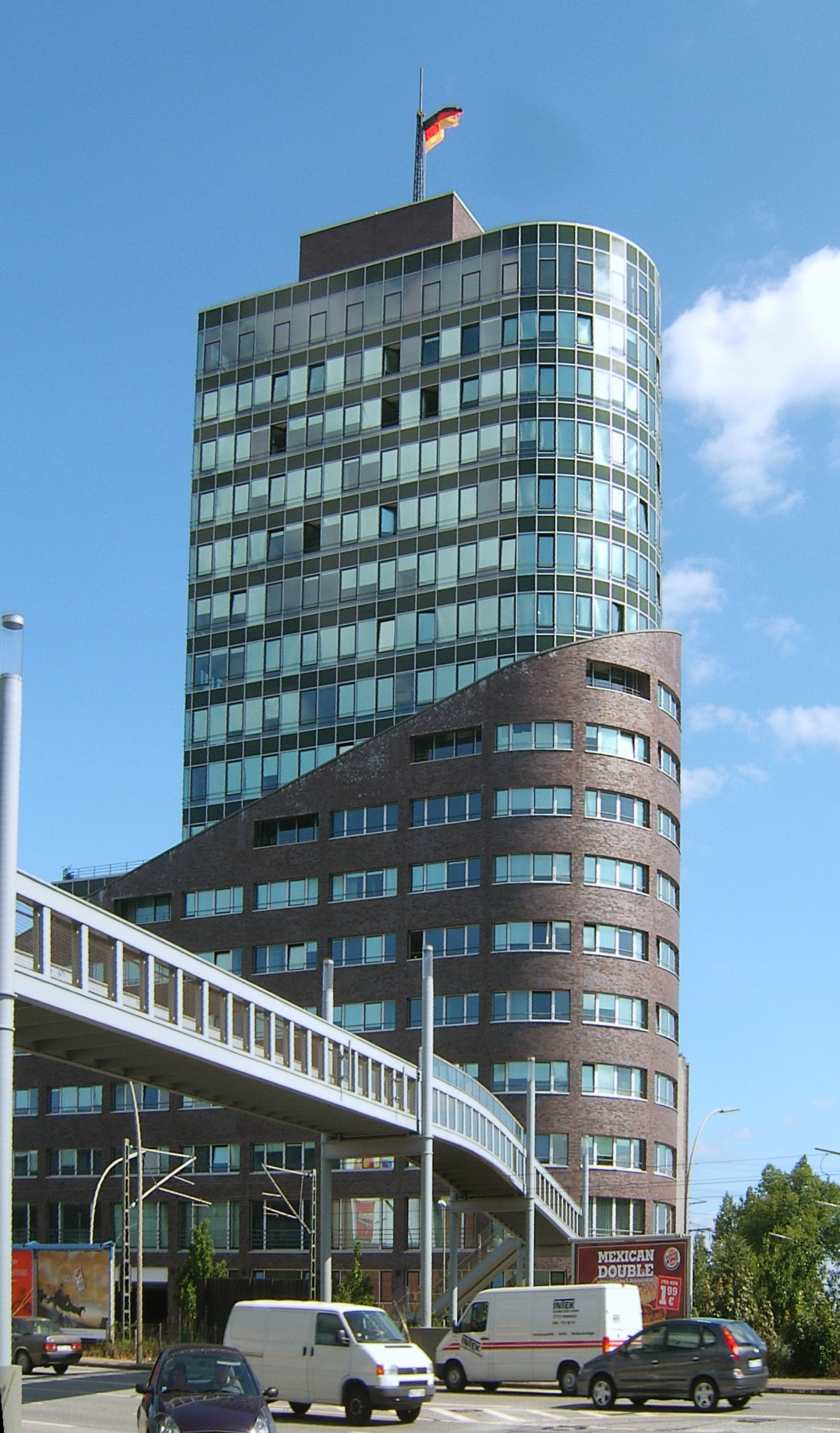
Channel Tower (2003), höchstes Gebäude in Harburg (rund 75 m), Architekt: Bernhard Winking
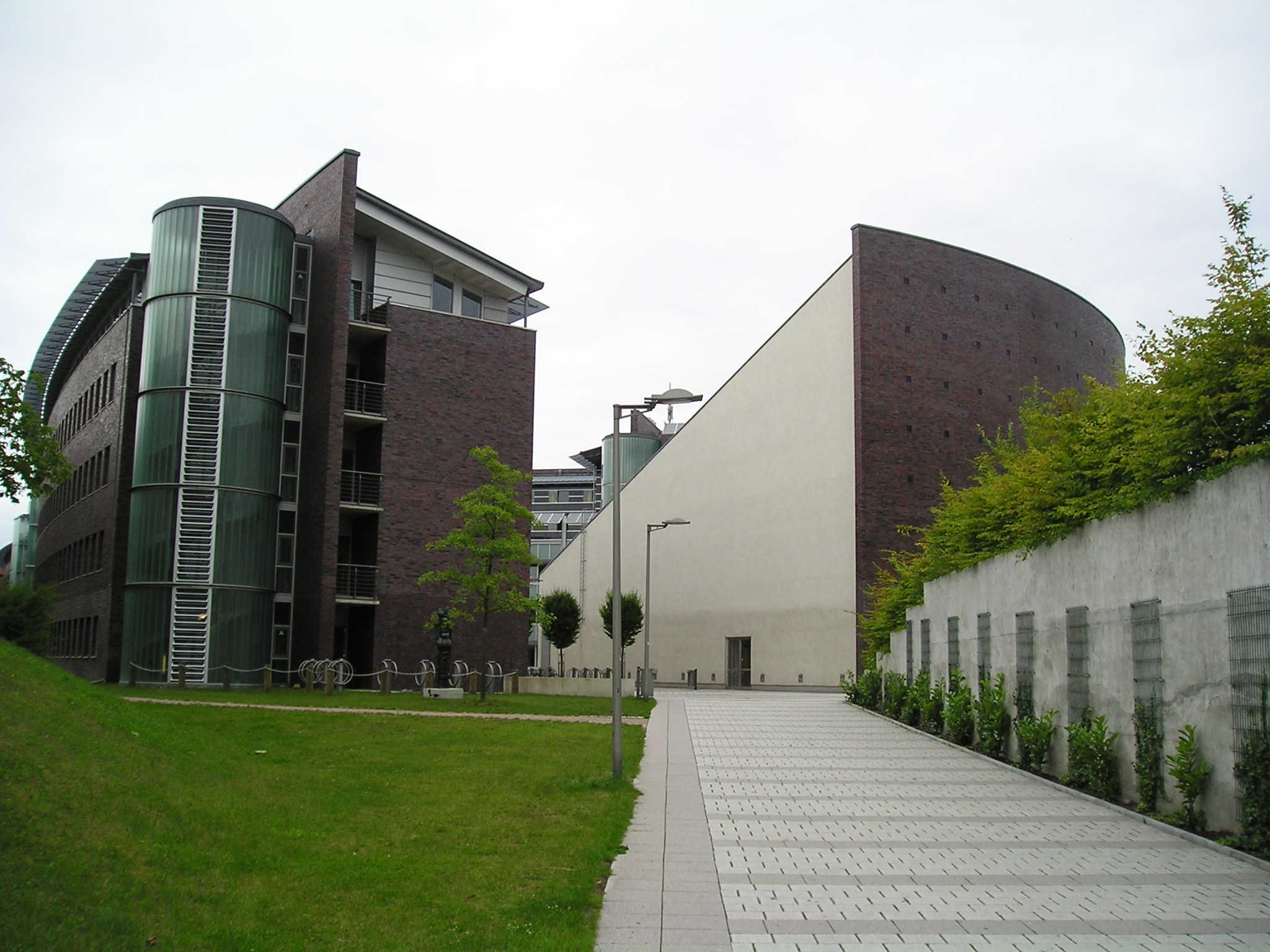
Technische Universität Hamburg
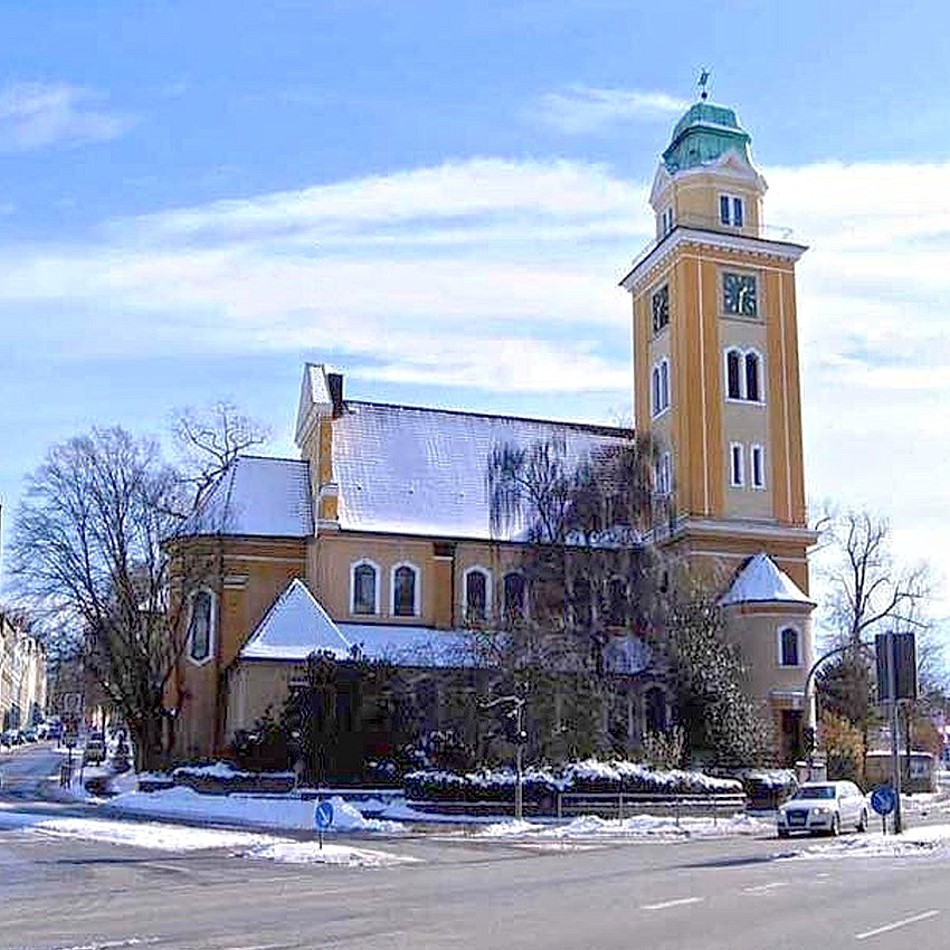
St. Franz-Joseph-Kirche Hamburg-Harburg 2010
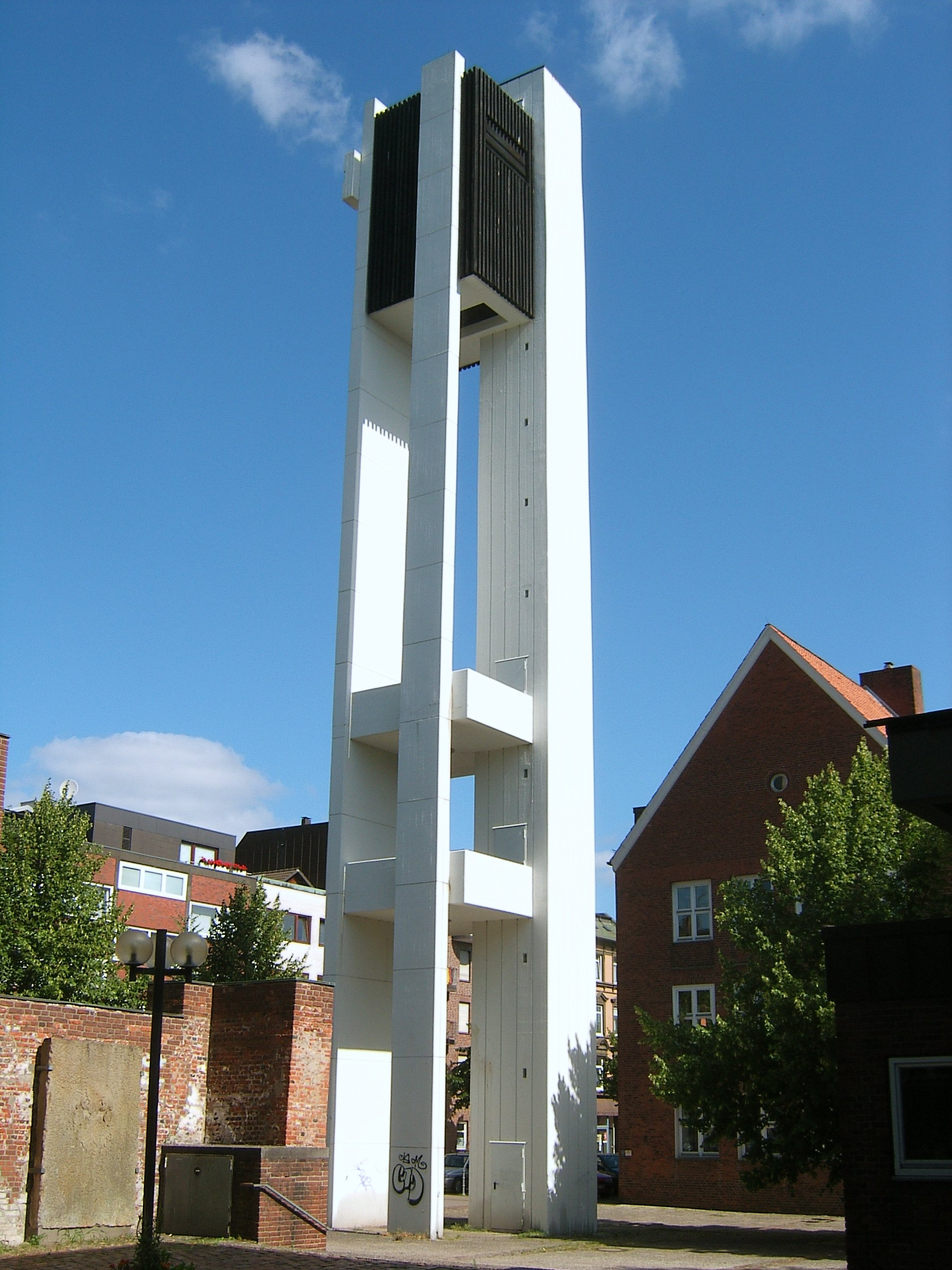
Turm der Dreifaltigkeitskirche
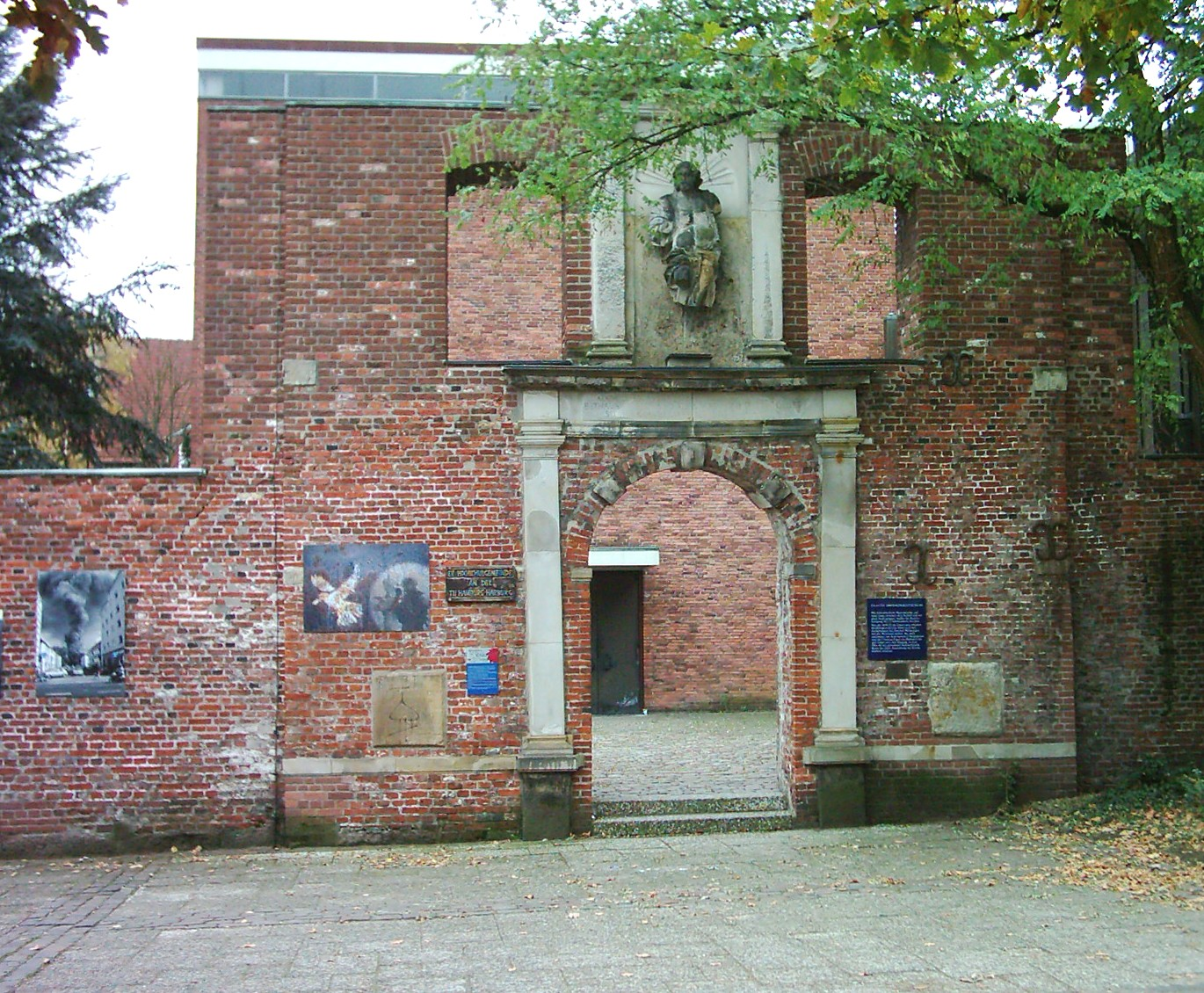
Portal der kriegszerstörten Dreifaltigkeitskirche, dahinter der Neubau

### Kulturdenkmäler
- Rathaus Harburg
- Harburger Schloßstraße
- Kirche St. Johannis
- Bahnhof Hamburg-Harburg
- Lessing-Stadtteilschule
- Feuerwache Harburg

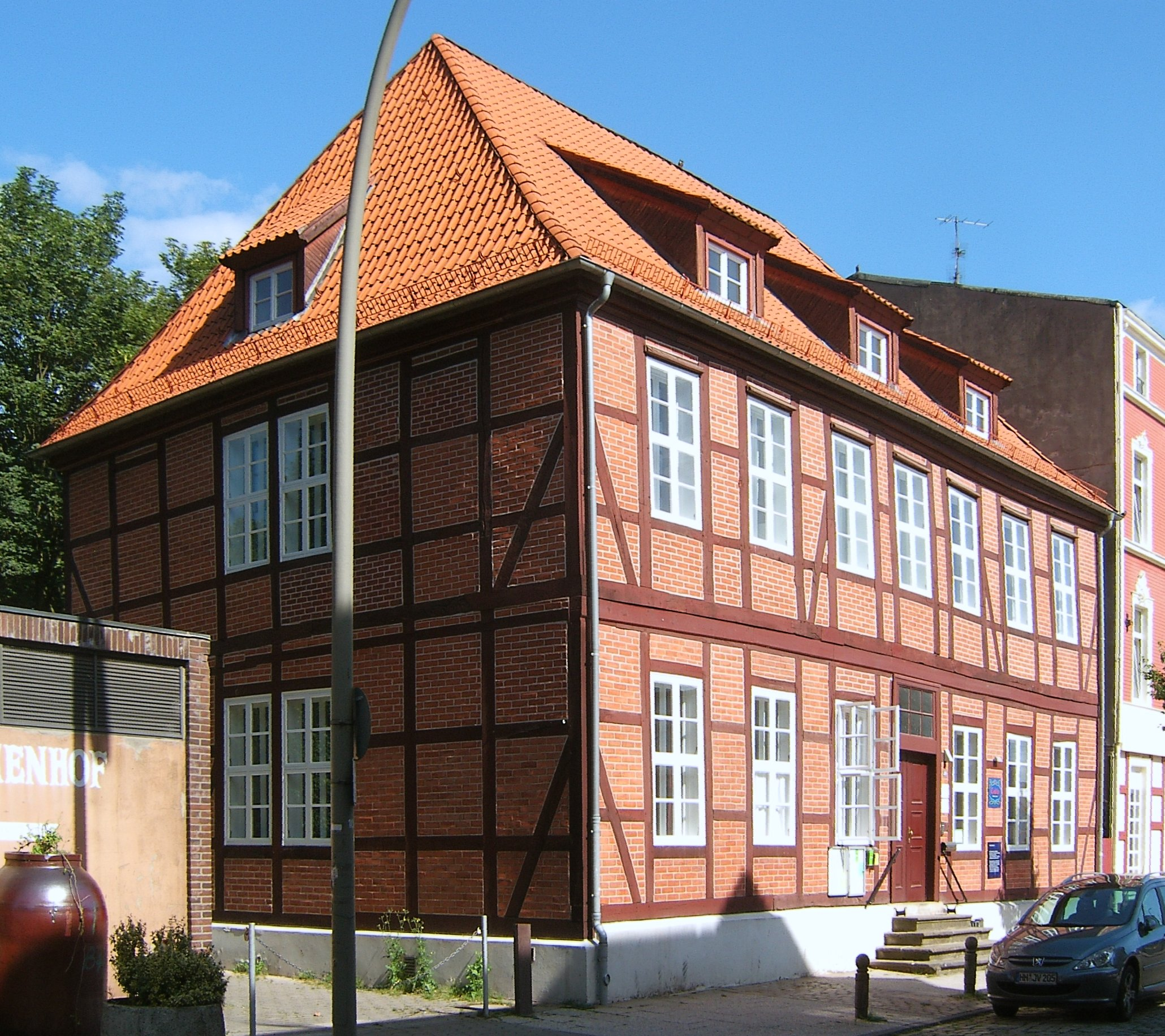
Neue Straße 59, 1710 erbautes Amtsgebäude des Kurfürstentums Hannover
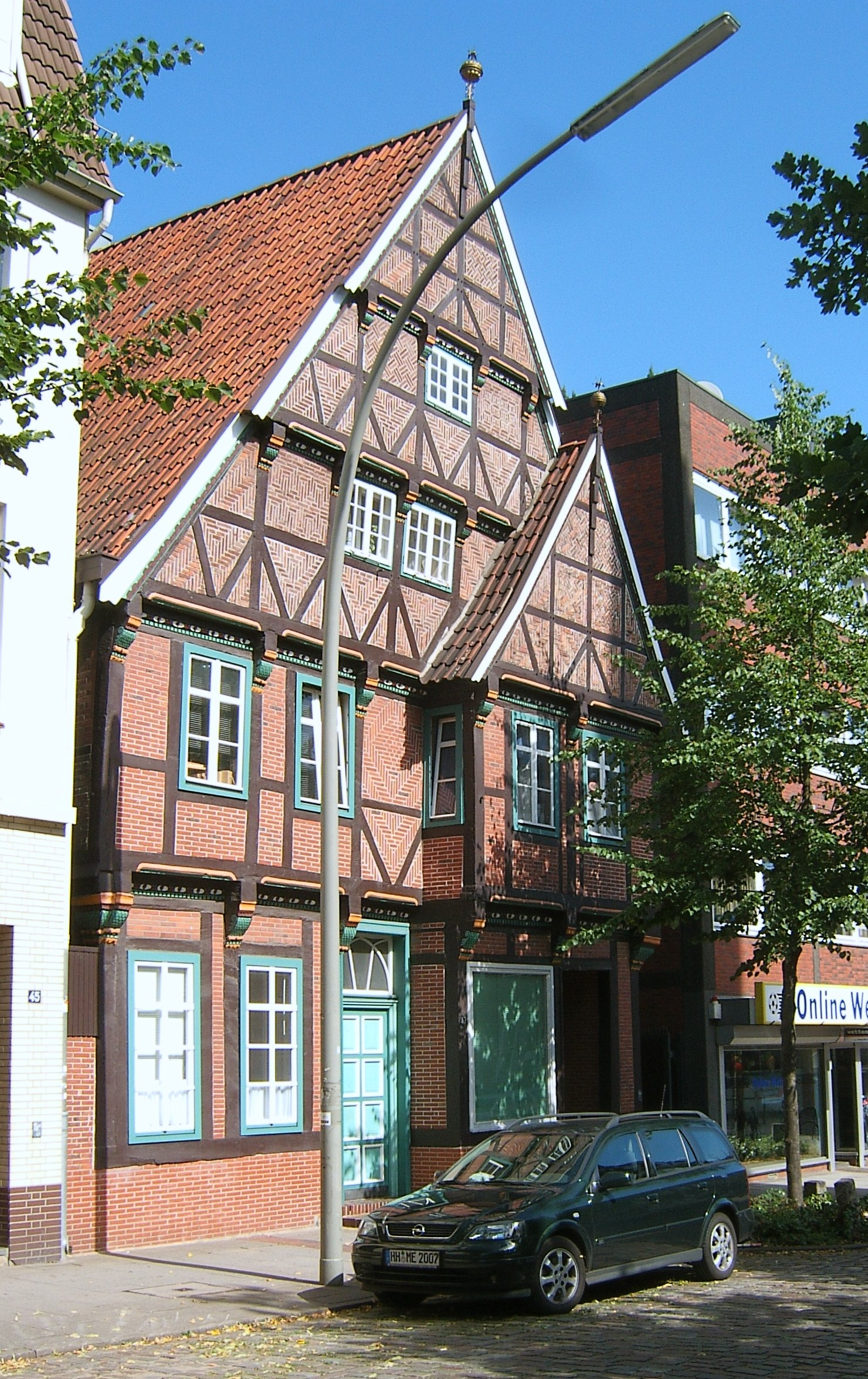
Neue Straße
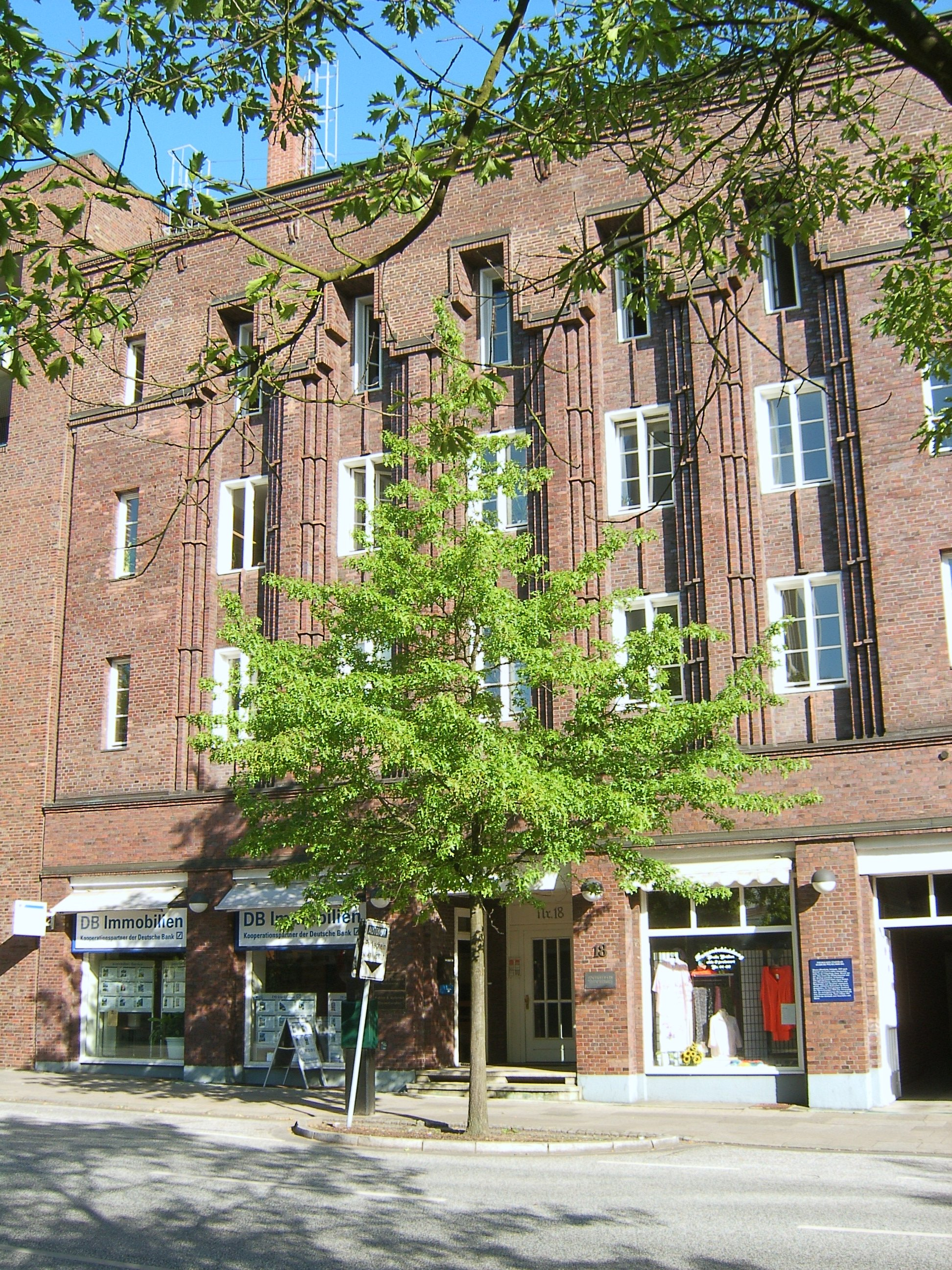
Stadtbad (1929)
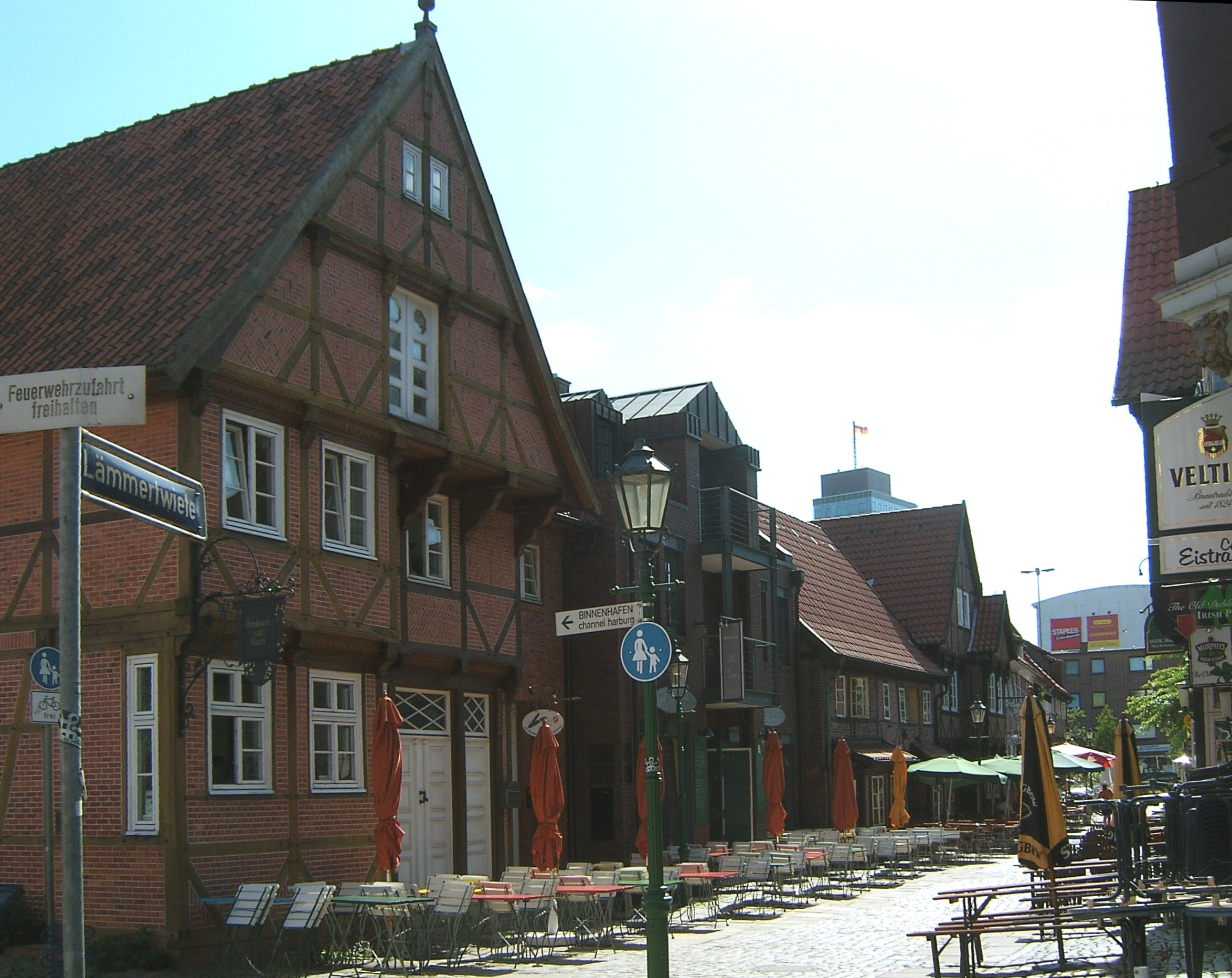
Lämmertwiete
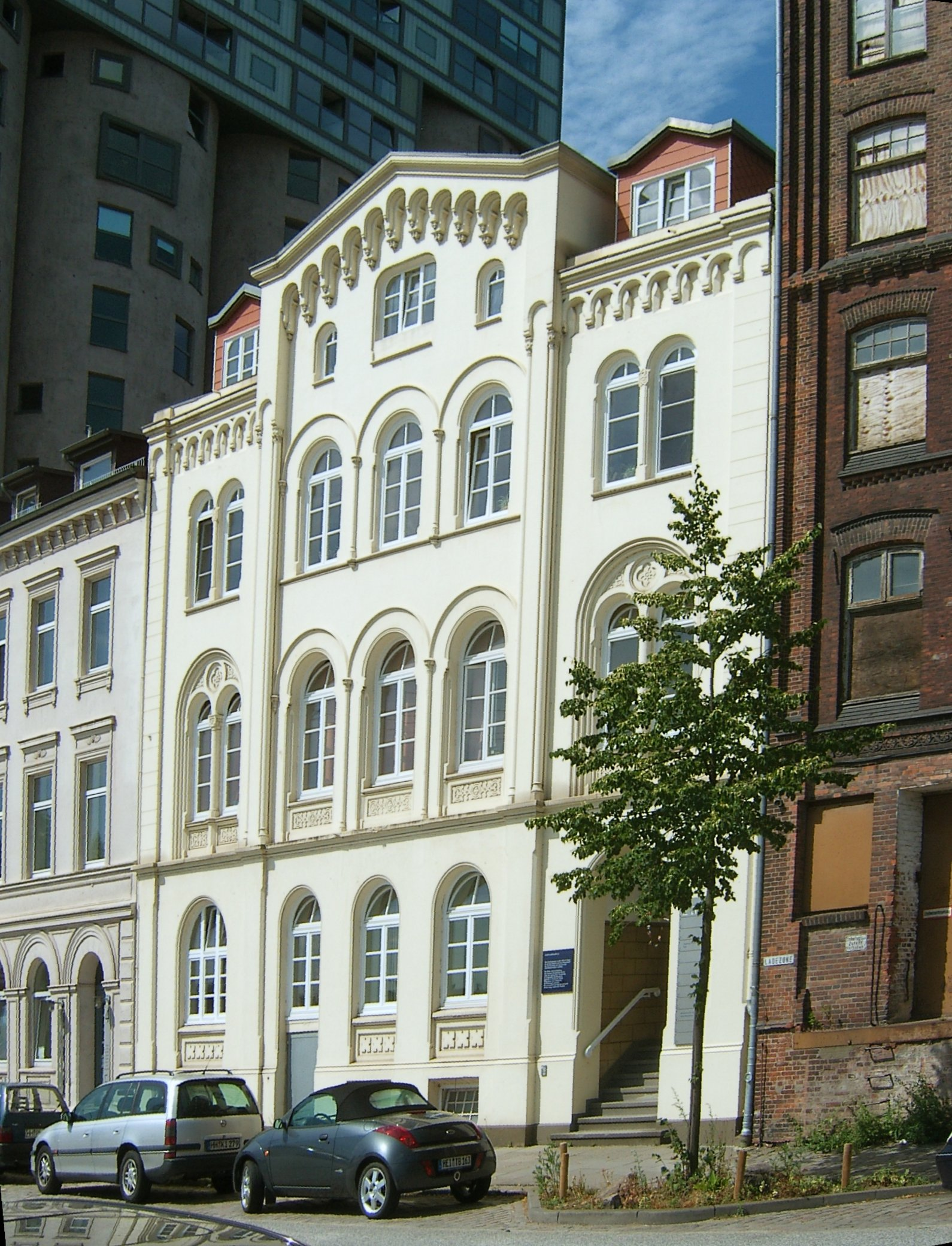
Schellerdamm 2A, 1844/1845 als Kaufmannshaus (Kontor-, Lager- und Wohnbereich) erbaut, als mit dem Bahnhof und dem Binnenhafen der Schellerdamm sich zum Gewerbe und Industriestandort wandelte. Auf einen Zwischenhof folgt ein Speicher am Kanal.
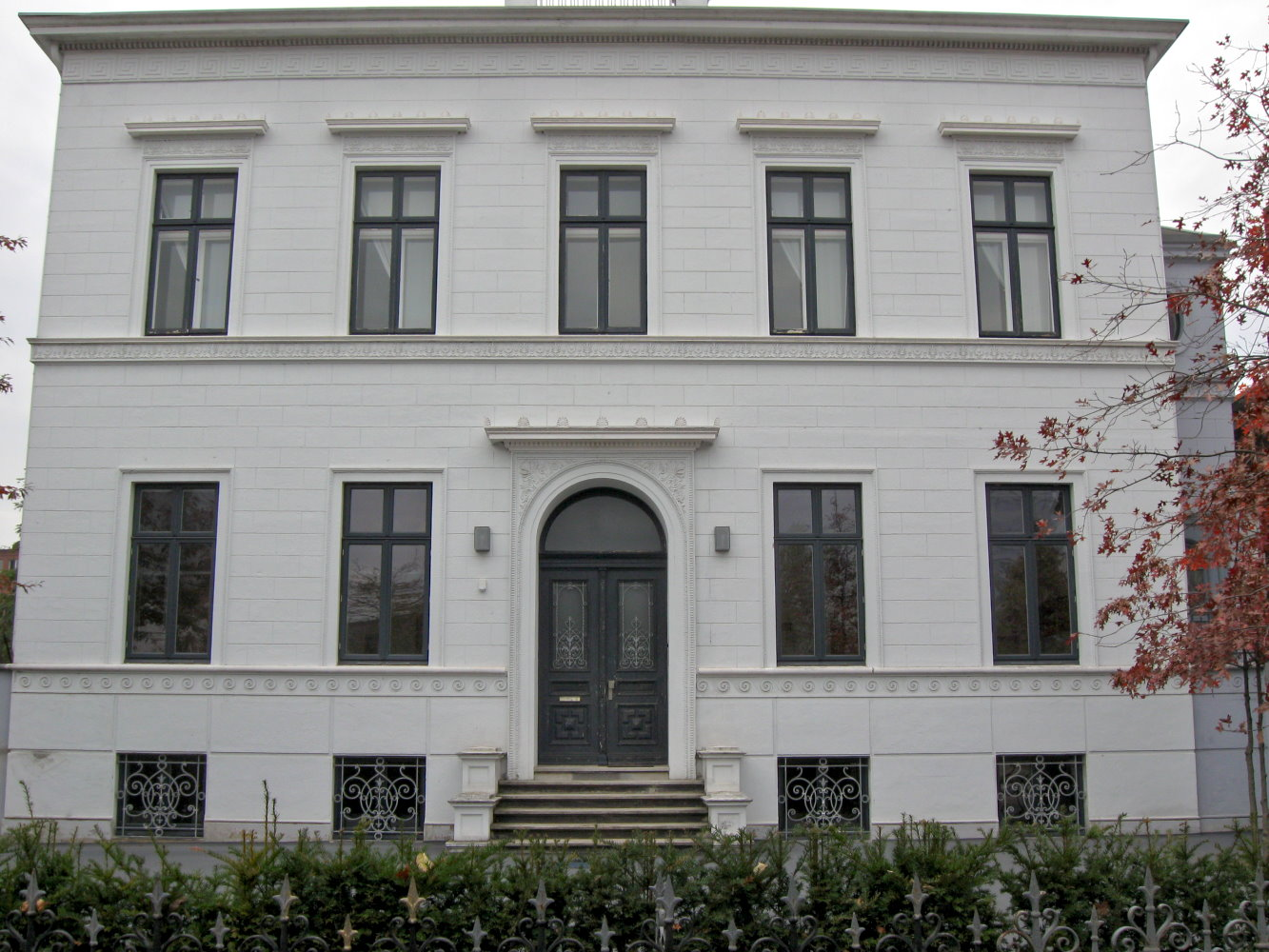
Schloßstraße 43 in Harburg (Elbe)
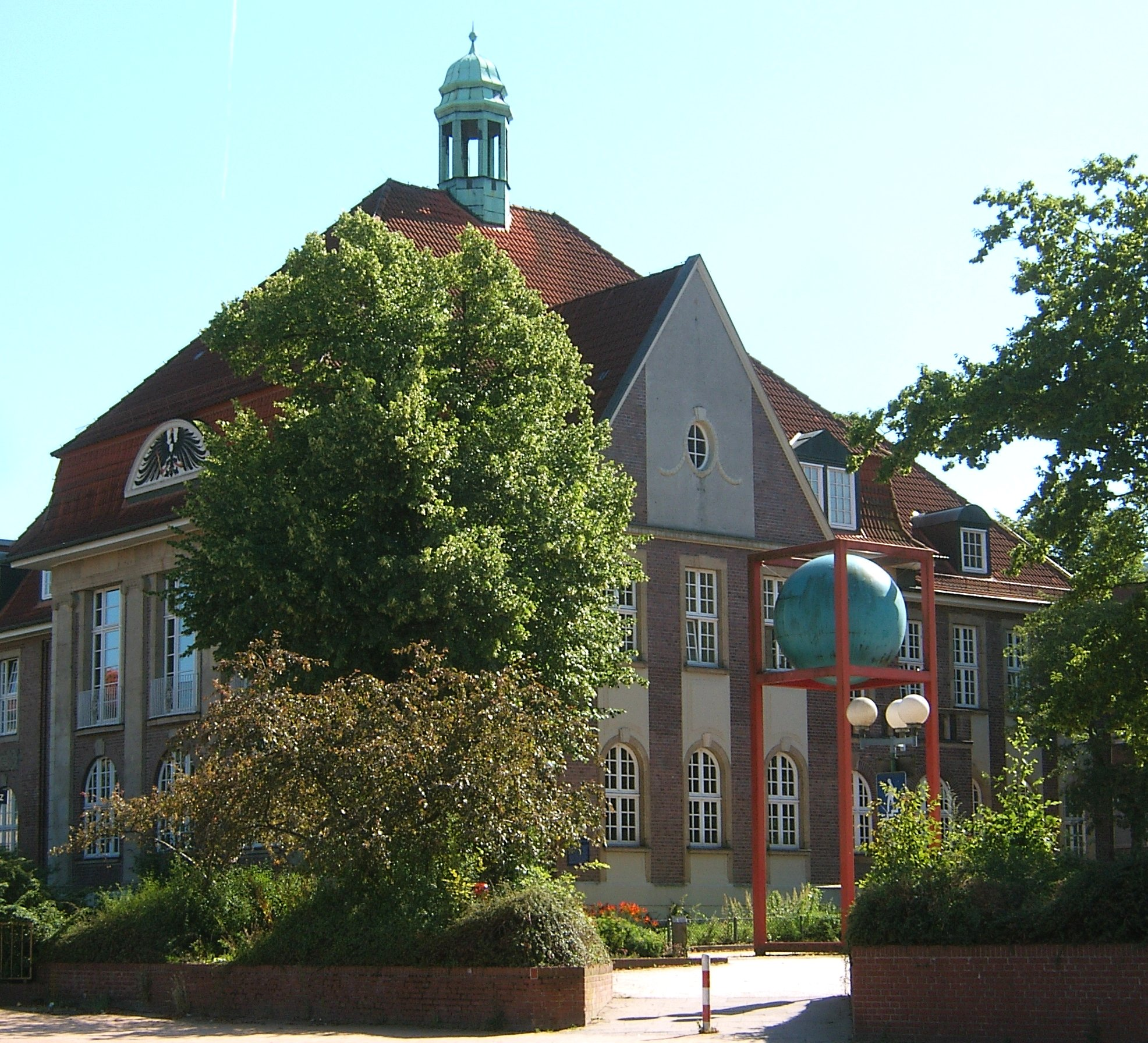
Ehemalige Handwerkskammer Harburg (heute eine KiTa), 1911 nach Entwurf von Heinrich Maehl (Bremen)
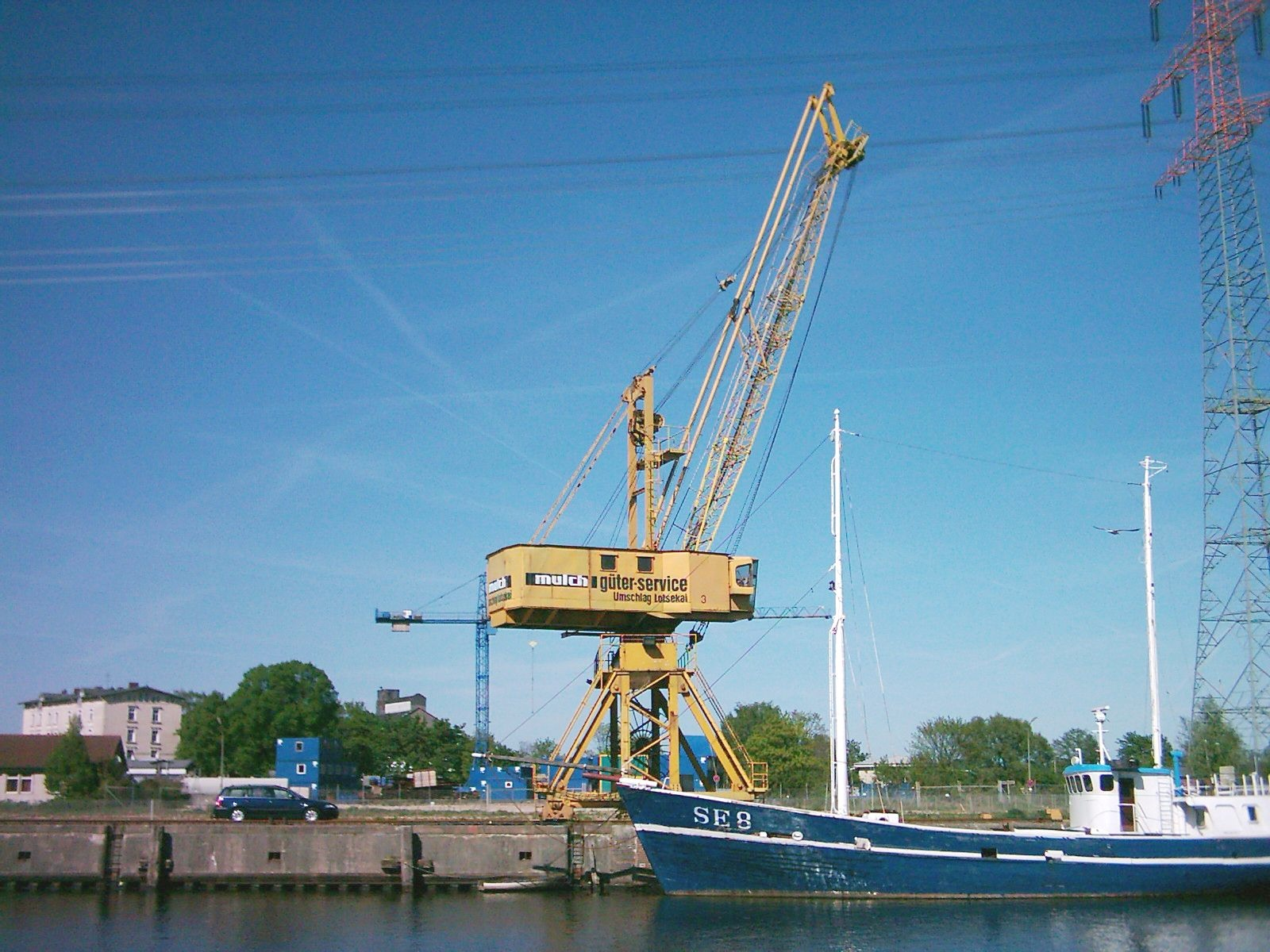
Harburger Binnenhafen, Portalkran (1972) der Firma Mulch als technisches Denkmal (seit 2006 KulturKran), im Hintergrund das Harburger Schloss
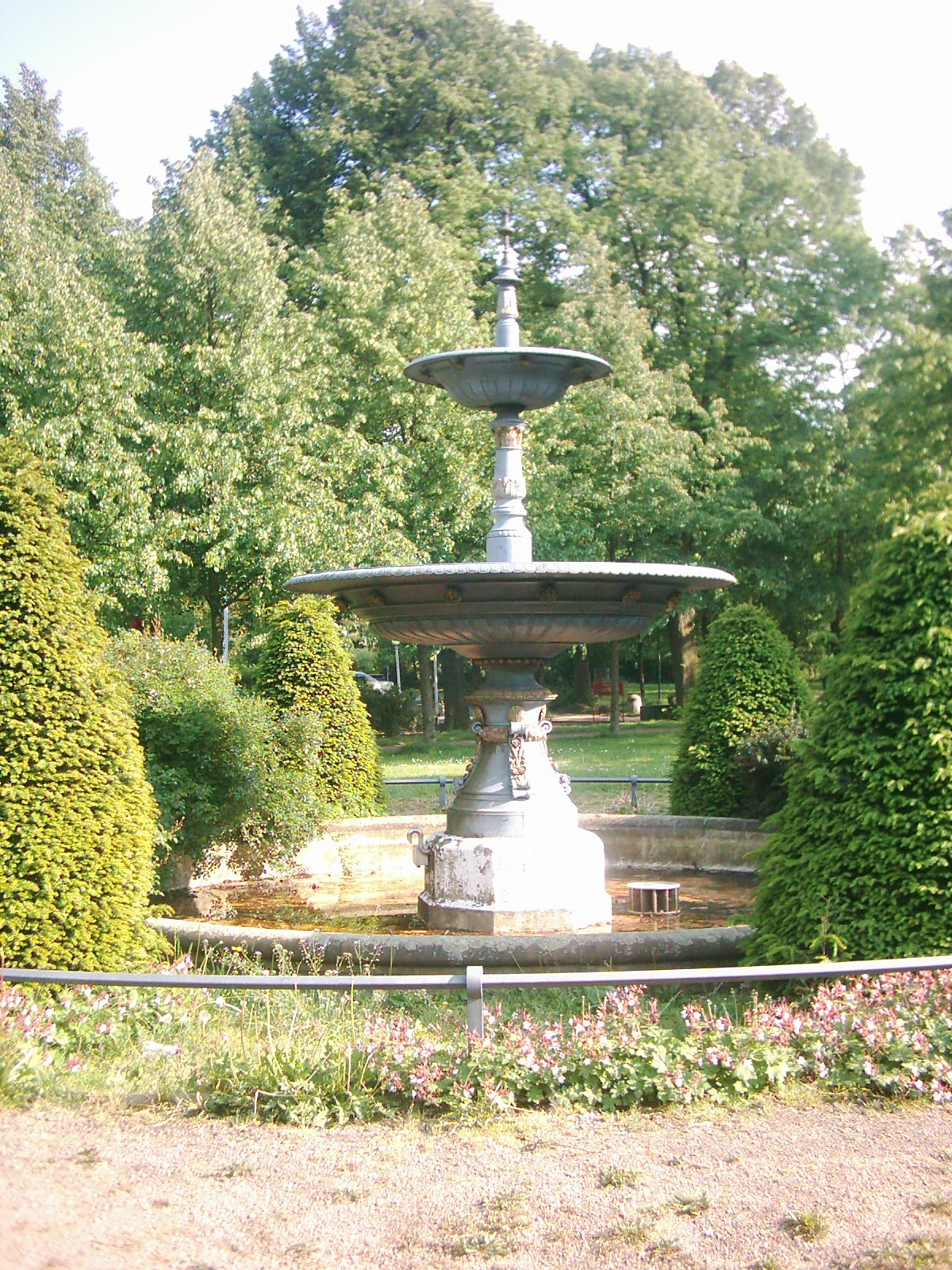
Schalenbrunnen im Park auf dem Schwarzenberg
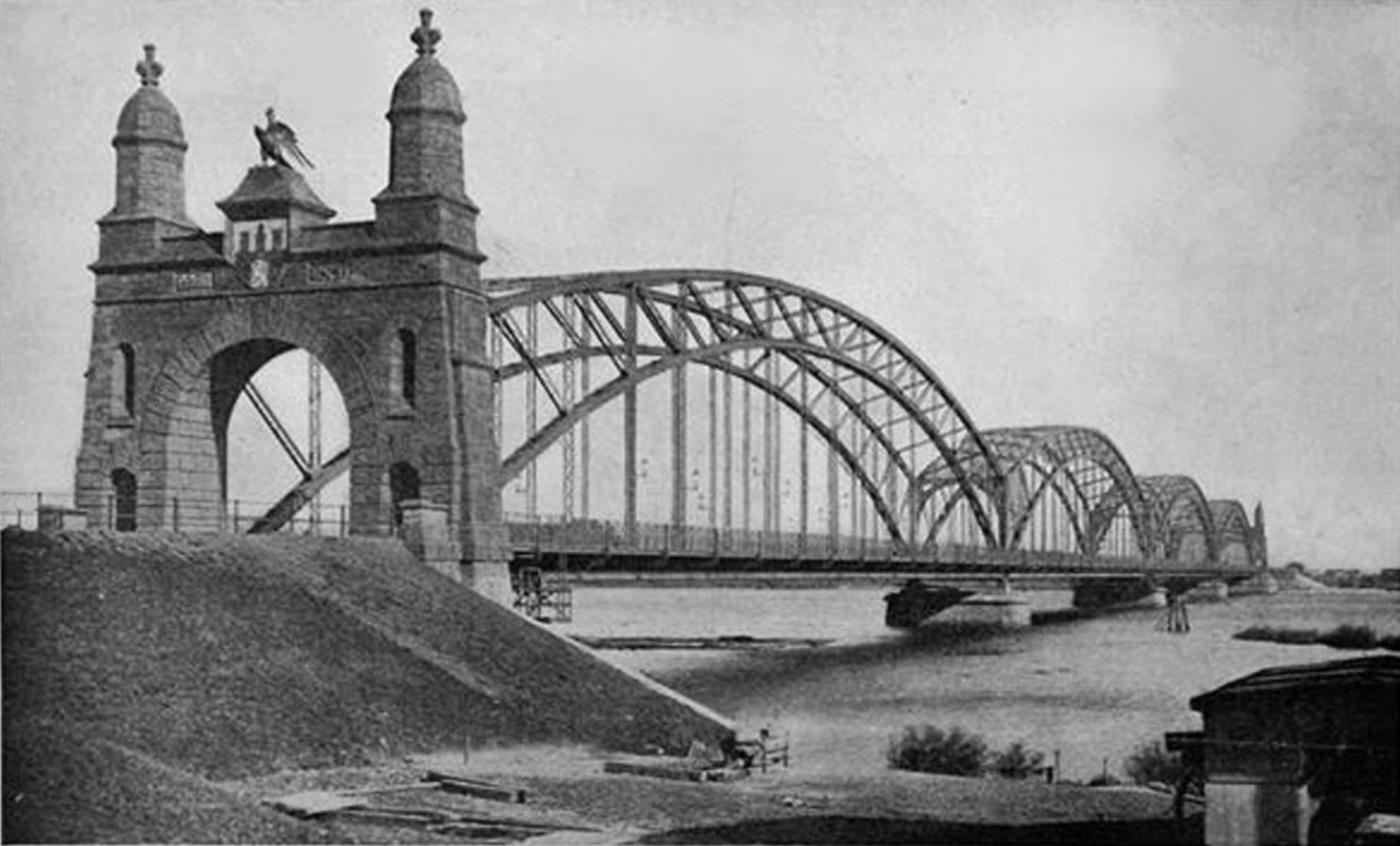
Harburger Elbbrücke um 1907 (Süderelbbrücke)
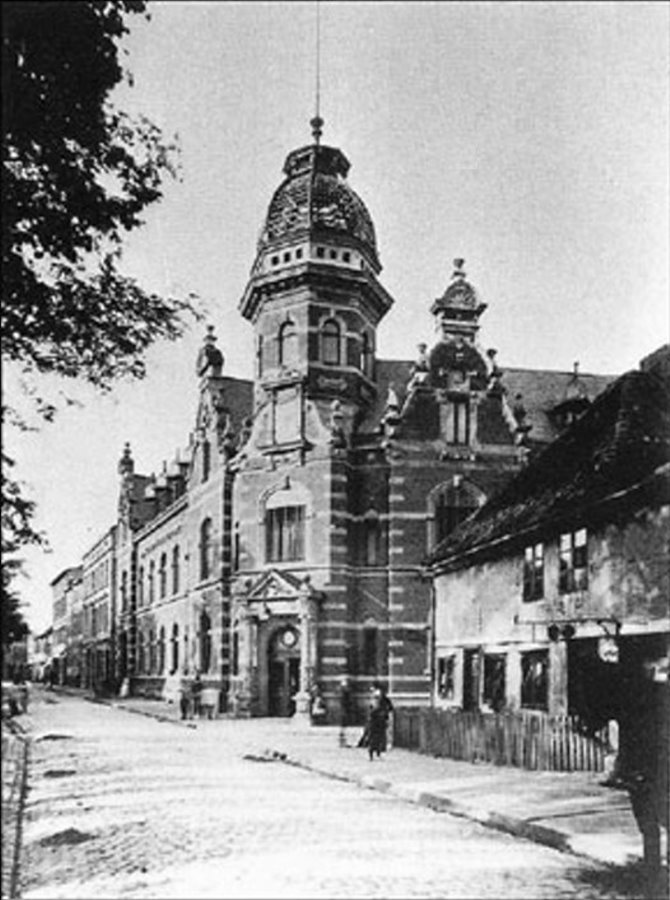
Kaiserliches Postamt Harburg (Elbe) 1890
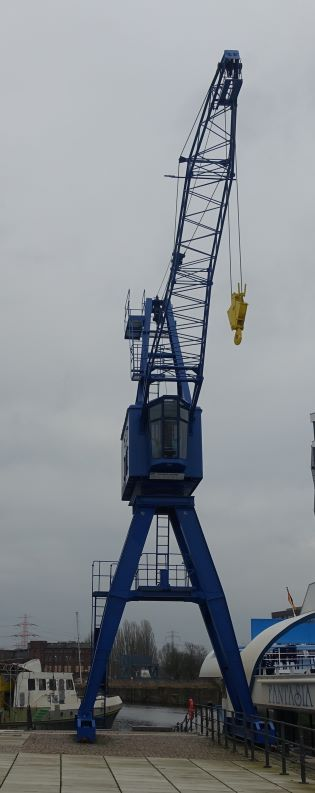
Harburger Binnenhafen, Peiner Kran (1960) als technisches Denkmal

## Kunst und Kultur
Die Sammlung Falckenberg, eine bedeutende Sammlung moderner und zeitgenössischer Kunst, ist in einer alten Fabrikhalle der Phoenix AG untergebracht. Die Kulturstiftung Phoenix Art von Harald Falckenberg und der Phoenix AG präsentieren dort auch Wechselausstellungen mit bedeutenden internationalen Kunstsammlungen.
Der Bahnhof Hamburg-Harburg beherbergt als „Kulturbahnhof“ den „Kunstverein Harburger Bahnhof e. V.“ mit wechselnden Ausstellungen und den Jazzclub im Stellwerk.
Der Rieckhof war ein Kultur- und Veranstaltungszentrum mit einem Veranstaltungssaal und Gruppenräumen.
Das Helms-Museum beherbergt neben der archäologischen Sammlung auch das Theater Harburg im Gebäude am Museumsplatz.
Am Kanalplatz im Binnenhafen steht seit 1876 eine Hafenklappe. Der älteste Kiosk Hamburgs gab erst 2015 den Verkauf der sog. „Hafenlümmel“ auf und wird fortan für kulturelle Zwecke erhalten.
Von Plastiken – beeinflusst von der Berliner Schule Anfang des 20. Jahrhunderts – bis zur Minimal-Concept-Kunst ist bis heute ein Mix von „Kunst im öffentlichen Raum“ realisiert worden.

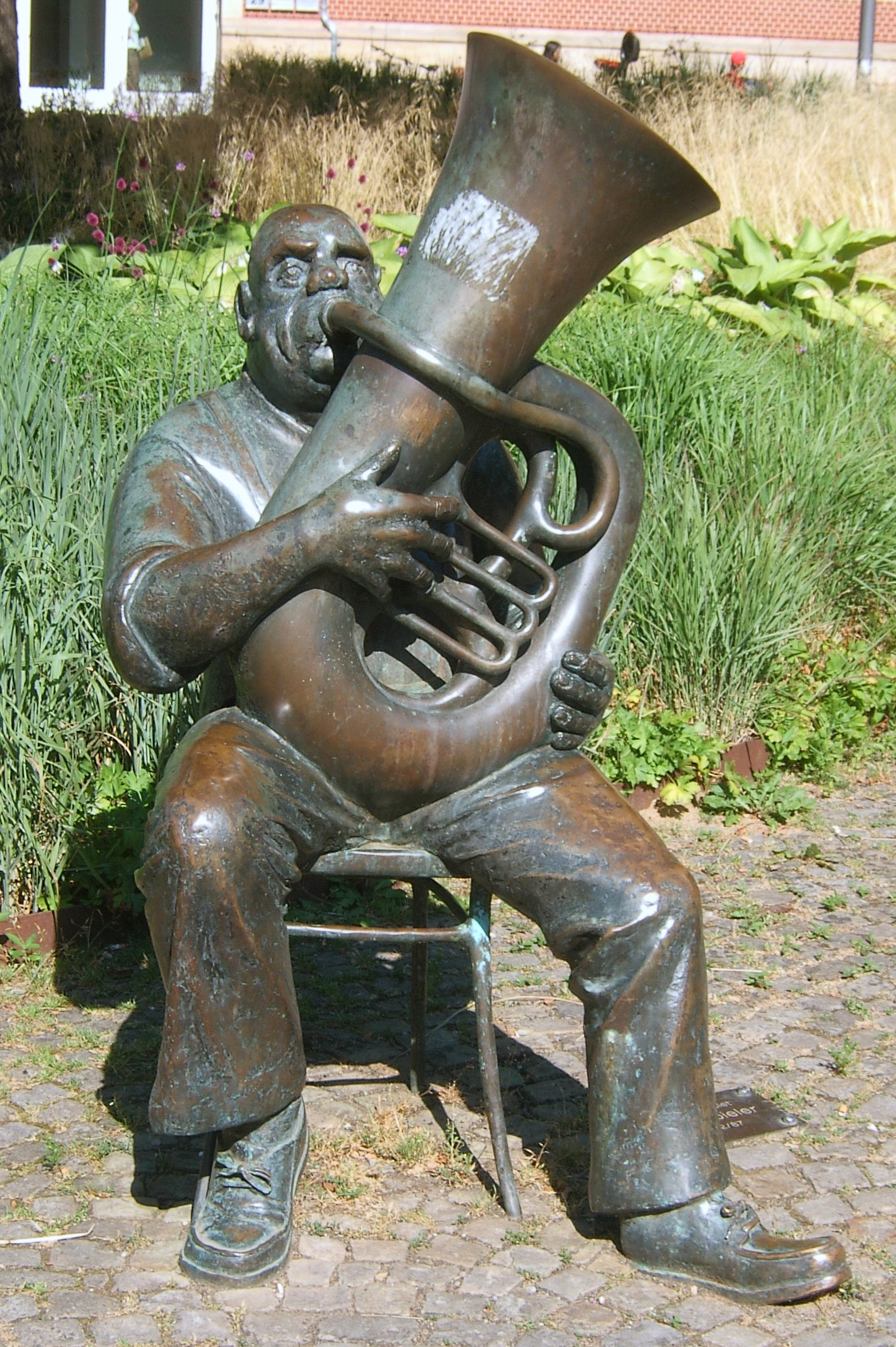
„Tubaspieler“, Arne Ranslet 1982
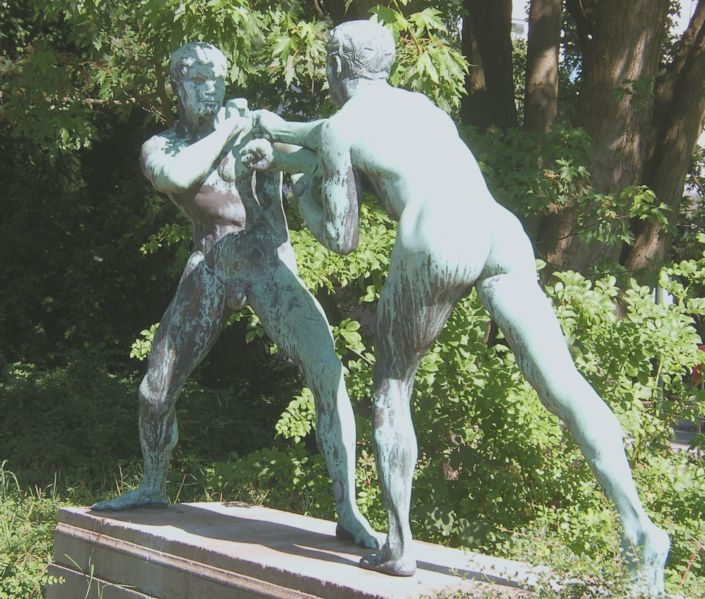
„Faustkämpfer“, Eberhard Encke 1913
„Großstadtgören“, Uta Falter-Baumgarten 1979
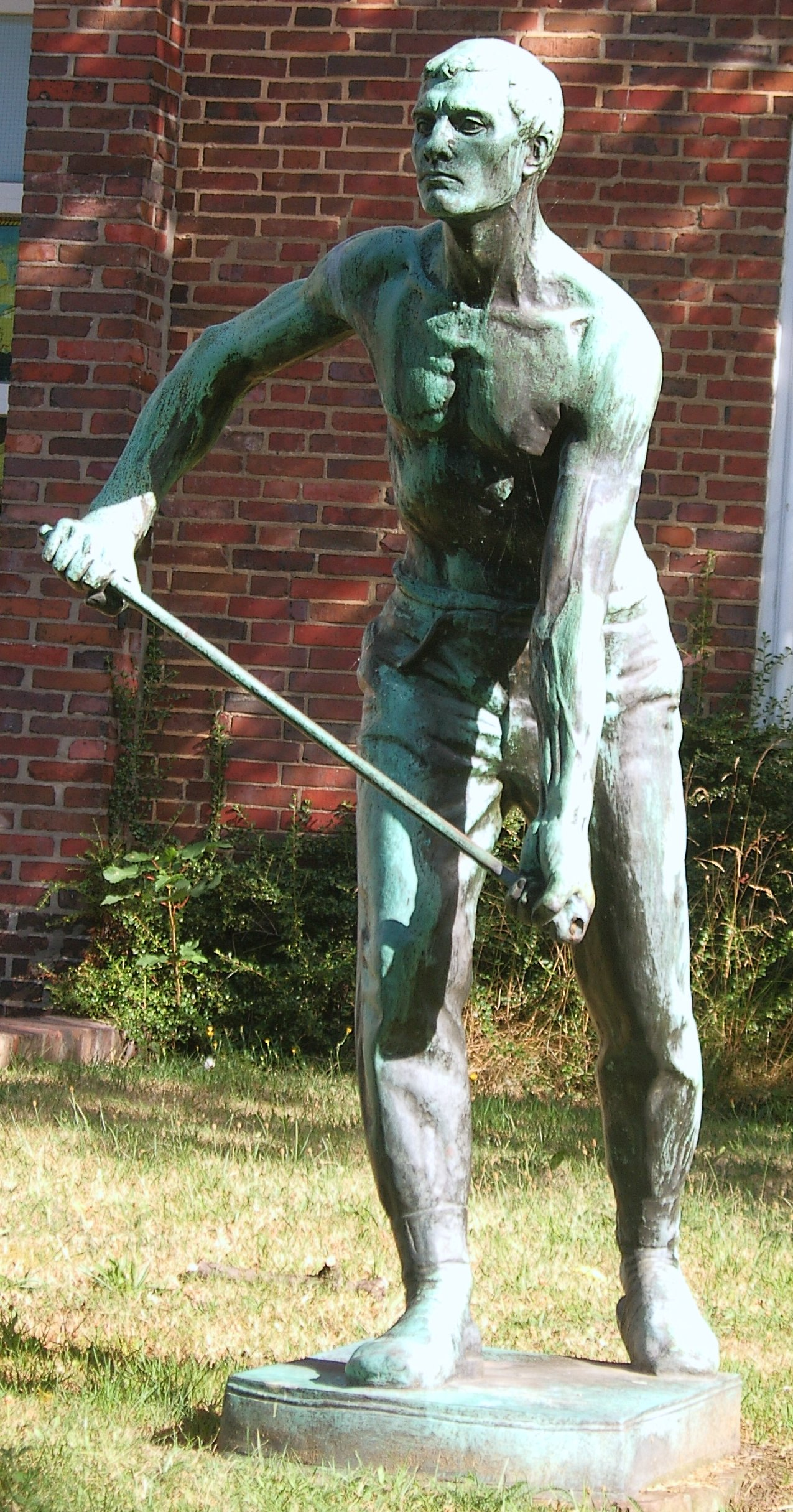
„Eisengießer“, Gerhard Janensch 1918
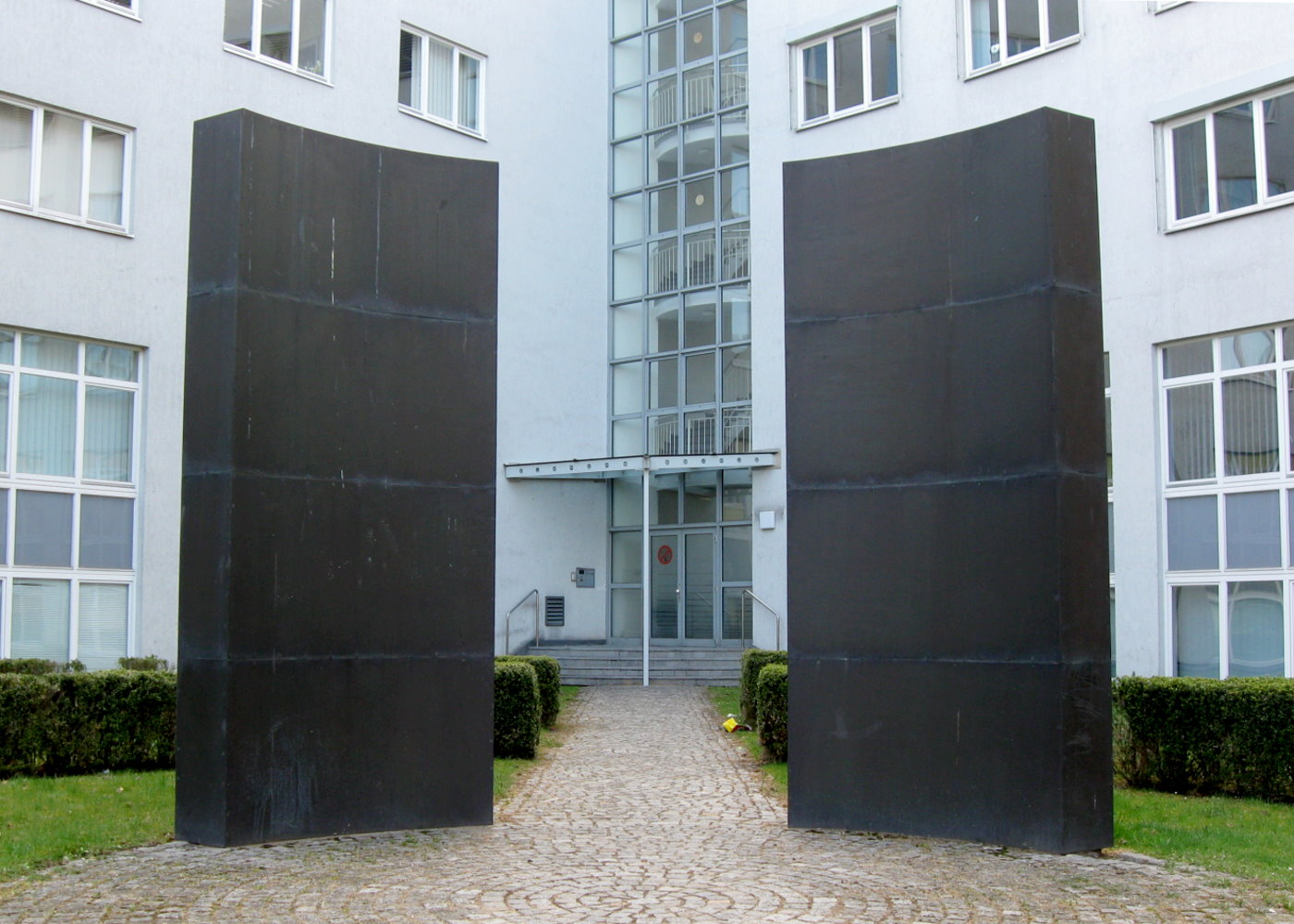
Knud Knabe:Empfang Der Salzburger Exilanten
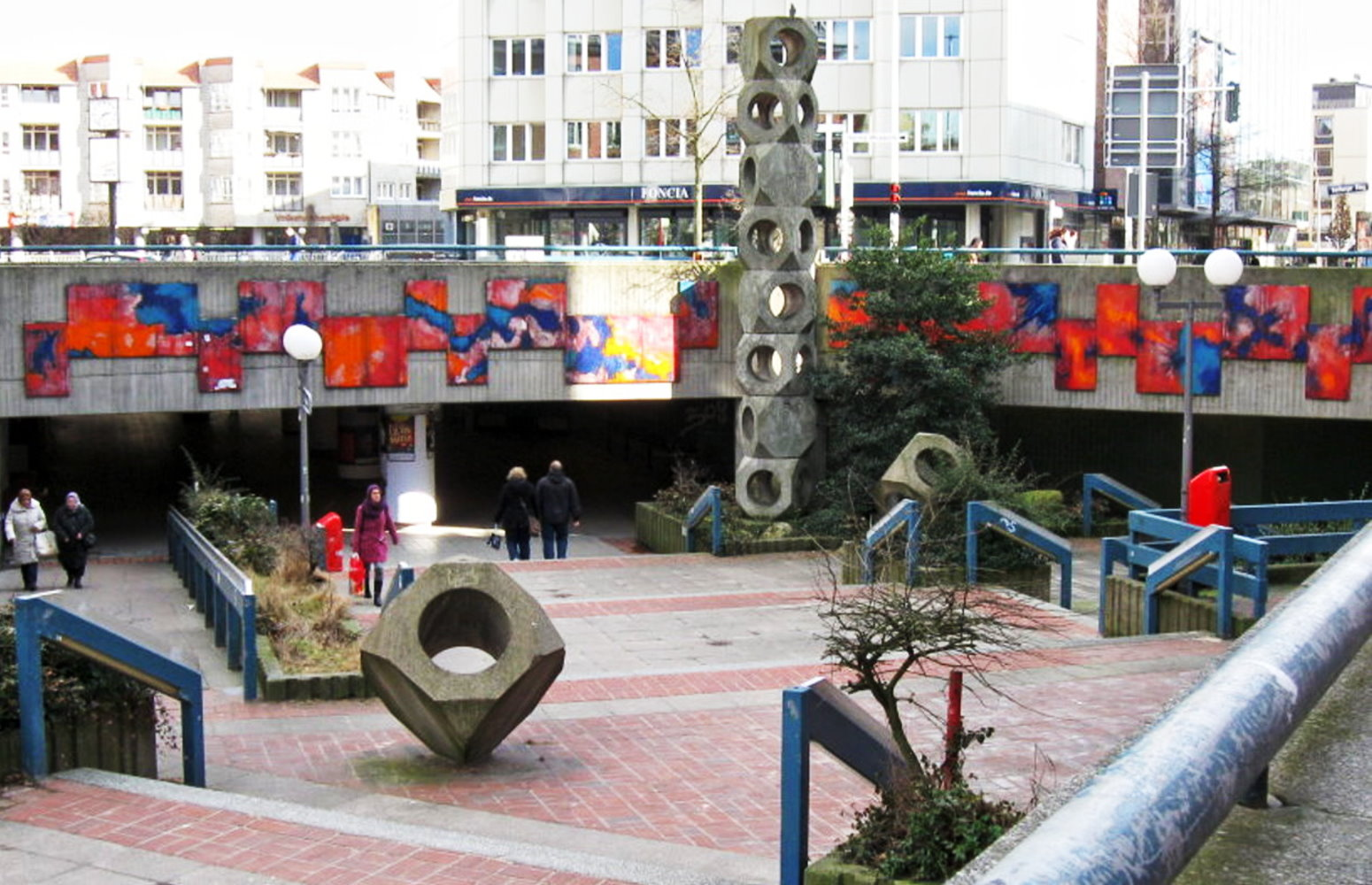
Säule und Wandrelief 1974, Johannes Ufer
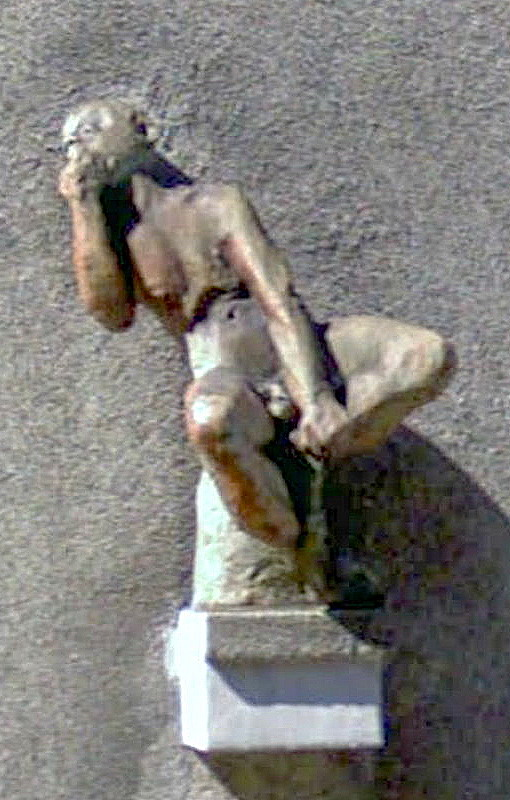
Pfeifender Junge von Karl August Ohrt 1956
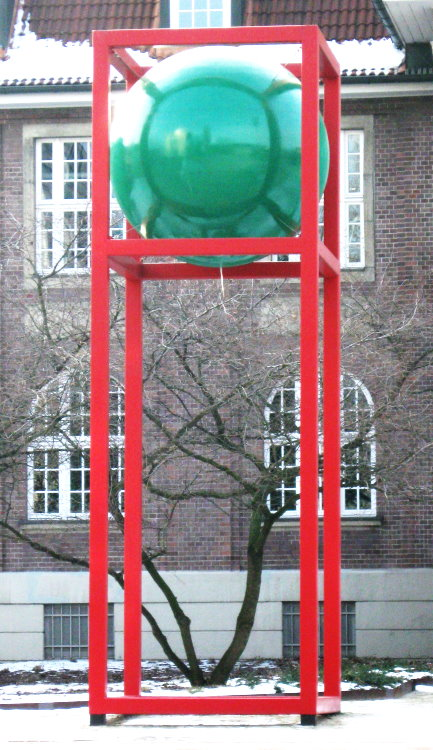
Kugel im Kubus. HD Schrader 2011
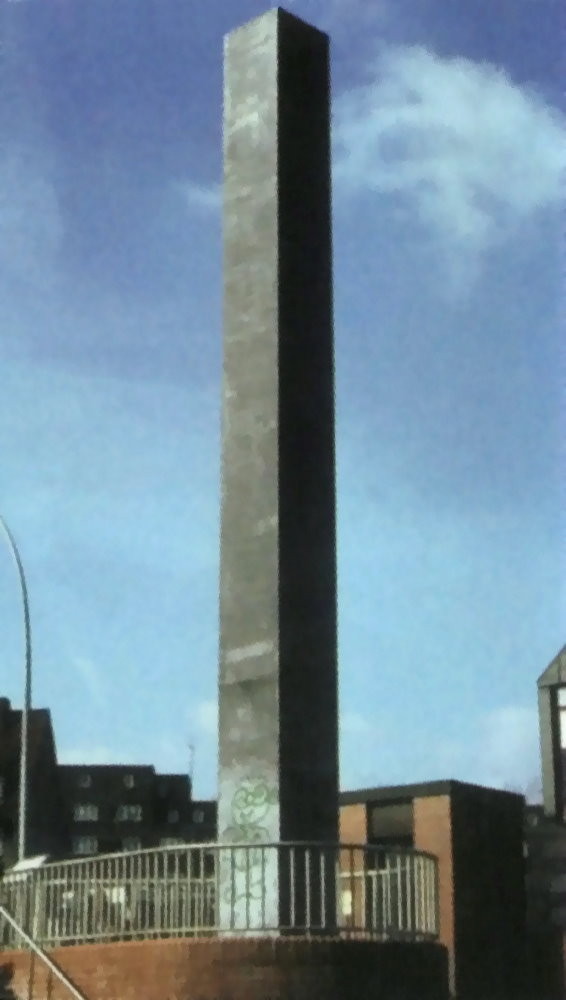
Mahnmal gegen Faschismus, Krieg, Gewalt, für Frieden und Menschenrechte – Jochen Gerz – 1986
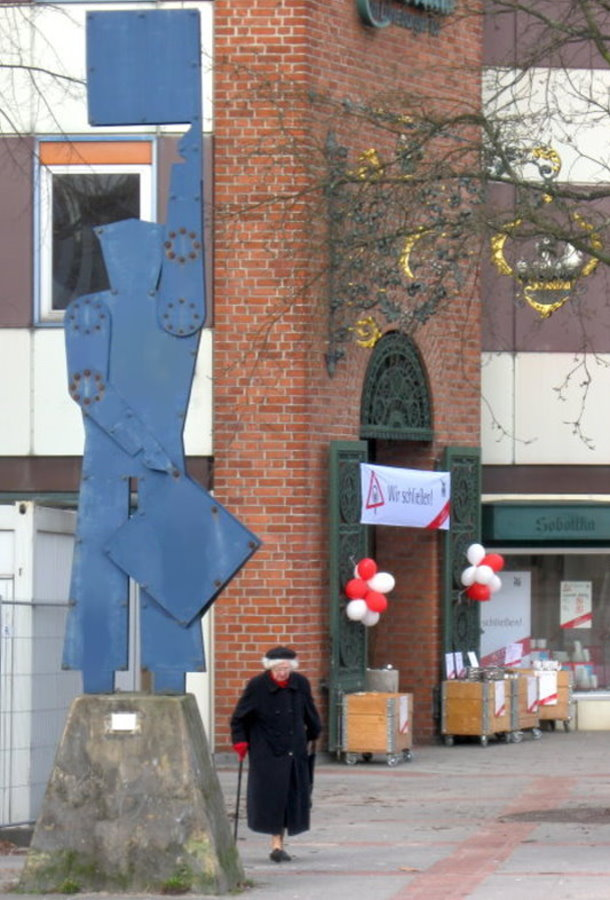
Flaggenmann 2011, Egbert Haneke
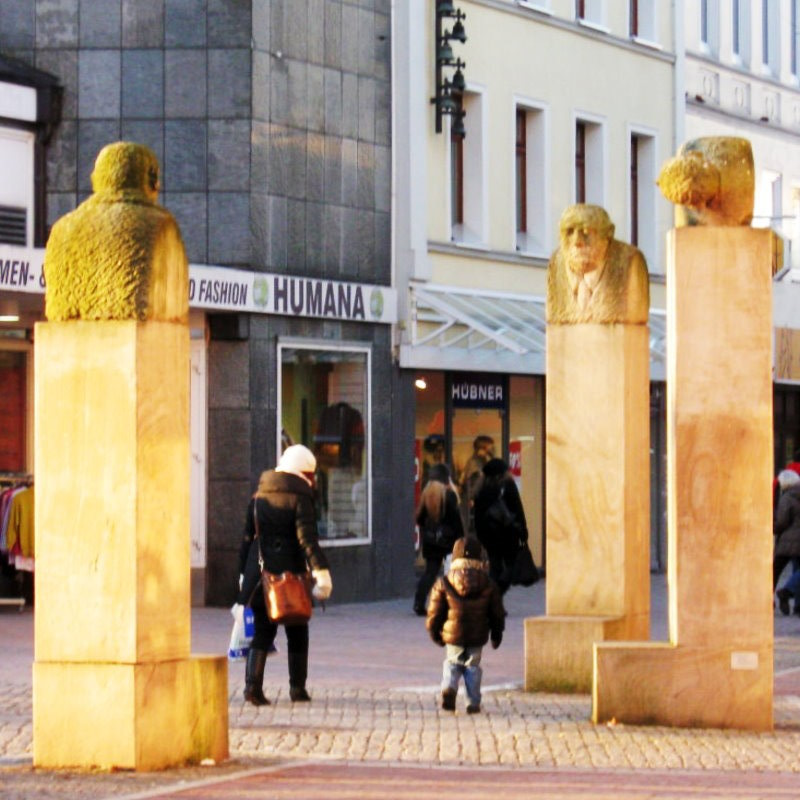
Ulrike Enders – Drei mögliche Denkmäler
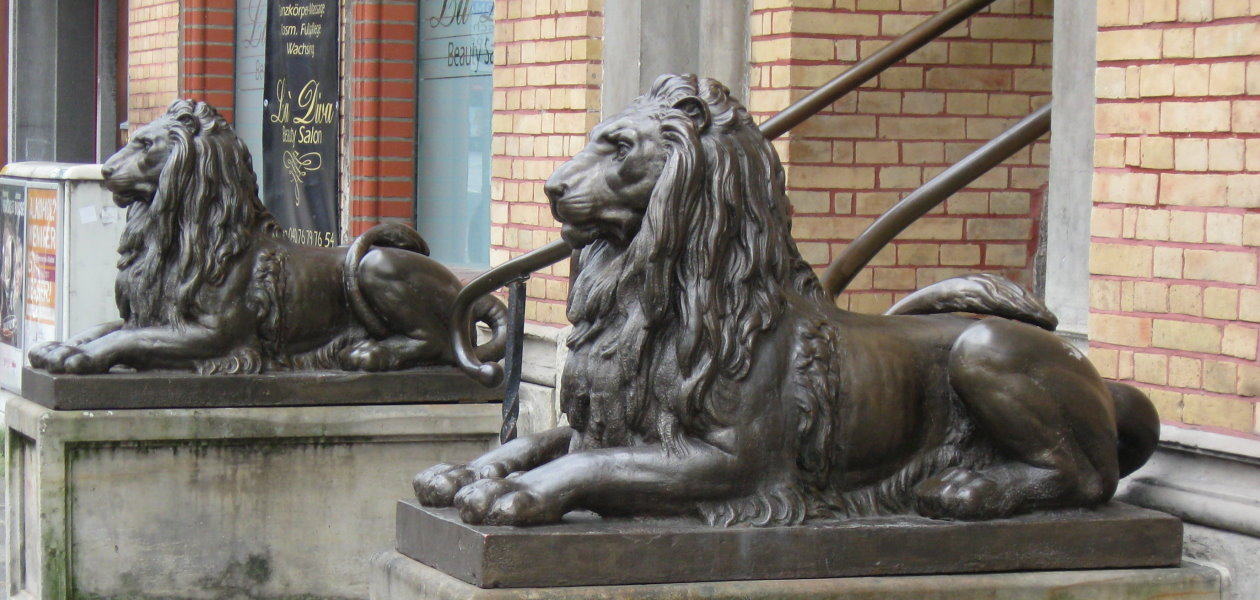
Zwei Löwen 1862. Ernst von Bandel
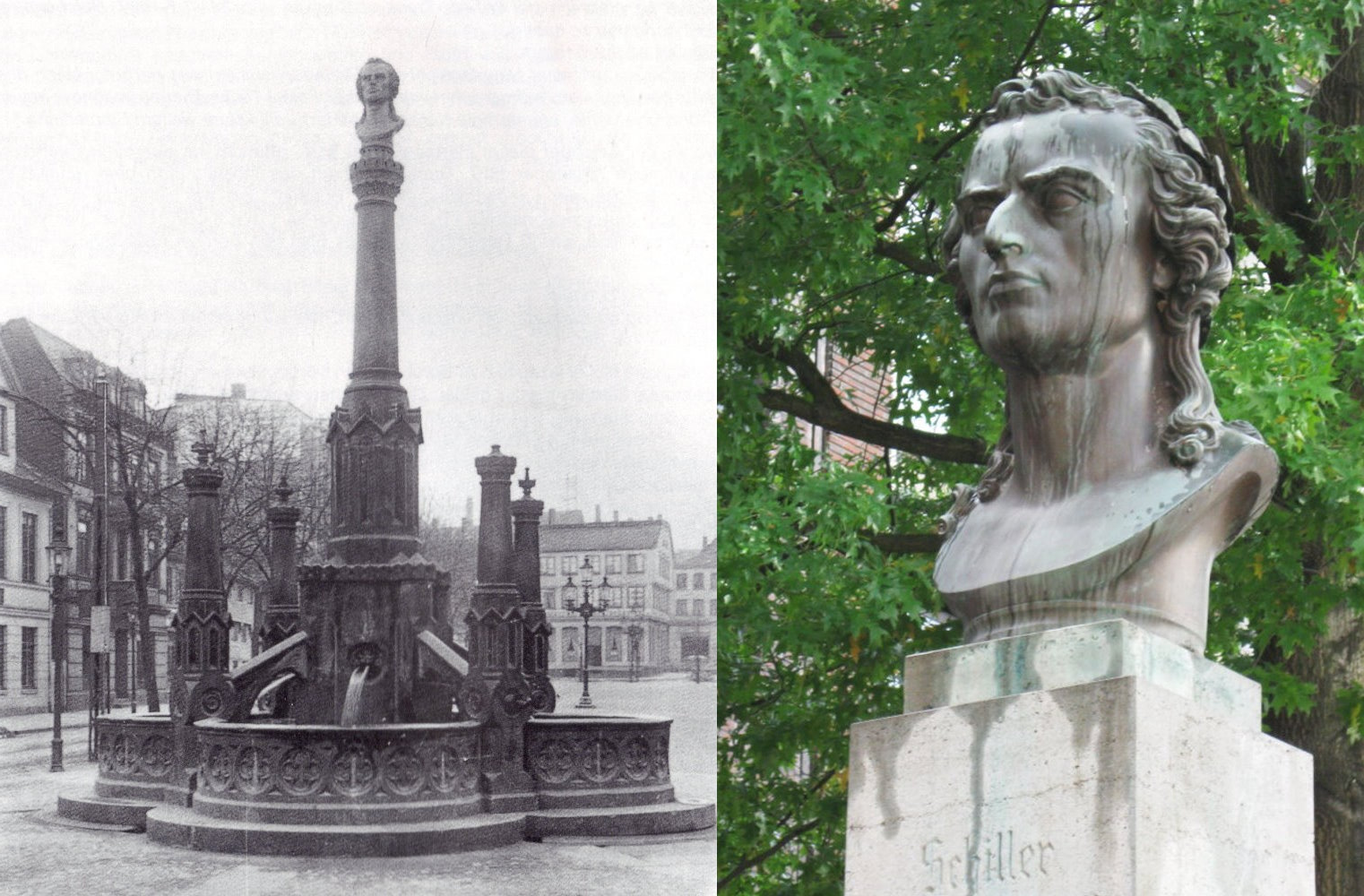
Ernst von Bandel – Schillerbrunnen mit Büste 1861

Auf dem Gelände der TUHH:

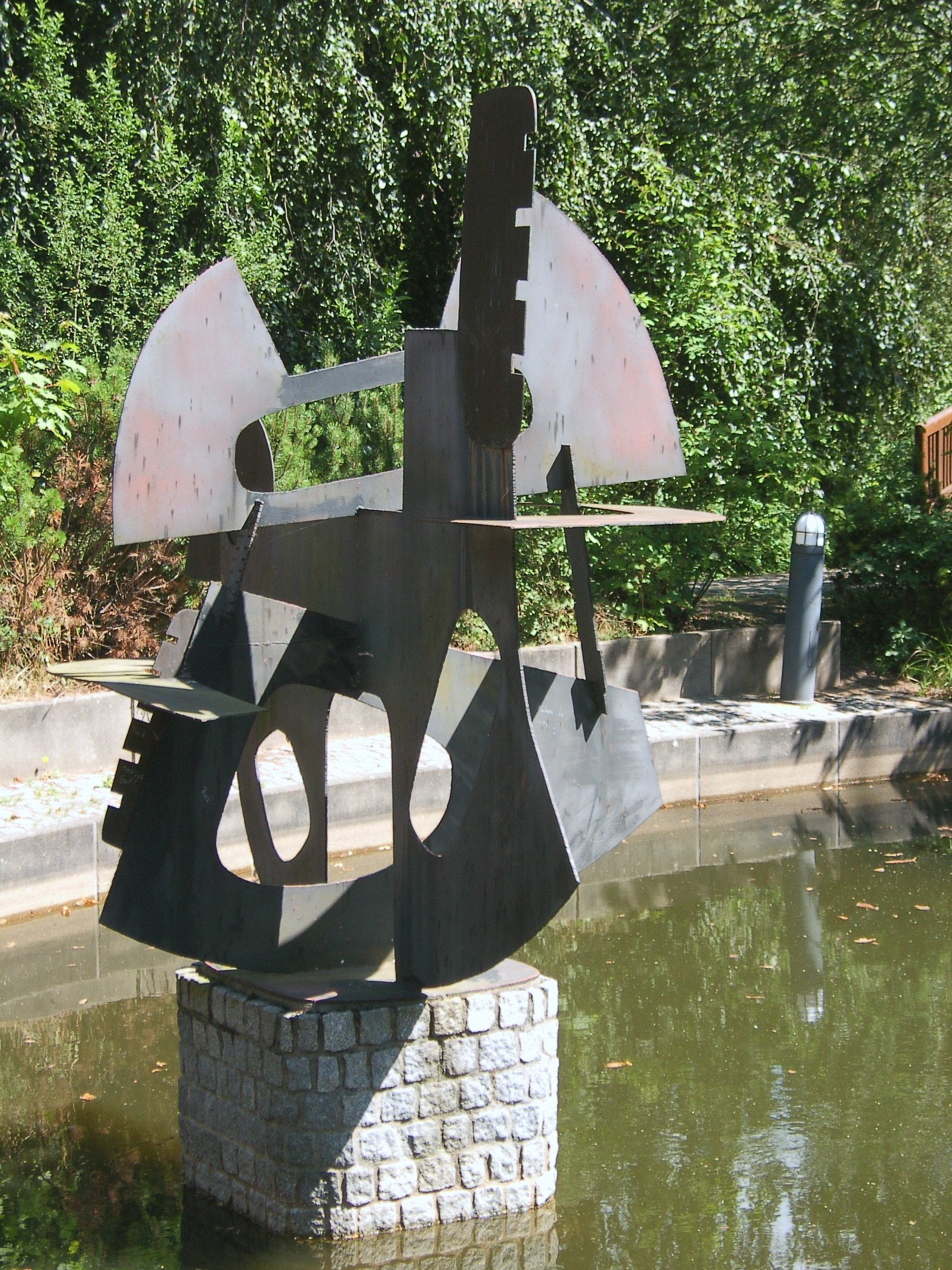
„Zwischen den Welten“, Berto Lardera 1959
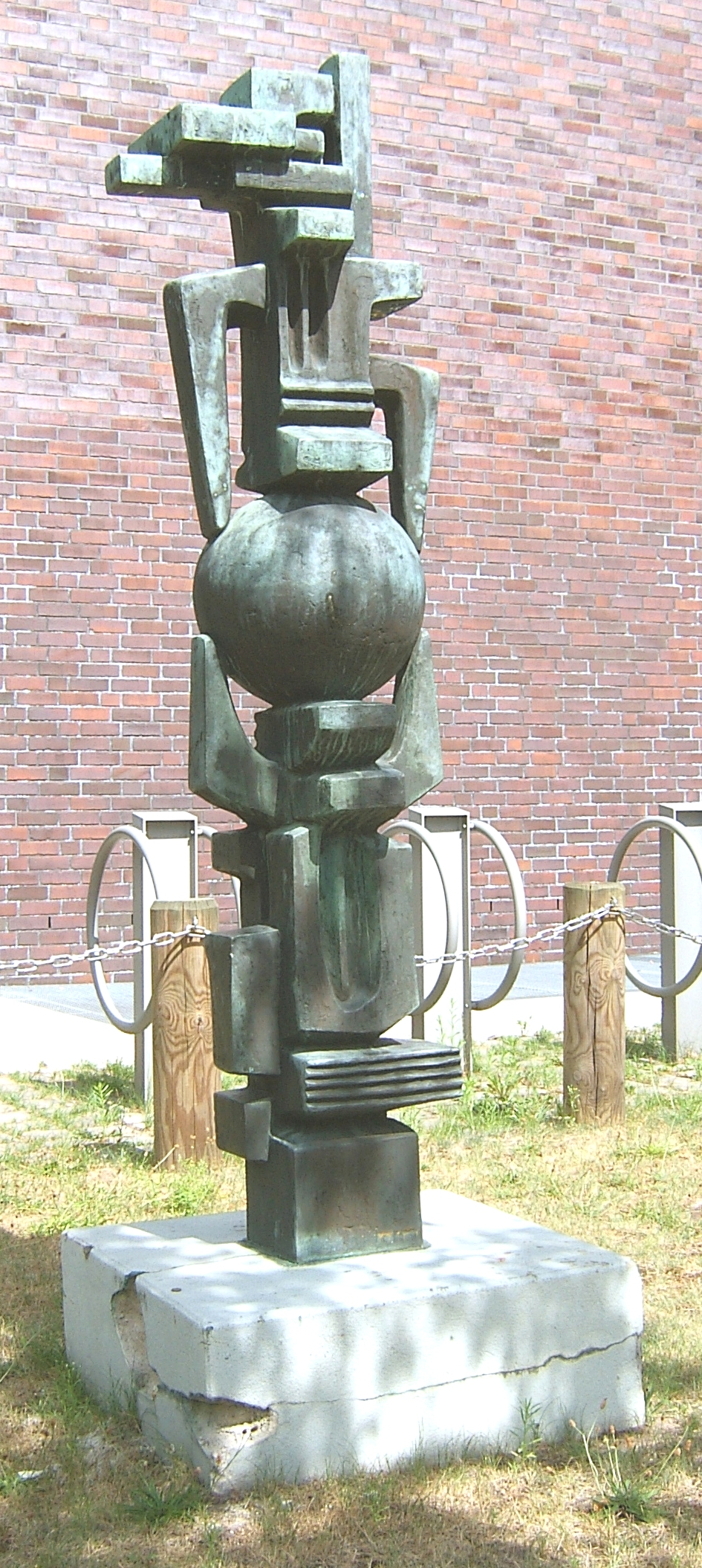
Stele „Moctezuma“ von Maria Pirwitz (1973)

### Kriegerdenkmal
„Der Soldat“ ist ein von Hermann Hosaeus 1932 geschaffenes monumentales Denkmal, das bereits zur Zeit seiner Entstehung umstritten war, die Zerstörungen des Zweiten Weltkrieges aber nur mit geringen Beschädigungen überstand. Unmittelbar neben dem „Soldaten“ ist – erst auf den zweiten Blick sichtbar – die Skulptur „Trauerndes Kind“ von Hendrik-André Schulz als ergänzendes Denkmal 1988 aufgestellt worden.

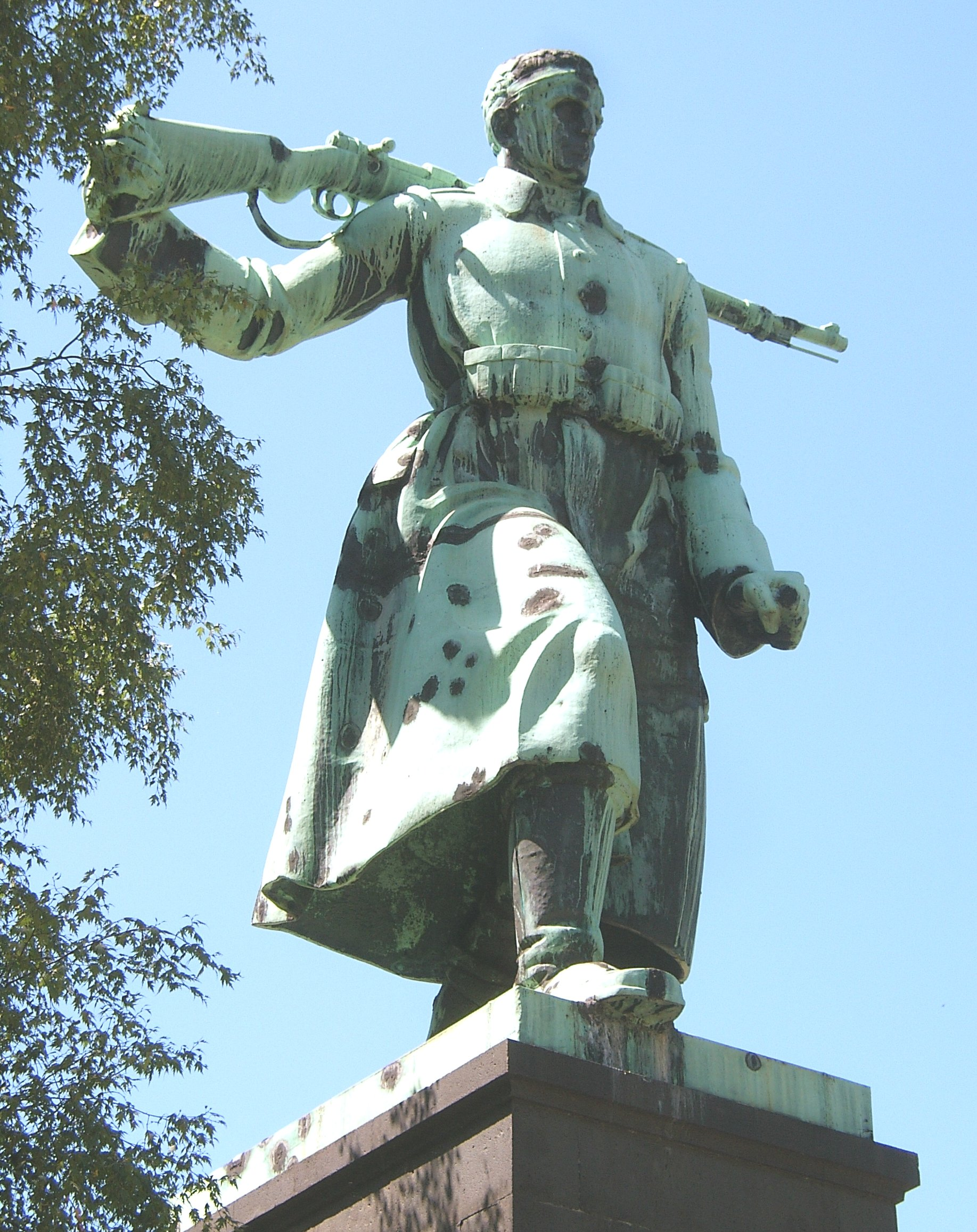
„Der Soldat“
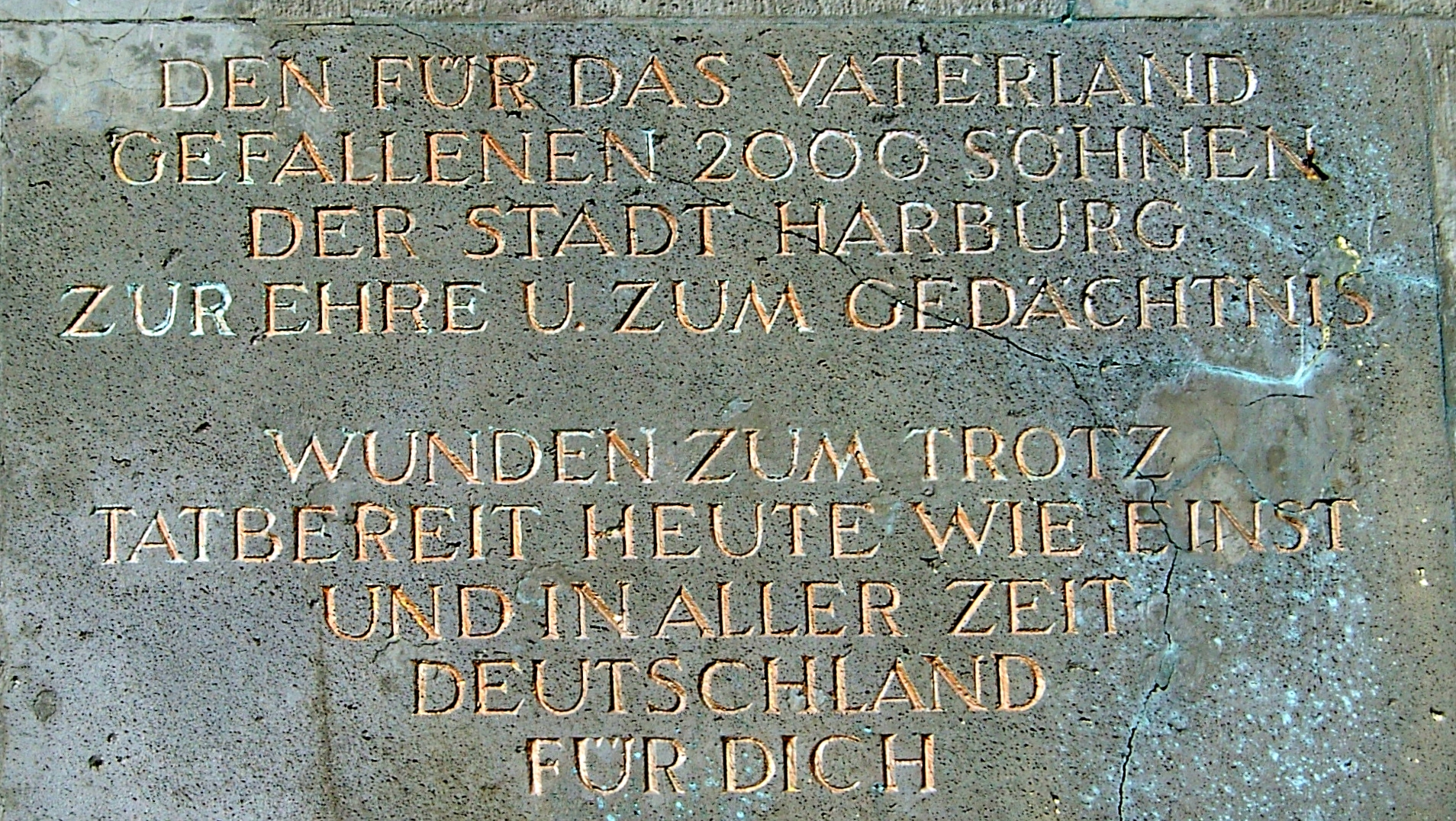
Inschrift am Sockel
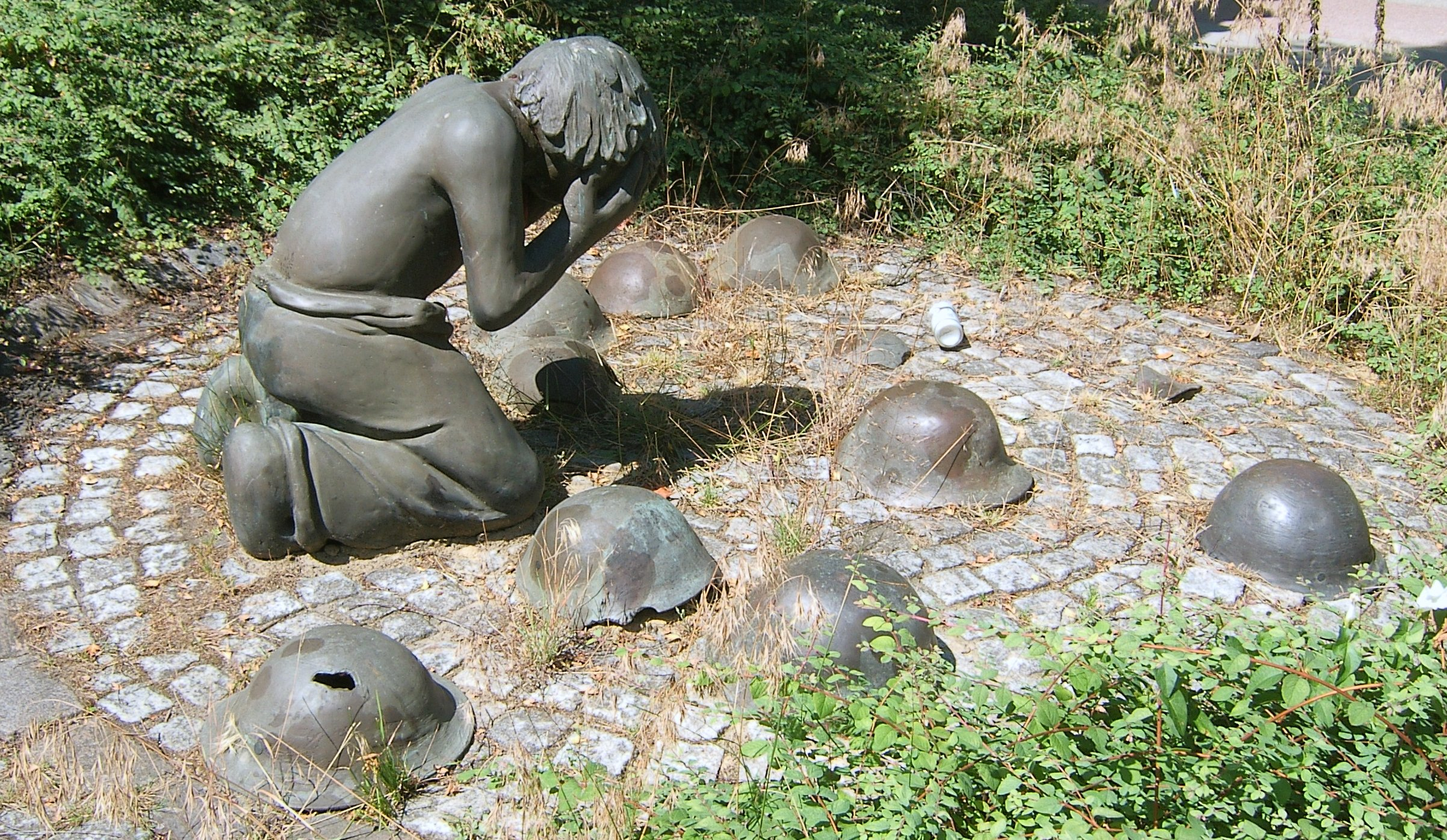
„Trauerndes Kind“

## Wirtschaft

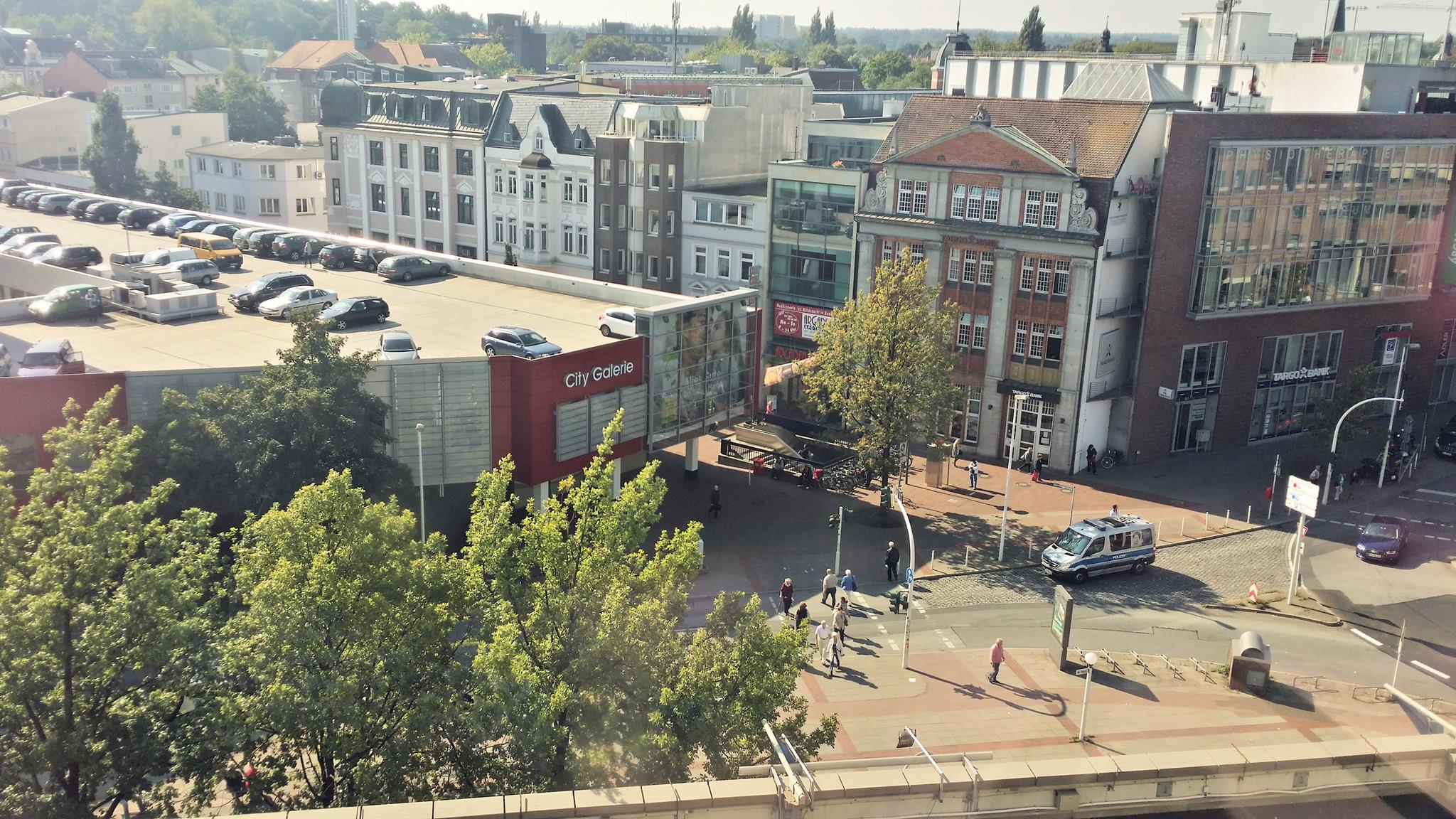
Fotografie der Lüneburger Straße und der City Galerie aus den oberen Stockwerken des Karstadt-Gebäudes

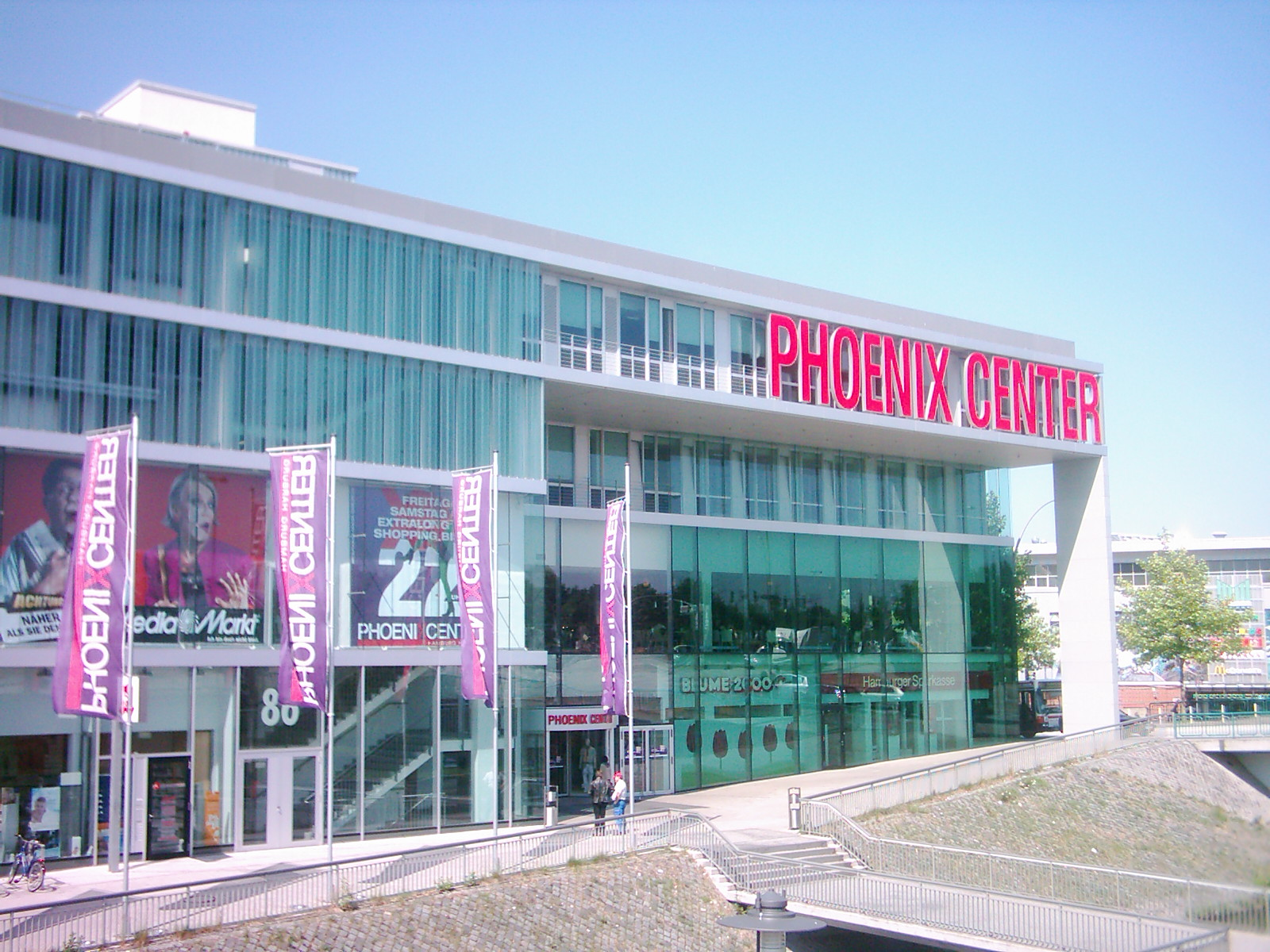
Einkaufszentrum „Phoenix-Center“. Seit 2004 auf einem Teil des Werksgeländes der Phoenix AG

### Handel
Der Stadtteil ist das Einzelhandelszentrum des Bezirkes Harburg und der näheren Orte und Städte in Niedersachsen. Neben der Fußgängerzone Lüneburger Straße, einem Warenhaus und drei Einkaufszentren (Marktkauf-Center, Harburg Arcaden und Phoenix-Center) findet auf dem „Sand“ ein täglicher Wochenmarkt statt. 2009 wurde der Bereich um die Hauptgeschäftsstraße zum Business Improvement District Lüneburger Straße erklärt, um die Straße aufzuwerten und den Einzelhandelstandort zu stärken, der dort in den letzten Jahren an Attraktivität verloren hatte.

### Medien

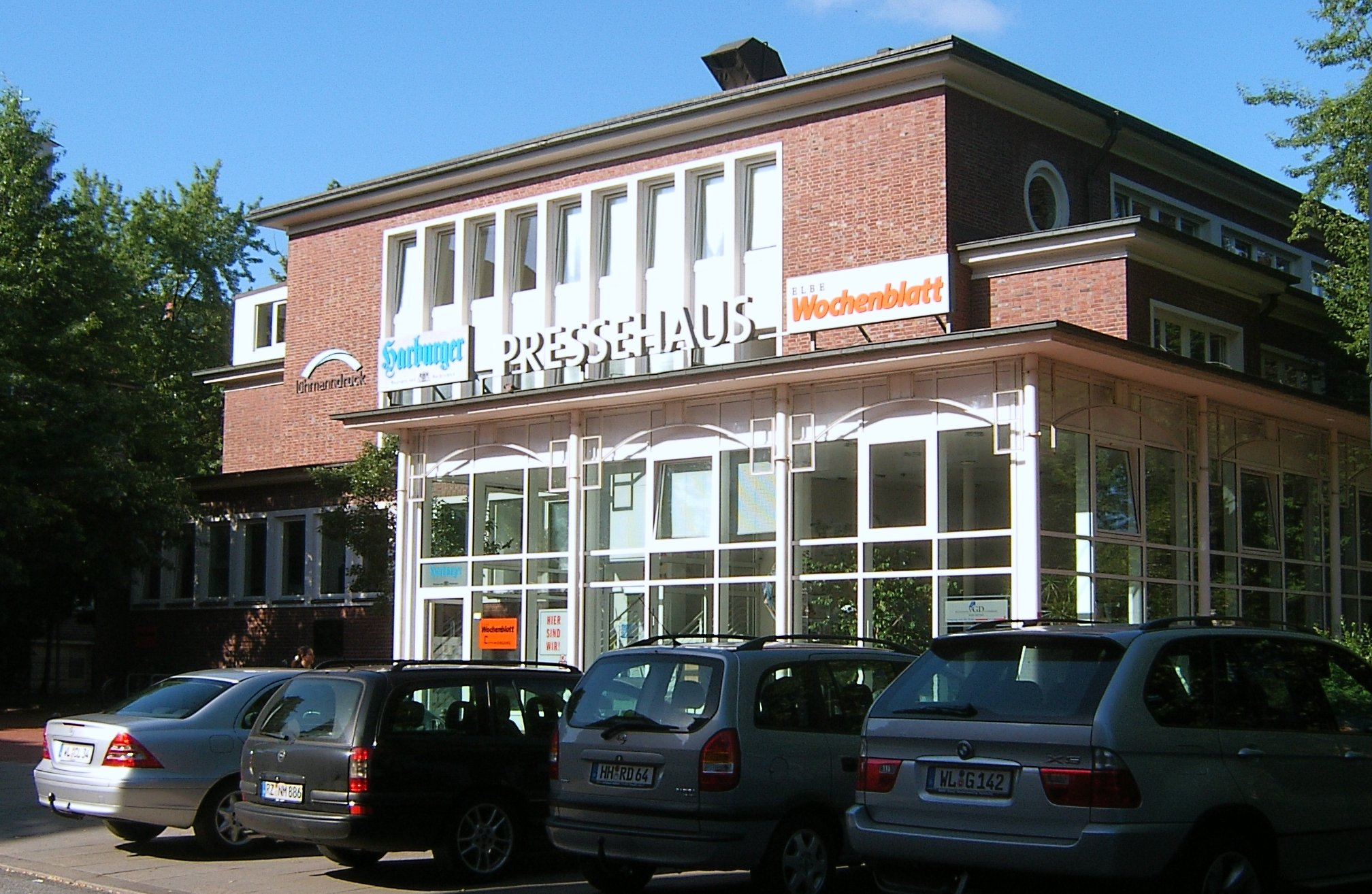
Ehemaliges Stadtbad, einst Sitz von Lühmanndruck, Herausgeber der „Harburger Anzeigen und Nachrichten“, heute Heimat des „elbe wochenblattes“ sowie der Lokalredaktion Harburg des Hamburger Abendblatts.

Die Harburger Anzeigen und Nachrichten (HAN) mit Sitz in Harburg, war eine von 1844 bis 2013 in Harburg erscheinende Tageszeitung für die Region einschließlich der benachbarten Landkreise in Niedersachsen. Sie war die älteste in Hamburg erscheinende Zeitung. Weiterhin erhältlich sind das Hamburger Abendblatt mit der Lokalbeilage Harburger Rundschau und das Harburger Blatt.
Im Bereich der Neuen Medien gibt es das Online-Magazin besser-im-blick.de für die Bereiche Szene, Kunst, Kultur und Lifestyle sowie harburg-aktuell.de und aktuelles aus-suederelbe.de.

### Unternehmen und Entwicklung der Industrie
1836 nahm die Spirituosen und Likörfabrik H. Osterhoff (später Spirituosen- und Likörfabrik Louis Hilke) am Karnapp 15/16 als eines der ersten fabrikähnlichen Anlagen ihren Betrieb auf. Der Ausbau der Hafenanlagen zu einem modernen, tideunabhängigen Dockhafen (Hamburger Hafen tideabhängig) mit direktem Eisenbahnanschluss, die Zugehörigkeit Harburgs zum Deutschen Zollverein (1854) und dem damit verbundenen zollfreien Warenabsatz im Binnenland, sowie das fehlen geeigneter Industrieflächen in Hamburg zog Unternehmer von Hamburg nach Harburg. 1854 verlegte H. C. Meyer jr. (Stockmeyer) einen Teil der Produktion nach Hamburg.
In Harburg waren traditionell Ölmühlen, Kautschuk verarbeitende Betriebe und die Hersteller der Maschinen für die vorgenannten Industriezweige ansässig. Bereits 1855 gründete German Julius Koeber in Harburg eine Eisenhütte. Das heutige Werksgelände der 2005 entstandenen Firma Harburg-Freudenberger geht zurück auf die Harburger Eisen- und Bronzewerke, die später an Krupp übergingen. 1856 entstand die Kautschukverarbeitung in Form der Harburger Gummi-Kamm Compagnie (als Teil von H. C. Meyer jr.), die 1930 von der New-York Hamburger Gummi-Waaren Compagnie übernommen wurde. Die Firma produzierte bis zum Umzug nach Lüneburg 2009 im Harburger Binnenhafen (darunter immer noch Kämme für den Friseur-Bedarf, z. B. traditionsreiche Modelle unter dem Namen „Hercules Sägemann“).
Ebenfalls 1856 entstand die Albert & Louis Cohen, Harburg – Schuhfabrik, eine Weichgummifabrik der Brüder Albert und Louis Cohen, aus der die spätere Phoenix AG hervorging, einem der größten Arbeitgeber der Stadt. Seit 2004 gehört der Betrieb zur ContiTech, einem Tochterunternehmen der Continental AG. 2006 wurde ein Teil, die Autozulieferer-Sparte Stankiewicz ausgegliedert, verblieb jedoch in Harburg. Neben der Gummiindustrie siedelte sich der heute noch wichtige Bereich der Ölsaatenverarbeitung an. Auf die erste Dampfmühle 1838 folgte 1857 die Kohleöl- und Gasfabrik Noblee & Thoerl.
1912 wurde das erste Geschäft der heutigen Drogeriekette Budnikowsky in der Mühlenstraße 33 (heute: Schloßmühlendamm) eröffnet.
Die im Harburger Binnenhafen entstehenden Büros werden unter anderem von Airbus, Firmen aus dem IT-Bereich und der TuTech Innovation GmbH der TUHH genutzt. Die Klassifikationsgesellschaft Bureau Veritas hat ihren Deutschland-Sitz hier. Daneben prägen die Schiffbau- und Reparaturbetriebe der Jöhnk Werft, die Qualifizierungsgesellschaft Jugend in Arbeit Hamburg e. V. und der Technische Betrieb Harburg (TBH) der HPA die Schlossinsel.
- Bureau Veritas
- Handelshof C&C Großhandel, ehem. Behn & Behn
- Harburg-Freudenberger
- Heidelberger Druckmaschinen Vertrieb Region Nord (seit 2009 am alten Standort der New-York Hamburger Gummi-Waaren Compagnie)
- Gummiwerke Phoenix AG, seit 1. Januar 2005 zur Continental AG gehörend (seit 2007 ContiTech)
- Phoenix-Center, ein von ECE Projektmanagement verwaltetes Einkaufszentrum
- Wachstumsinitiative Süderelbe im Harburger Binnenhafen, die die wirtschaftliche Entwicklung in der südlichen Metropolregion Hamburg fördert

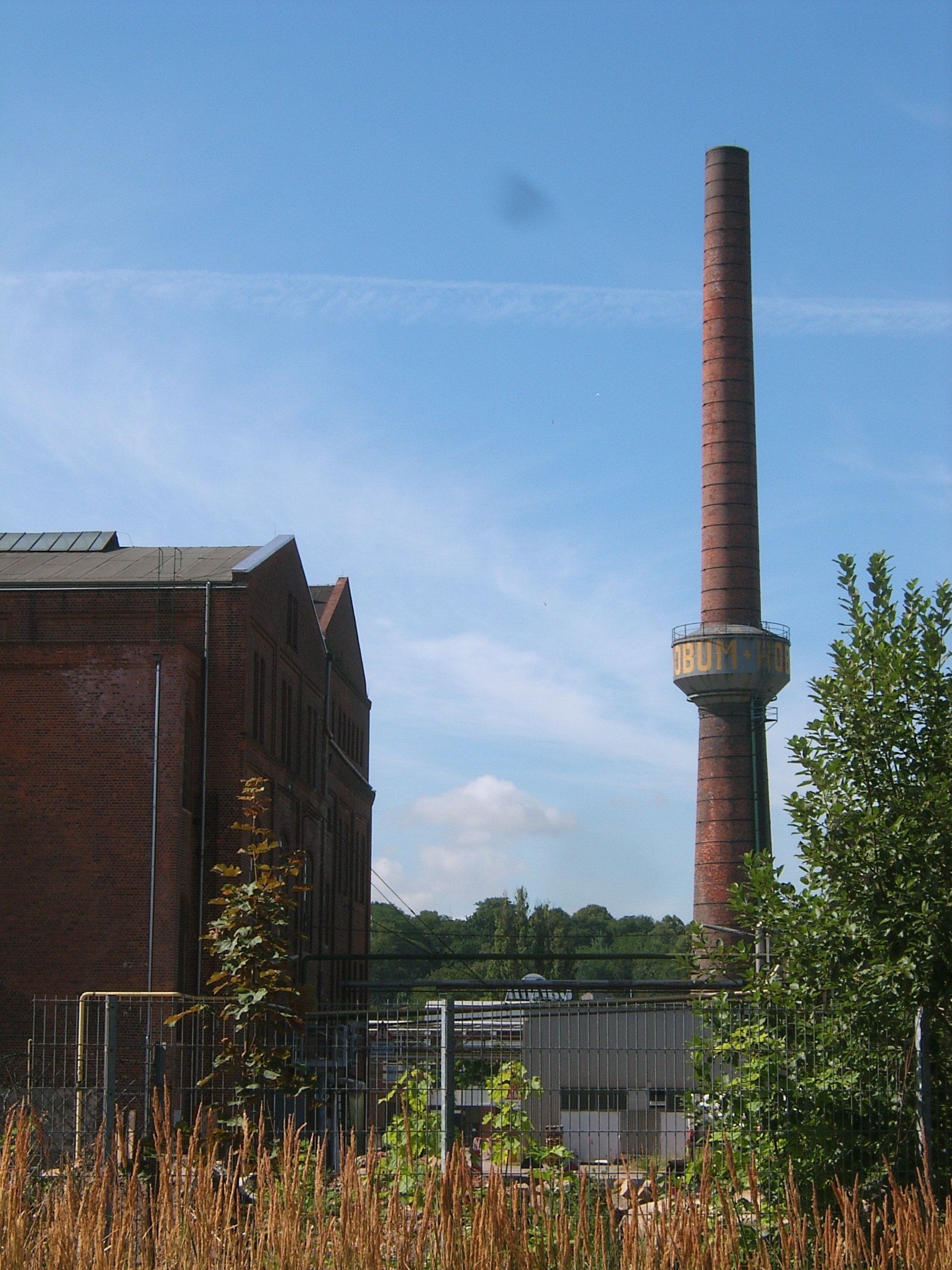
Der ehemals charakteristische Hobum-Schornstein, Zeugnis für die prägende Industriekultur, wurde 2007 zu zwei Dritteln abgetragen.
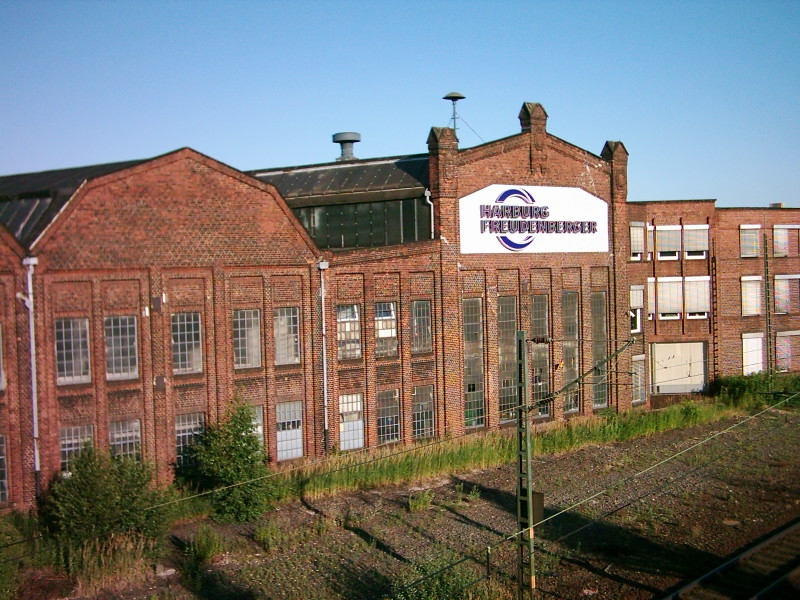
Harburg-Freudenberger Werksgelände, heutige Ansicht
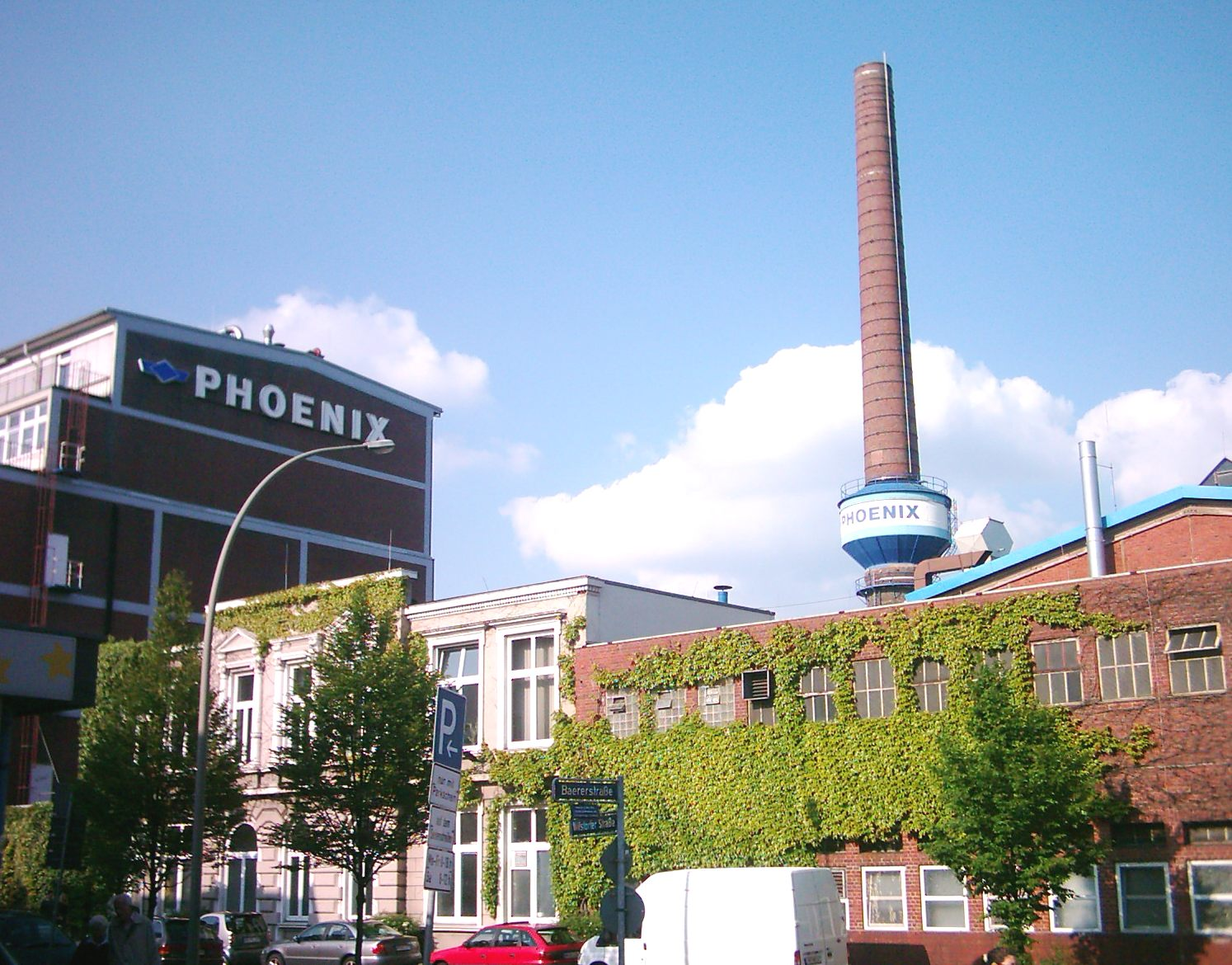
Phoenix AG
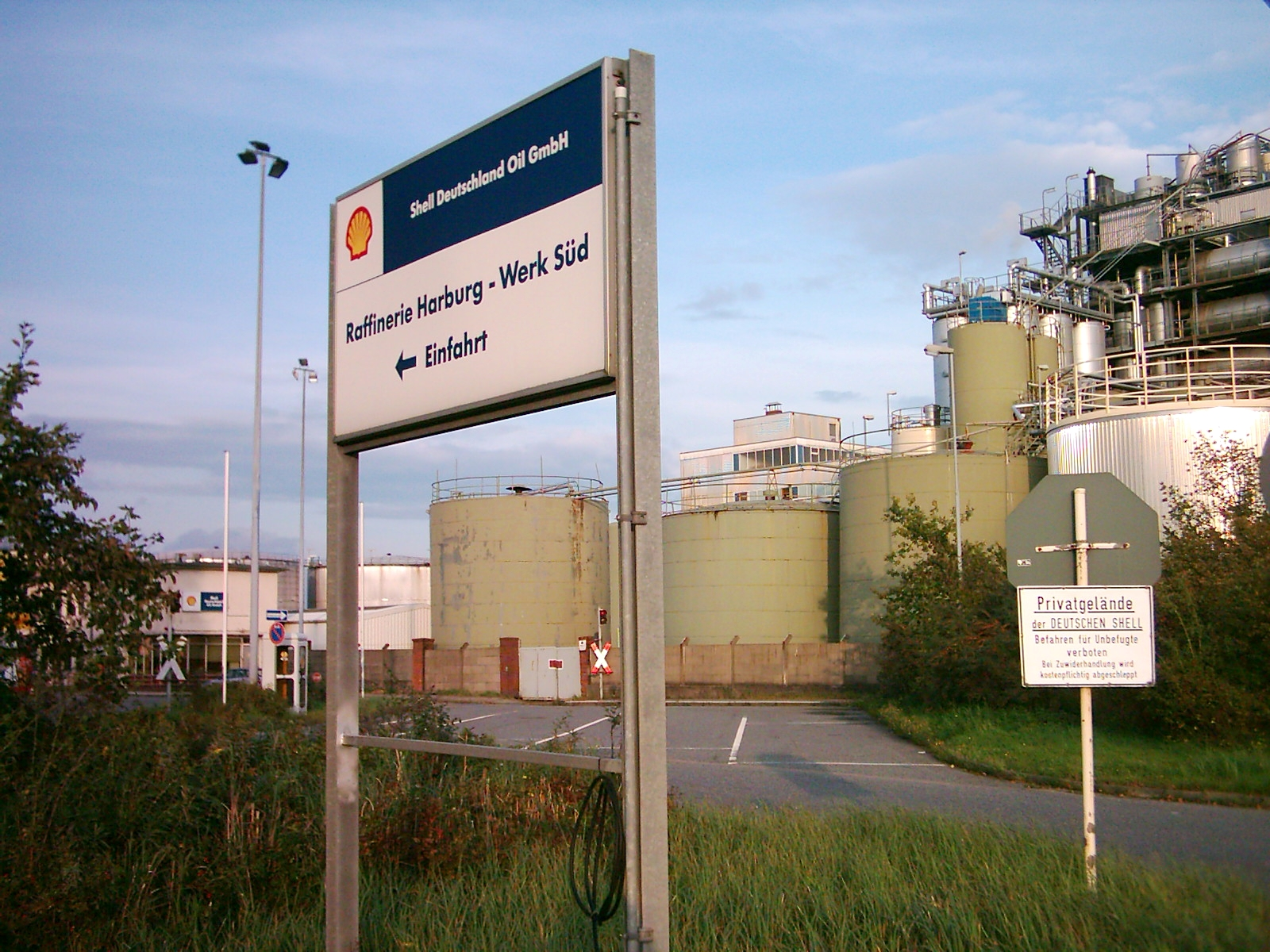
Ehemalige Shell-Raffinerie Harburg (heute: Nynas) an der Moorburger Straße im Seehafen.

## Verkehr

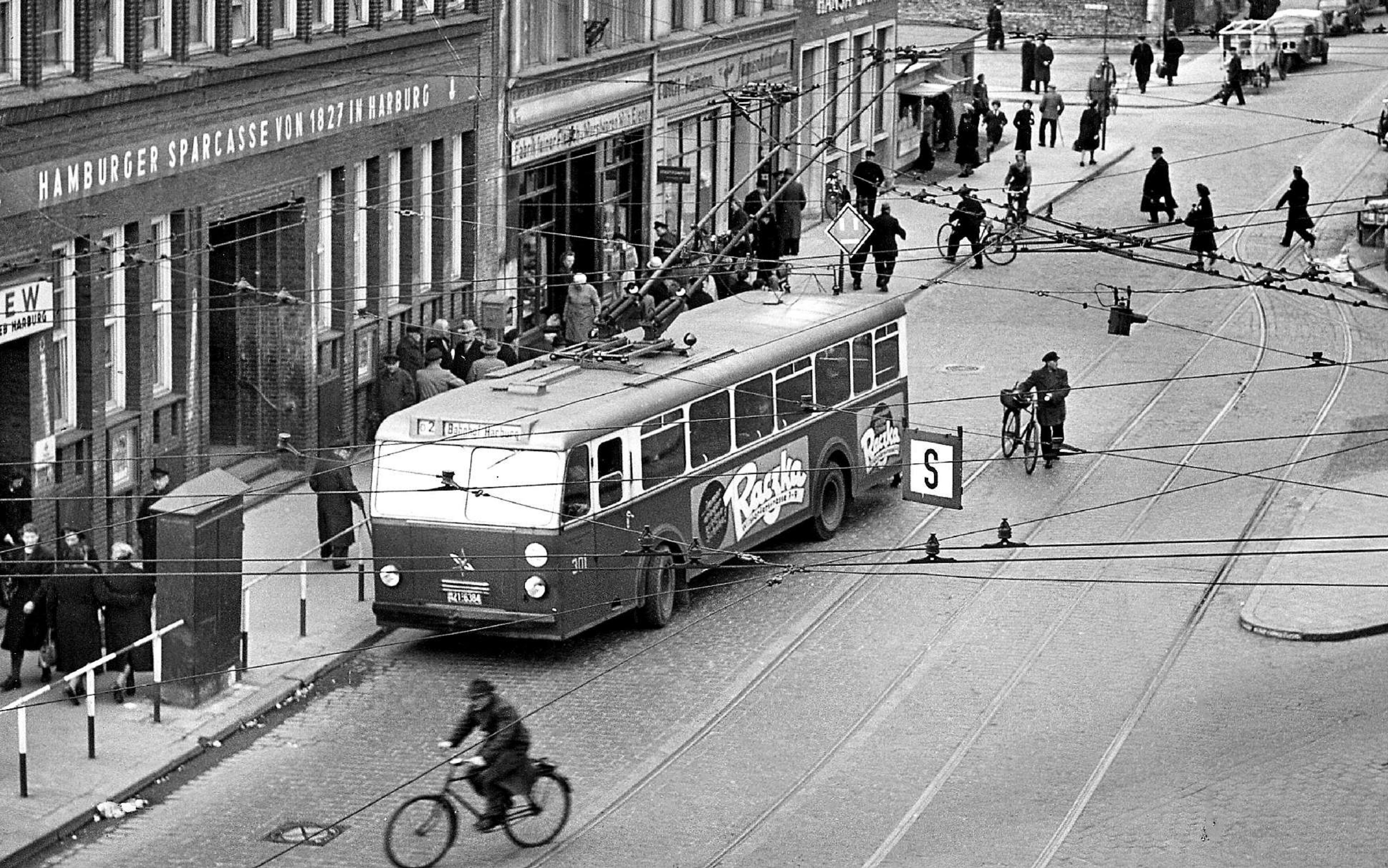
O-Bus am Sand in Harburg (1949)

Der Bahnhof Harburg ist ein wichtiger Verzweigungspunkt der Strecken von Hamburg nach Lehrte (bei Hannover) und nach Bremen sowie weiter ins Ruhrgebiet, der Niederelbebahn und ein Knotenpunkt im Hamburger Nahverkehr. Von 1872 bis 1995 hatte Harburg ein Eisenbahn-Ausbesserungswerk, das nach dem Umbau andere Unternehmen beherbergt.
1949 wurde in Harburg von der Hamburger Hochbahn (HHA) ein Oberleitungsbusbetrieb als Ersatz für zwei stillgelegte Straßenbahnlinien eingerichtet, der bis 1958 bestand. Im Mai 1971 verlor Harburg seine letzte Straßenbahn, die Linie 11 nach Hamburg. Im Jahr 1983 wurde der S-Bahn-Tunnel unter der Harburger Innenstadt mit den Stationen Harburg und Harburg Rathaus in Betrieb genommen.
Im Zuge des Baus der U-Bahn-Linie U4 der Hamburger Hochbahn wird auch eine Verlängerung über Wilhelmsburg nach Harburg diskutiert.

## Bildung und Forschung
In Harburg befindet sich die Technische Universität Hamburg und deren Universitätsbibliothek. Auf dem Campus der Hochschule ist auch das Northern Institute of Technology Management (NIT) ansässig. Von 2004 bis 2010 war die Kühne School of Logistics and Management ein integrierter Teil der TUHH. 2010 wurde sie als staatlich anerkannte Hochschule ausgegliedert und bezog 2013 als „Kühne Logistics University“ (KLU) ihr eigenes Gebäude in der HafenCity.
Die allgemeinbildenden Schulen des Stadtteils sind die öffentlichen Schulen Goethe-Schule Harburg, Grund- und Stadtteilschule Maretstraße, Georg-Kerschensteiner-Grundschule, Förderschule Schwarzenbergstraße und die Schulen in freier Trägerschaft, das Niels-Stensen-Gymnasium, Katholische Schule Harburg und Handelsschule Weber.
Im Stadtteil befindet sich außerdem die Hamburger Volkshochschule Region Harburg/Finkenwerder und die Bücherhalle Harburg als öffentliche Stadtteilbibliothek.

## Friedhöfe im Harburger Bereich
- Alter Friedhof Harburg
- Jüdischer Friedhof Harburg
- Historischer Garnisonsfriedhof Harburg

## Harburg literarisch
In seiner ersten im Winter 1963/64 geschriebenen Erzählung Kalte Zeiten. Erzählung, nicht frei erfunden vermittelt der Hamburger Schriftsteller Christian Geissler (1928–2008) einen die Erzählung selbst einrahmenden Eindruck des proletarischen Stadtteils Harburg. Im 2002 erschienenen Roman Morbus fonticuli oder Die Sehnsucht des Laien des Schriftstellers Frank Schulz (* 1957) bildet Harburg vielfach den Ort der Handlung. Dasselbe gilt für den autobiographisch grundierten Roman Fleisch ist mein Gemüse des Schriftstellers Heinz Strunk (* 1962) aus dem Jahr 2004, der 2008 verfilmt wurde.